# Pfälzerwald
Die Mittelgebirgslandschaft Pfälzerwald (so die amtliche Schreibweise, häufig auch Pfälzer Wald, in naturräumlichen Gliederungen auch Haardtgebirge) im Land Rheinland-Pfalz ist eines der größten zusammenhängenden Waldgebiete Deutschlands. Seine Ausdehnung beträgt, je nach naturräumlicher Abgrenzung, 1589,4 km² entsprechend 158.940 Hektar oder 1771 km² entsprechend 177.100 Hektar, wobei 82 bis 90 Prozent der Fläche von Wald bedeckt sind. Damit nimmt er ein gutes Drittel der gesamten Pfalz ein, deren zentrale Landschaft er darstellt und von der er seinen Namen hat.
Die südliche Fortsetzung des Naturraums auf französischem Boden wird dort aus politischen Gründen „Nordvogesen“ (französisch Vosges du Nord) genannt. Sie zieht sich von der deutsch-französischen Grenze bis zur Zaberner Steige und wird dort durch die Vogesen im eigentlichen Sinne abgelöst. Diese französische Eigenheit spiegelt sich auch im offiziellen Namen des zum Schutz des Naturraums sowie angrenzender Gebiete eingerichteten grenzüberschreitenden Biosphärenreservats Pfälzerwald-Vosges du Nord wider. Es hat insgesamt eine Fläche von 310.500 Hektar.
Der 179.800 Hektar große deutsche Naturpark Pfälzerwald umfasst zusätzlich den Landstrich zwischen Haardtrand und Deutscher Weinstraße im Osten sowie die Täler von Eckbach und Eisbach im Nordosten.

## Naturräumliche Grundstruktur

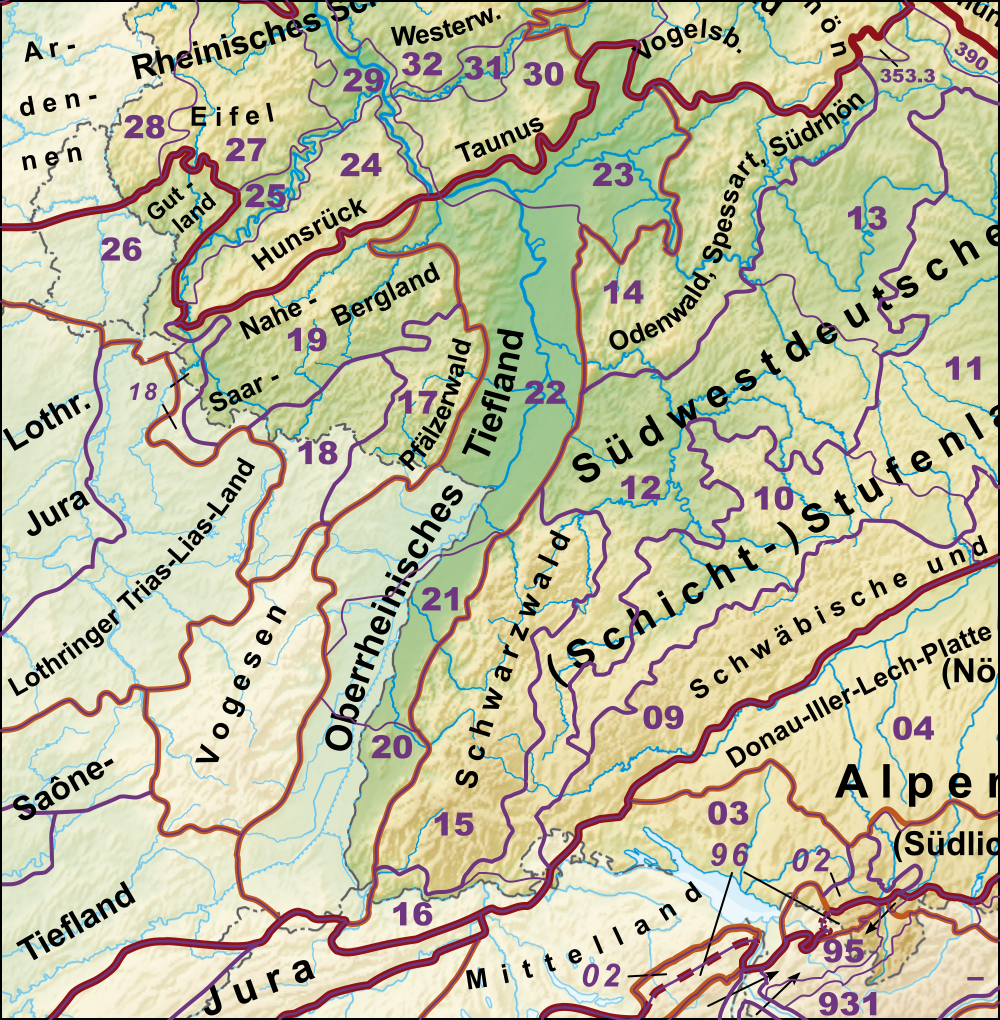
Das linksrheinische Schichtstufenland mit dem Pfälzerwald (17)

Der Pfälzerwald ist gemeinsam mit den Vogesen, die sich südlich der Zaberner Steige anschließen, Teil eines einheitlichen Mittelgebirgsraumes von etwa 8000 km² Gesamtfläche, der sich von der Börrstadter Senke (Linie Winnweiler–Börrstadt–Göllheim) bis zur Burgundischen Pforte (Linie Belfort–Ronchamp–Lure) erstreckt und die westliche Begrenzung der Oberrheinischen Tiefebene bildet. Diese Landschaft ist wiederum östlichster Teil des sehr weitläufigen Nordfranzösischen Schichtstufenlandes, das auf deutschem Boden weite Teile der Pfalz und des Saarlandes einnimmt, mit älteren (z. B. am Donnersberg) und jüngeren Gesteinsschichten (Muschelkalk, z. B. Westricher Hochfläche). Die folgenden beiden Unterkapitel umfassen daher auch den französischen Teil des Naturraums.

### Gliederung
Der Pfälzerwald stellt innerhalb des Pfälzisch-Saarländischen Schichtstufenlandes (Großregion 2. Ordnung) eine naturräumliche Großregion 3. Ordnung dar, die nach Süden bis zur Zaberner Steige, also weit in französisches Gebiet hinein, reicht, wo sich der Höhenzug in den Vogesen fortsetzt. Dessen ungeachtet wird, der Staatsgrenze wegen, der französische Südteil des Naturraumes dort als „Nordvogesen“ bezeichnet.
Die wesentlichsten Gliederungen des Buntsandsteingebirges erfolgten in den 1950er und 1960er Jahren im Handbuch der naturräumlichen Gliederung Deutschlands nebst Einzelblättern 1:200.000 durch die Bundesanstalt für Landeskunde. Indes haben sich zum Teil von dieser Gliederung abweichende Landschaftsnamen durchgesetzt.
Nachstehend sind die wichtigsten Teillandschaften mit einer Karte aufgelistet, wobei in der Karte nur namentlich bekannte Landschaften genannt werden und nur signifikantere Landschaftsgrenzen eingezeichnet sind.
- Pfälzerwald

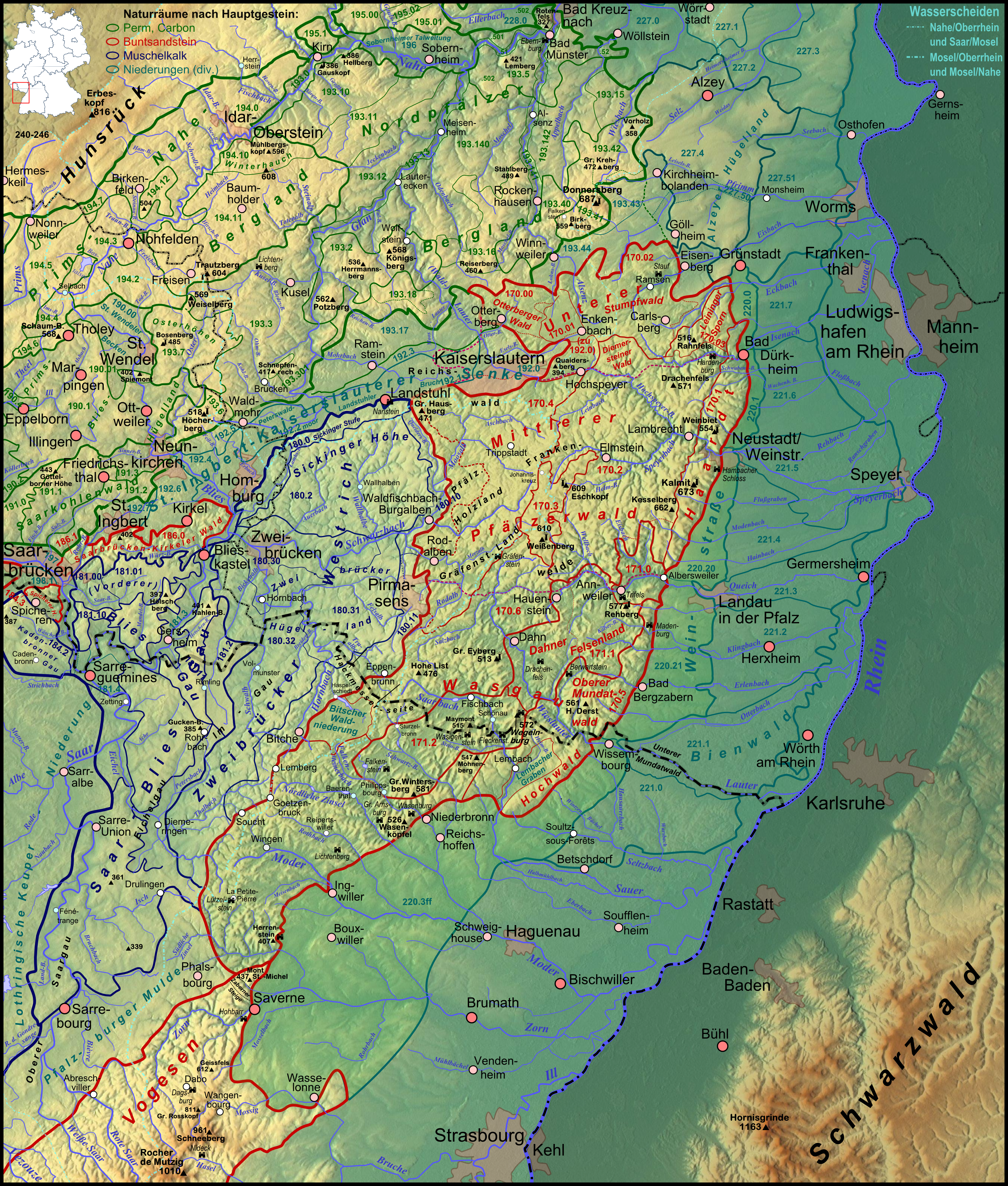
Gliederung des Pfälzerwaldes;
physisch-naturräumliche Landschaftsnamen und -grenzen in Rot, umgebende Hauptlandschaften andersfarbig gestaltet

  - Unterer Pfälzerwald (Nördlicher Pfälzerwald)
    - Otterberger Wald (bis um 380 m)
    - (Sembacher Platten)
    - Stumpfwald (nur nahe der südlichen Nahtstelle über 400 m)
    - Queitersberg (Quaidersberg, Quaitersberg; 394,0 m); Osteinrahmung Kaiserslauterns

  - Mittlerer Pfälzerwald (nur signifikant abgetrennte Teillandschaften hervorgehoben)
    - Diemersteiner Wald (bis um 450 m)
    - Leininger Sporn (bis 516 m)
    - Hoher Pfälzerwald (Hauptplateau der Frankenweide; bis 610 m)
    - Haardt (bis 673,64 m)

  - Wasgau
    - Westlicher Wasgau (bis 513 m)
      - Bitscher Waldniederung

    - Dahn-Annweiler Felsenland
      - Stürzelbronn-Schönauer Felsenland (bis 581 m)
      - Dahner Felsenland (bis 577 m)
        - Dahner Felsenland im engeren Sinne
        - Annweiler Felsenland[9]

      - Annweiler-Albersweiler-Ausraum („Trifelsland“)[10]

    - Östlicher Wasgau
      - Oberer Mundatwald[11] (bis 562 m)
      - Hochwald (bis 529 m)
      - Lembacher Graben

    - Südlicher Wasgau (bis 526 m; Entwässerung zur Moder)

### Grenzen

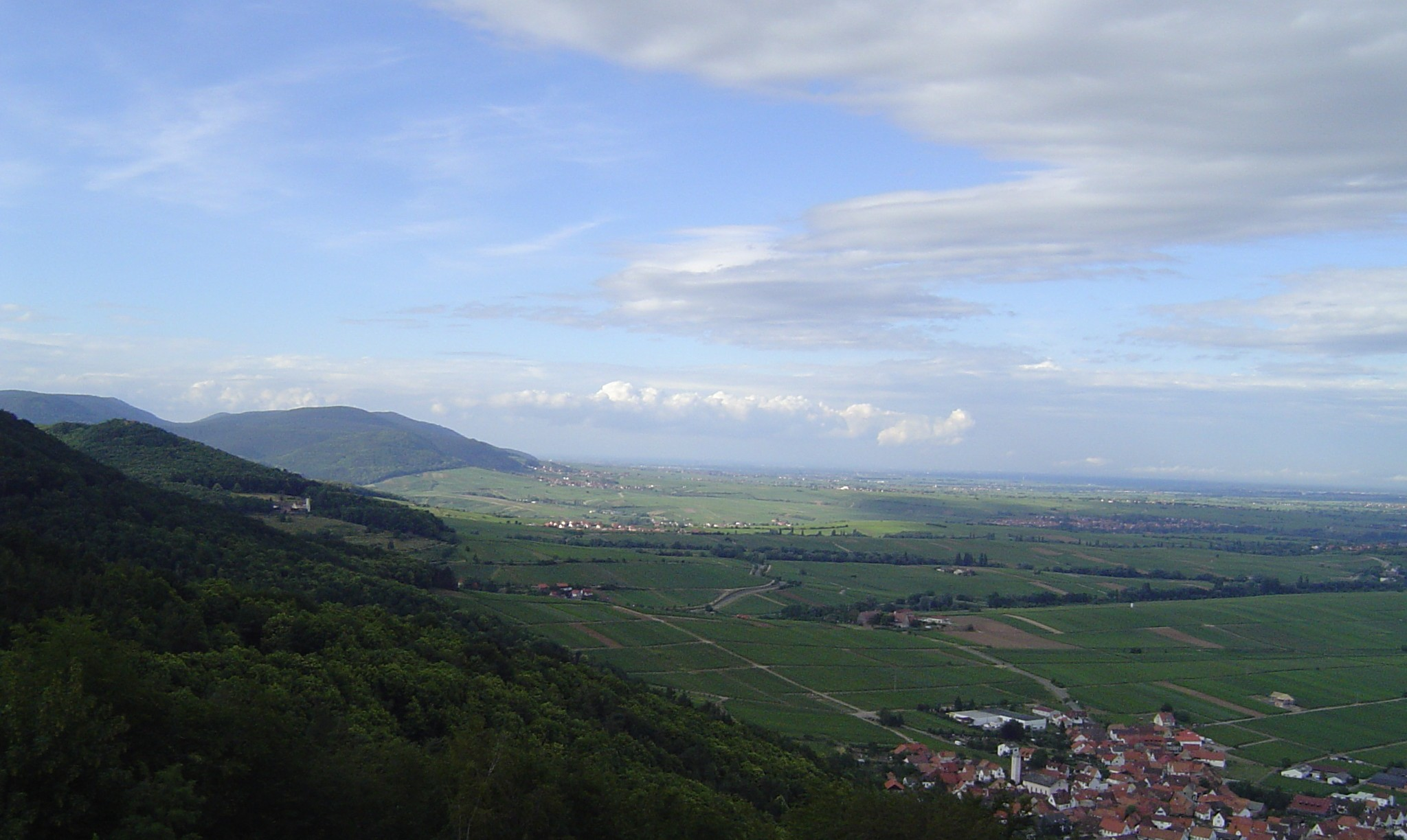
Südöstlicher Gebirgsrand bei Eschbach

Während der Pfälzerwald nach Norden und Osten vergleichsweise scharf begrenzt ist, ist der Übergang in benachbarte Landschaften nach Westen und Süden eher fließend.
Nördlich schließt das Nordpfälzer Bergland mit dem Donnersberg (686,5 m) an den Pfälzerwald an. Dort enden die für den Pfälzerwald typischen Buntsandsteinformationen, die von anderen Gesteinsarten, z. B. durch Gesteine des Rotliegend, abgelöst werden. Daraus ergibt sich eine deutliche geomorphologische Abgrenzung beider Landschaftsräume, die ungefähr auf einer Linie von Eisenberg, Göllheim, Börrstadt bis nach Otterberg bei Kaiserslautern verläuft.
Das Hügelland zwischen Haardt und Oberrheinebene, wo die Pfälzer Weine angebaut werden, wird als Weinstraße bezeichnet. Durch diese Hügelzone verläuft die Deutsche Weinstraße.
Bis in den Nordwesten des Pfälzerwaldes hinein reicht die in Westsüdwest-Ostnordost-Richtung verlaufende St. Ingbert-Kaiserslauterer Senke, zu der insbesondere westlich von Kaiserslautern, in der Moorniederung des Landstuhler Bruchs, die südlichen Nachbarlandschaften in einer deutlichen Schichtstufe abfallen.

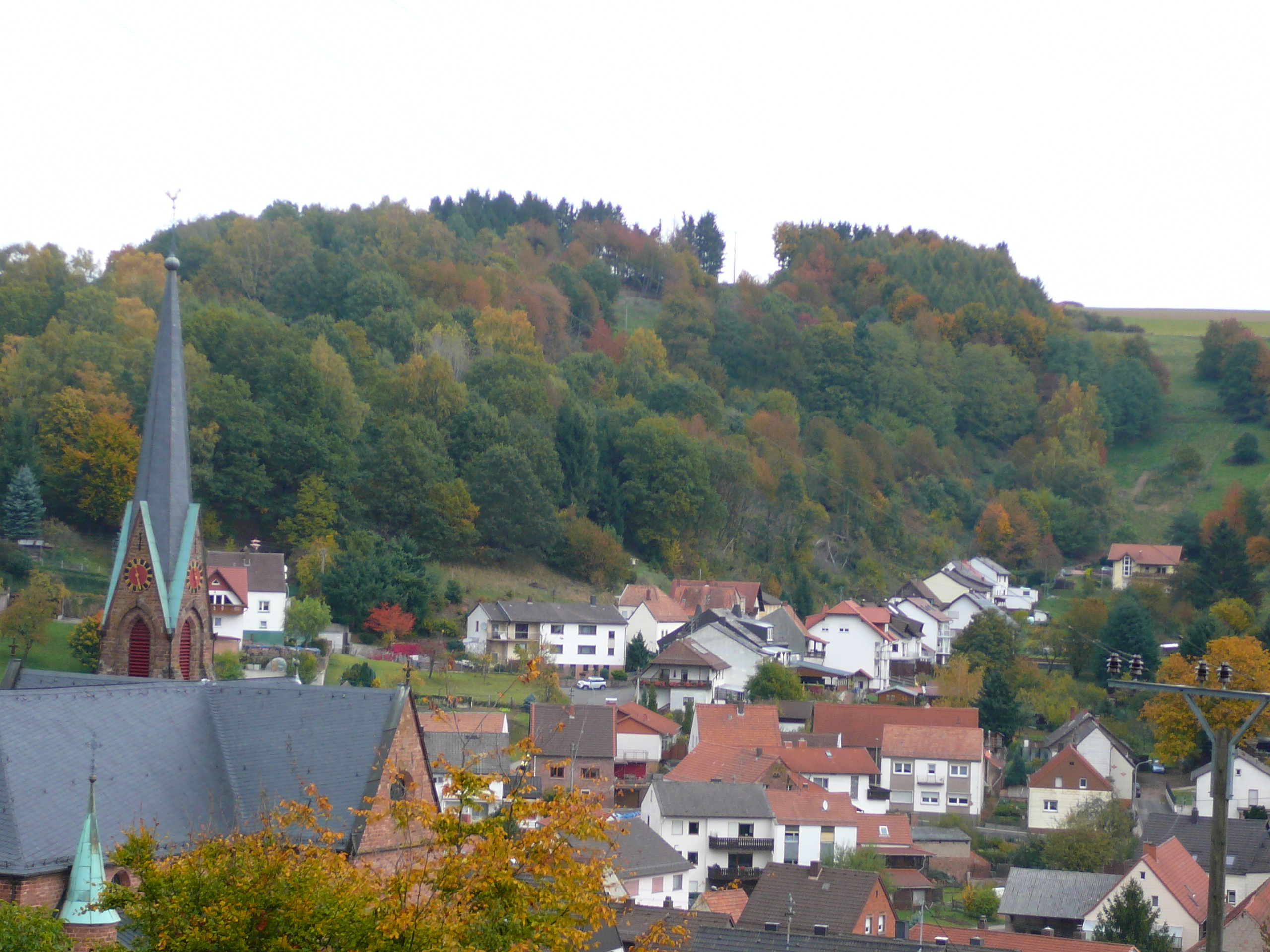
Großer Hausberg

Westlich des Großen Hausbergs löst die Westricher Hochfläche den Pfälzerwald an der scharfen Südgrenze des Landstuhler Bruchs in vergleichsweise fließendem Übergang ab. Sie erreicht im Übergangsbereich vergleichbare Höhen, weist jedoch als Muschelkalk-Plateau ein deutlich anderes Relief auf und ist auch nicht mehr durchgängig bewaldet. Sie zieht sich als Westsaum nicht nur um den Pfälzerwald, sondern auch noch weiter südlich um die Vogesen im engeren Sinne. Ungefähr ab Lemberg in Lothringen bildet sie auch die Wasserscheide zwischen Mosel und Oberrhein; der Süden der Region entwässert komplett über das System der Moder zum Oberrhein.
Nach Süden bildet die schmale Zaberner Steige die Grenze zwischen dem Pfälzerwald und den Vogesen. Geomorphologisch und geologisch ist diese Trennlinie weniger scharf ausgeprägt, als es rechtsrheinisch der Fall ist, wo Odenwald und Schwarzwald durch die Niederung des Kraichgaus deutlich voneinander getrennt sind. Erst die Burgundische Pforte jenseits der Vogesen bildet linksrheinisch eine orographisch vergleichbar klare Grenze.

## Geschichte

### Name
Der Name Pfälzerwald wurde erst 1843, als die Pfalz ein Teil des Königreichs Bayern war, in der zentral liegenden Gemeinde Johanniskreuz auf einer Konferenz von Forstleuten, die Ministerialrat Albert von Schultze leitete, geprägt, die damit die Wälder auf dem Buntsandsteingebiet der Pfalz bezeichneten. Weitere Verbreitung fand der Name, als 1902 der Pfälzerwald-Verein gegründet wurde, wobei sich vor allem Fritz Claus, einer der Pioniere des PWV, intensiv für den neuen Namen einsetzte. Eine wissenschaftlich fundierte genauere Definition des Pfälzerwaldes als eigenständiger naturräumlicher Einheit erfolgte 1911 durch Daniel Häberle, einen pfälzischen Geographen und Heimatforscher.
Aus sprachhistorischer Perspektive wurde aber bereits von Kelten und Römern das gesamte linksrheinische Gebirge als räumliche Einheit begriffen, also keine Trennung zwischen den verschiedenen Gebirgsteilen, dem heutigen Pfälzerwald und den Vogesen, vorgenommen. Das Gebirge erhielt seinen Namen nach dem keltischen Waldgott Vosegus und ist in zahlreichen römischen Inschriften, welche sowohl in Deutschland als auch in Frankreich gefunden wurden, als „silva vosegus“ oder „mons vosegus“ bezeugt. Aus dieser Sprachwurzel entwickelten sich im Laufe des Mittelalters die Bezeichnungen Vosges für den französischen und Wasgen, Was(i)genwald, später auch Wasgau, in Anlehnung an die entsprechende mittelalterliche Verwaltungseinheit Gau, für den deutschen Sprachraum. Noch im Jahre 1810 wurde daher das heutige Gebiet des Pfälzerwaldes auf einem Stahlstich als „Vogesengebirge“ bezeichnet. Auch der Pfälzer Heimatforscher August Becker nannte das von Frankreich her in die Pfalz hineinragende Mittelgebirge in seinem 1858 erschienenen Buch Die Pfalz und die Pfälzer noch „die Vogesen“.
Während also der Begriff Wasgen bzw. Vogesen über einen langen Zeitraum für das gesamte linksrheinische Gebirge stand, wurde er zu Beginn des 20. Jahrhunderts im Bewusstsein der Öffentlichkeit wie auch in der wissenschaftlichen Diskussion schrittweise auf den elsass-lothringischen Teil des Buntsandsteingebirges eingeengt, während sich für den pfälzischen Teil mehr und mehr der Name Pfälzerwald einbürgerte. Dies hatte zur Folge, dass Pfälzerwald und Vogesen in Deutschland als voneinander getrennte, unterschiedliche Naturräume definiert wurden, während in Frankreich der dortige, südliche Teil des Pfälzerwaldes nach wie vor als „Nordvogesen“ bezeichnet wird. Allerdings sind in den letzten Jahrzehnten im Rahmen der europäischen Einigung (Schengener Abkommen) zunehmend Tendenzen zu beobachten, den gesamten Gebirgskomplex wieder als geographische Einheit zu betrachten. Als Beleg für diese veränderte Grundhaltung kann u. a. die 1998 erfolgte Einrichtung des ersten grenzüberschreitenden Biosphärenreservates Pfälzerwald-Vosges du Nord gesehen werden.

### Siedlungsgeschichte

#### Geringe menschliche Spuren (bis 10. Jahrhundert)
Während sich seit der Jungsteinzeit (5500–4500 v. Chr.) und vor allem zur Zeit der Kelten (800 bis 10 v. Chr.) und Römer (10 v. Chr. bis 450 n. Chr.) in begünstigten Regionen der heutigen Pfalz verschiedene Siedlungsaktivitäten nachweisen lassen, war das linksrheinische Mittelgebirge bis zum Ende der Völkerwanderung (um 600) praktisch menschenleer und von dichten Urwäldern bedeckt.

#### Klöster, Kolonisation und Erschließung (7. bis 13. Jahrhundert)

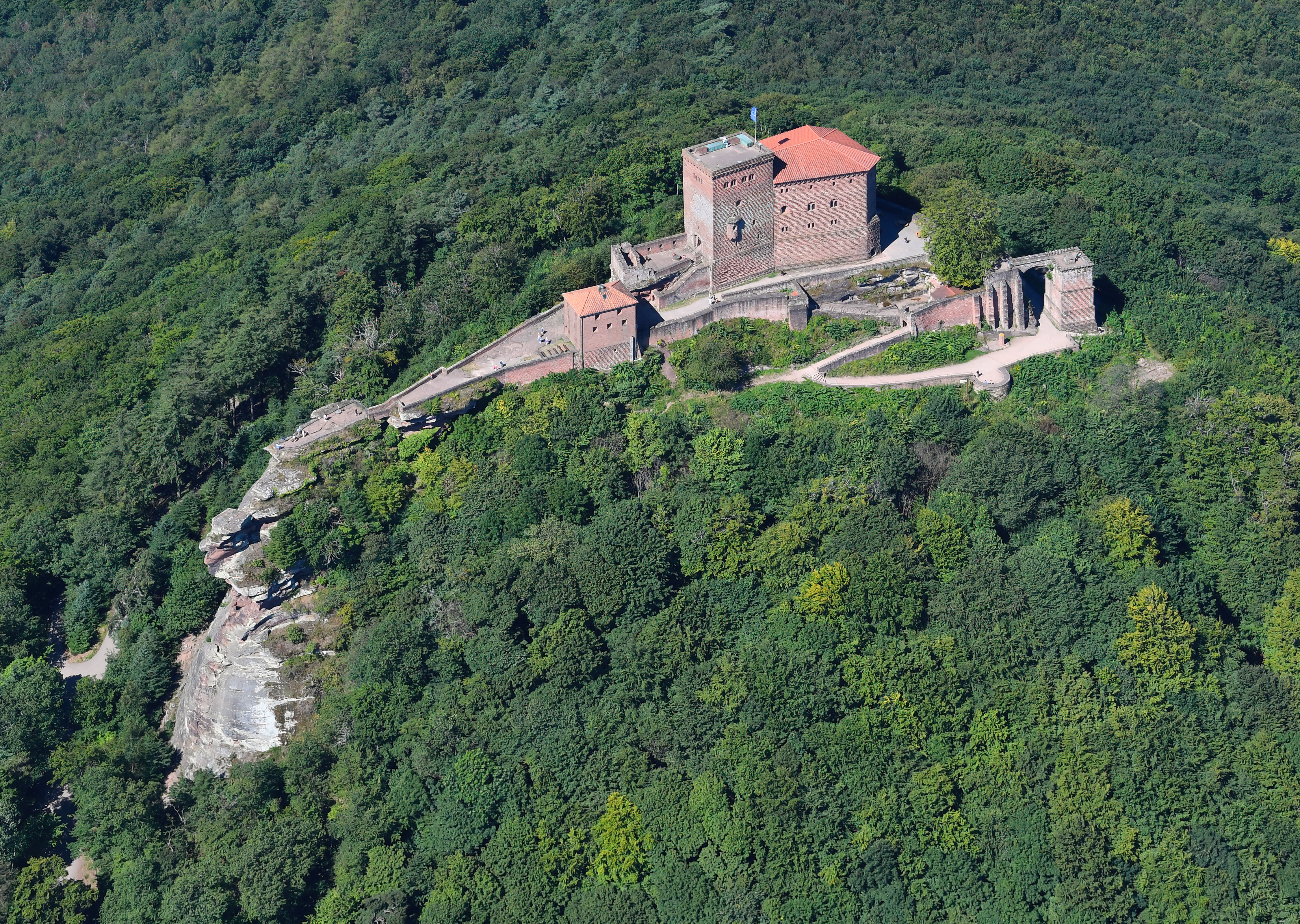
Reichsburg Trifels als Machtzentrum des Salierreiches

Nachdem auch die Franken bei ihrer Landnahme im Frühmittelalter (7. bis 10. Jahrhundert) nur bis zu den Rändern des heutigen Pfälzerwaldes vorstießen, führten im Hochmittelalter (10. bis 13. Jahrhundert) zunehmender Bevölkerungsdruck, vor allem aber die Initiativen von Adel und Kirche, z. B. durch Gründung von Klöstern wie der Zisterzienserklöster Otterberg (1144) und Eußerthal (1148), zur Kolonisation und Erschließung des Mittelgebirges. Gebiete, die landwirtschaftlich genutzt werden konnten, wurden gerodet und dauerhaft besiedelt. Ihren Höhepunkt fand diese Entwicklung in der Epoche der Salier (10. bis 12. Jahrhundert) und Staufer (12. und 13. Jahrhundert), in der die Region mit der Reichsburg Trifels und weiteren, sie umgebenden Burgen zeitweise das Machtzentrum des damaligen Kaiserreiches bildete.

#### Wüstungen, Raubbau und Verarmung (14. bis 18. Jahrhundert)
Diese Entwicklung fand im Spätmittelalter (13. bis 15. Jahrhundert) und der Frühen Neuzeit (16. bis 18. Jahrhundert) ihr Ende, da Seuchen (z. B. Pest) und Hungersnöte zu einem deutlichen Rückgang der Bevölkerung führten und die Gesamtzahl der Ansiedlungen stark zurückging (Entstehung von Wüstungen), wofür neben Kriegen vor allem wirtschaftliche Gründe verantwortlich waren. So wurden während der Kolonisation des Gebirges häufig Flächen gerodet, die aufgrund der nährstoffarmen Sandböden für eine ertragreiche Landwirtschaft eigentlich ungeeignet waren und deren Bewirtschaftung durch Übernutzung und Raubbau schon nach kurzer Zeit wieder eingestellt werden musste. Auch die Nutzung des Waldes zur Gewinnung von Brenn- und Bauholz erfolgte nicht nach den Prinzipien der Nachhaltigkeit. Einerseits schädigten Streunutzung (Laub als Einstreu für das Vieh) und Waldweide Boden und Wald, andererseits führte die Erzeugung von Eisen, Glas und Pottasche, wozu man sehr viel Holz benötigte, über Jahrhunderte hinweg zur Übernutzung und Verwüstung des Waldes und damit auch zu weiterer Verarmung der Bevölkerung. Berufe, die der Wald selbst bot, wie z. B. Holzfäller, Köhler, Flößer, Harzbrenner (Pechsieder) und Aschebrenner ermöglichten infolgedessen ebenfalls nur ein kärgliches Auskommen.

#### Zuwanderung, erneute Verarmung, erste Pendler (Ende 18. bis Anfang 20. Jahrhundert)

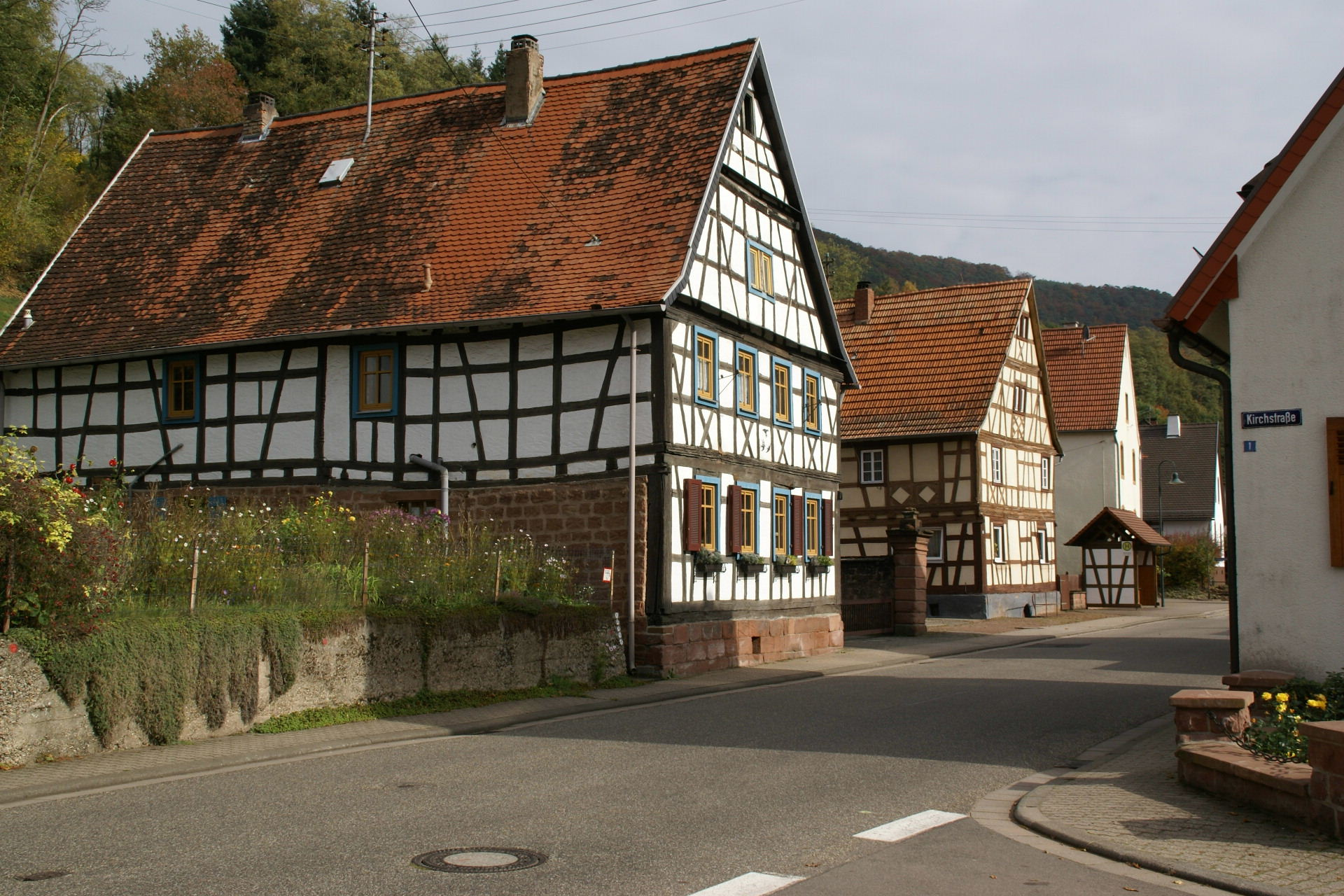
Wasgaudorf Bobenthal: Bauernhäuser im rheinfränkischen Stil

Nach den großen Bevölkerungsverlusten während des Dreißigjährigen Krieges (die Pfalz soll zeitgenössischen Berichten zufolge leer gewesen sein) kam es ab dem ausgehenden 17. Jahrhundert zunächst durch Einwanderung von Siedlern aus Tirol und Schwaben sowie durch Aufnahme von Glaubensflüchtlingen aus der Schweiz, Frankreich und Holland (Hugenotten, Mennoniten) zur Wiederherstellung und Stabilisierung der Bevölkerungszahl. Dem folgte dann ab dem Ende des 18. Jahrhunderts u. a. durch die verbesserte Bauweise der Gehöfte (fränkisches Gehöft) und dem Ausbau der dörflichen Strukturen (Haufendörfer) ein erhöhtes Bevölkerungswachstum.
Diese Entwicklung brachte allerdings mit sich, dass die Ressourcen der Mittelgebirgslandschaft rasch erschöpft waren und Überbevölkerung und Armut insbesondere im 19. Jahrhundert zu verstärkter Auswanderung in die Neue Welt führten. Neben der bescheidenen Eisengewinnung und -verarbeitung, der Arbeit im Wald und dem Betrieb von Papiermühlen war vor allem die aufkommende Schuhindustrie im Raum Pirmasens eine sehr wichtige Erwerbsquelle der Bevölkerung. Hier bedeutete der Eisenbahnbau in der zweiten Hälfte des 19. Jahrhunderts (Ludwigsbahn und Bahnstrecke Landau–Zweibrücken) eine gewisse Verbesserung der Lebenssituation, da nun die Möglichkeit bestand, in die außerhalb des Pfälzerwaldes liegenden Städte zu pendeln und dort eine Arbeitsstelle in einem der neu entstehenden Industriebetriebe zu finden (z. B. BASF Ludwigshafen).

#### Deindustrialisierung und Tourismus (20. und 21. Jahrhundert)
Im 20. Jahrhundert erfasste der allgemeine Strukturwandel auch die Region des Pfälzerwaldes, die in zunehmendem Maße in übergeordnete Wirtschafts- und Verkehrssysteme integriert wurde. Aus abgelegenen Waldbauerndörfern wurden bei entsprechender Infrastruktur (z. B. Verkehrsanbindung) Gemeinden mit Dienstleistungscharakter, wobei die berufliche Tätigkeit häufig nicht vor Ort, sondern in weiter entfernten Mittel- und Oberzentren (z. B. Ludwigshafen, Kaiserslautern) ausgeübt wird.

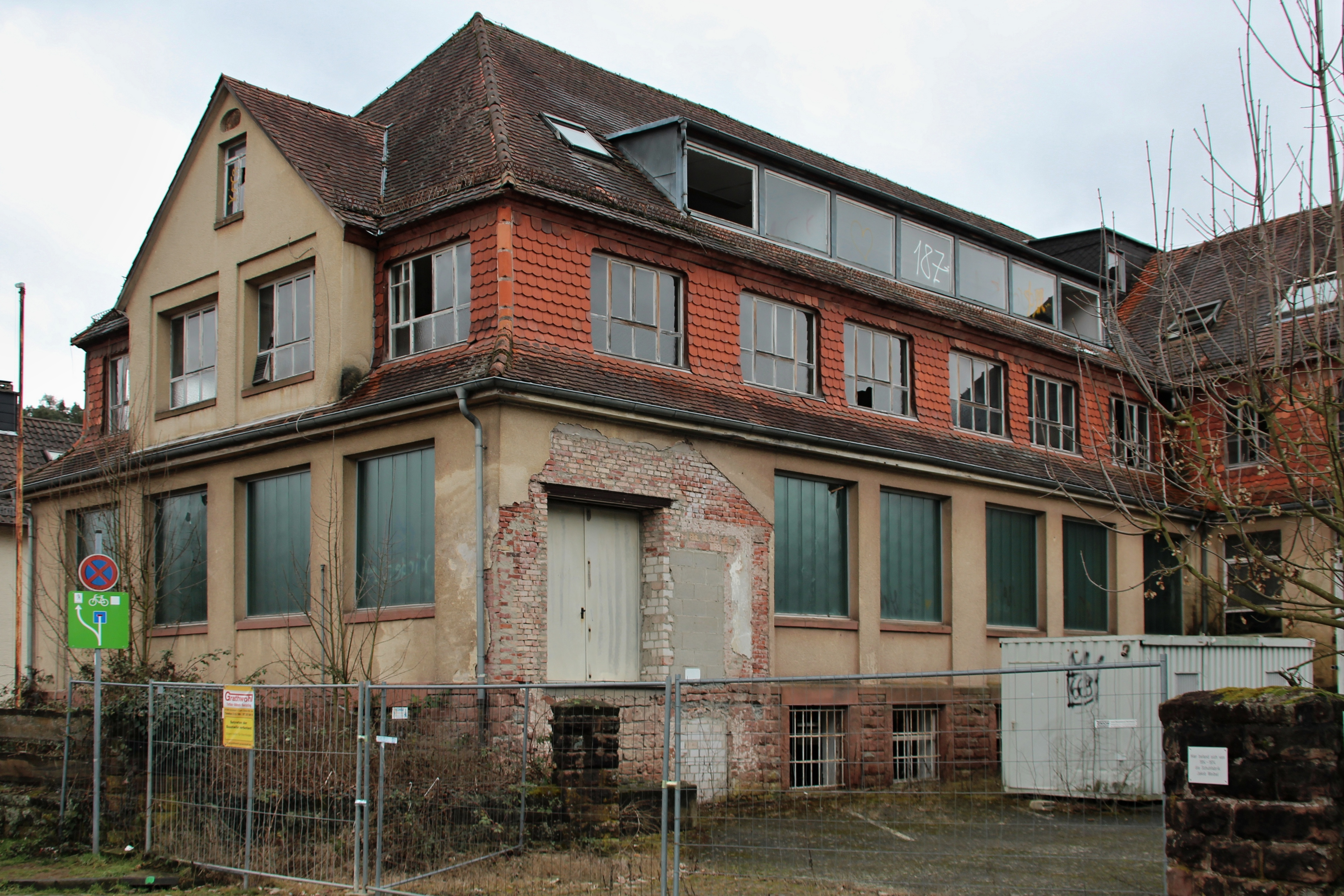
Stillgelegte Schuhfabrik in Dahn

Wohnortnahe Industriebetriebe sind im Gebirge dagegen seltener oder wurden abgebaut, wie man am Beispiel der Schuhindustrie erkennen kann. Nach ihrer Blütezeit in den 1950er und 1960er Jahren kam es durch Globalisierungsprozesse (Verlagerung der Produktion ins Ausland) zum fast völligen Zusammenbruch dieses Industriezweiges, was vor allem in den 1980er und 1990er Jahren verstärkte Arbeitslosigkeit und Abwanderungstendenzen verursachte. Darüber hinaus schaffen die tiefgreifenden demografischen Veränderungen der letzten Jahrzehnte weitere strukturelle Probleme, von denen abgelegene Gemeinden in dünn besiedelten Gebieten aufgrund von Bevölkerungsabnahme, -überalterung und -abwanderung besonders betroffen sind.
Gleichzeitig hat das Waldgebirge aber in der zweiten Hälfte des 20. Jahrhunderts als Erholungs- und Freizeitraum von besonderem ökologischen Rang zunehmend an Bedeutung gewonnen. Dies schlägt sich in verschiedenen touristischen Konzepten und Aktivitäten nieder, die der einheimischen Bevölkerung zusätzliche Arbeits- und Verdienstmöglichkeiten eröffnen und den oben beschriebenen Strukturveränderungen entgegenwirken können.

### Naturpark und Biosphärenreservat
Wurde der Pfälzerwald früher hauptsächlich als Quelle zur Rohstoff- und Energieversorgung gesehen, so ist heute neben der Erholungs- und Freizeitfunktion insbesondere seine ökologische Bedeutung als „besonders schutzwürdige Landschaft“ in den Vordergrund der Betrachtung gerückt. Dieser Einstellungswandel fand u. a. auch in der Einrichtung des Naturparks Pfälzerwald und später des Biosphärenreservates Pfälzerwald-Vosges du Nord seinen sichtbaren Ausdruck.

#### Naturpark

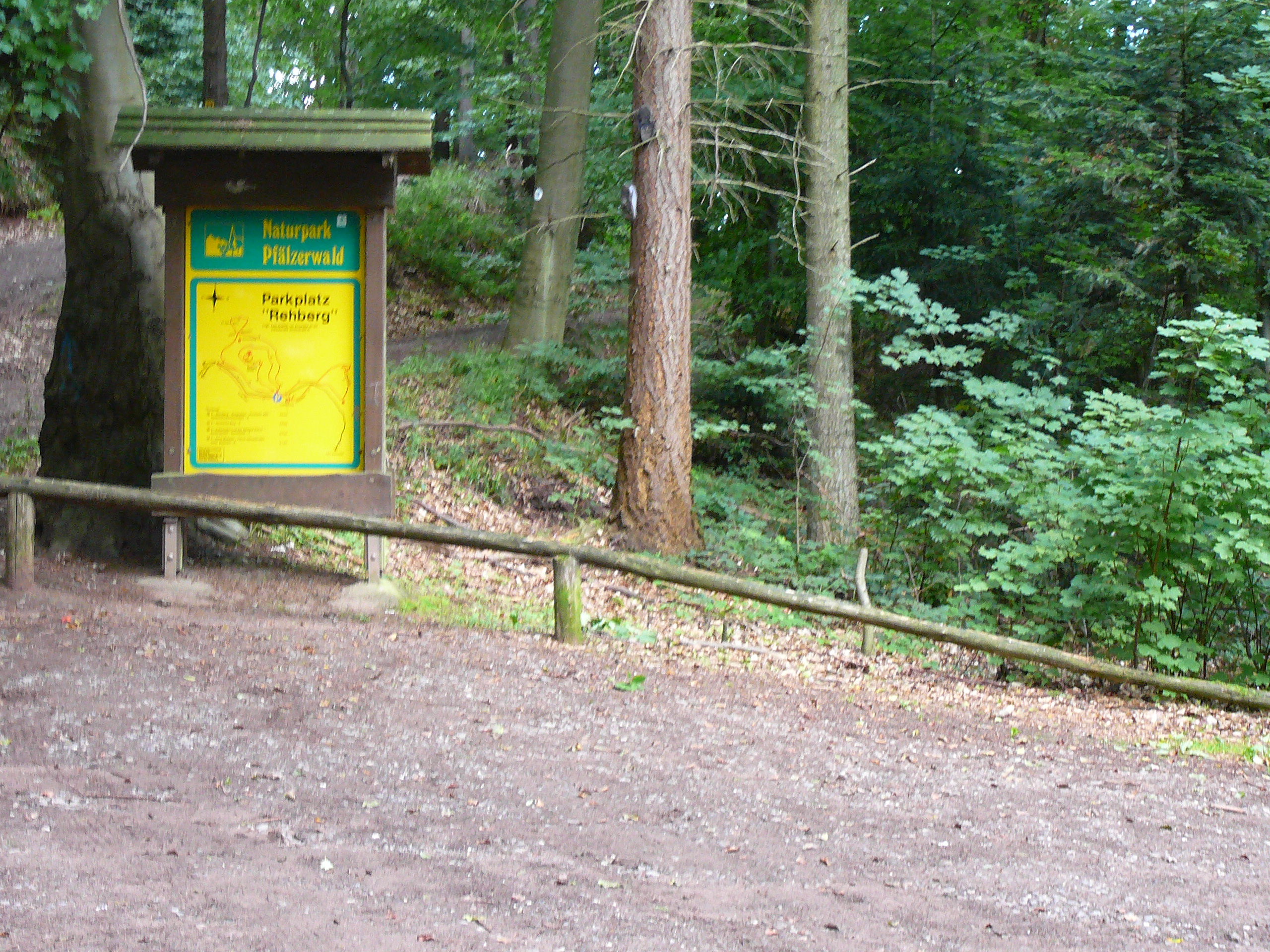
Waldparkplatz Rehberg mit Rundwanderwegen

Der Naturpark Pfälzerwald wurde 1958 als dritter Naturpark in Deutschland geschaffen und existierte bis 2020. Gemäß den Forderungen des Urhebers der Naturparkidee, Alfred Toepfer, sollte der Pfälzerwald ein Erholungs- und Bewegungsraum für gestresste Sitzmenschen aus den damals stark unter Luftverschmutzung leidenden Städten der Rheinebene werden. In dem Ausbauprogramm waren 95 Parkplätze, 13 Zeltplätze, sieben Aussichtstürme und fünf Freibäder vorgesehen.
Tatsächlich wurden in den ersten sieben Jahren 62 Waldparkplätze angelegt, sowie 530 Sitzbänke und ebenso viele Papierkörbe aufgestellt. 370 Kilometer Wanderwege wurden ausgebaut oder neu angelegt und darauf 45 Rundwege markiert. Die Geschäftsführung für den Naturpark übernahm der Pfälzerwald-Verein. Die ebenfalls errichteten 20 offenen Schutzhütten in Blockhausbauweise nannte man nach dem damaligen Geschäftsführer des Pfälzerwald-Vereins, Ludwig Fischer, Fischer-Hütten.
Mitte der 1960er Jahre kam man im PWV zu dem Schluss, dass die Arbeit nicht mehr von ehrenamtlich Tätigen erledigt werden könne, und gab die Geschäftsführung des Naturparks an die Bezirksregierung Pfalz ab. Bis 1974 wurden umgerechnet 3,7 Millionen Euro für die Verbesserung der Erholungsmöglichkeiten ausgegeben.
Um 1975 betrachtete man den Erholungsausbau als abgeschlossen und rückte die Pflege von Biotopen und der Landschaft in den Mittelpunkt. Zunehmend wollte man auch die in Kriegs-, Reparations- und Krisenzeiten an vielen Stellen entstandenen Nadelwald-Monokulturen durch einen artenreichen, standortgerechten Mischwald ersetzen.
Am 20. Juli 1982 wurde als Trägerorganisation der Verein Naturpark Pfälzerwald gegründet. Die Mitglieder des Vereins sind die am Naturpark flächenmäßig beteiligten Landkreise und kreisfreien Städte, ferner der Bezirksverband Pfalz sowie verschiedene Wander-, Sportvereine und Umweltverbände. Viele gesellschaftliche Kräfte sind so in die Naturparkarbeit einbezogen, wodurch die Unabhängigkeit von fachlichen und regionalen Einzelinteressen gewährleistet werden soll. Ziel des Vereins ist es, den Naturpark und das gleichnamige Biosphärenreservat einheitlich zu entwickeln und seine Eigenart und Schönheit sowie seinen überregionalen Erholungswert zu pflegen und zu erhalten. Die Geschäftsstelle des Vereins hat seit 1997 ihren Sitz in Lambrecht.
Der Trägerverein Naturpark Pfälzerwald e. V. wurde zum 31. Dezember 2013 aufgelöst und seine Aufgaben auf den Bezirksverband Pfalz übertragen. Dieser ist seit dem 1. Januar 2014 in alleiniger Trägerschaft für den Naturpark Pfälzerwald zuständig. Dabei wurde im Zuge der Neustrukturierung ein Ausschuss gebildet, der sich speziell um die Belange des Naturparks kümmern soll. Er setzt sich aus 20 Mitgliedern zusammen, wobei ihm neben den Repräsentanten politischer Organisationen auch fünf Mitglieder angehören, die bisher im Naturpark-Vorstand tätig waren.

#### Biosphärenreservat

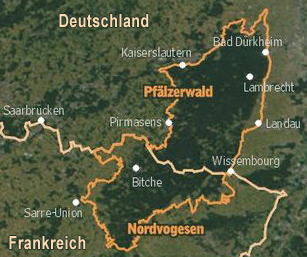
Grenzen des Biosphärenreservates Pfälzerwald-Vosges du Nord

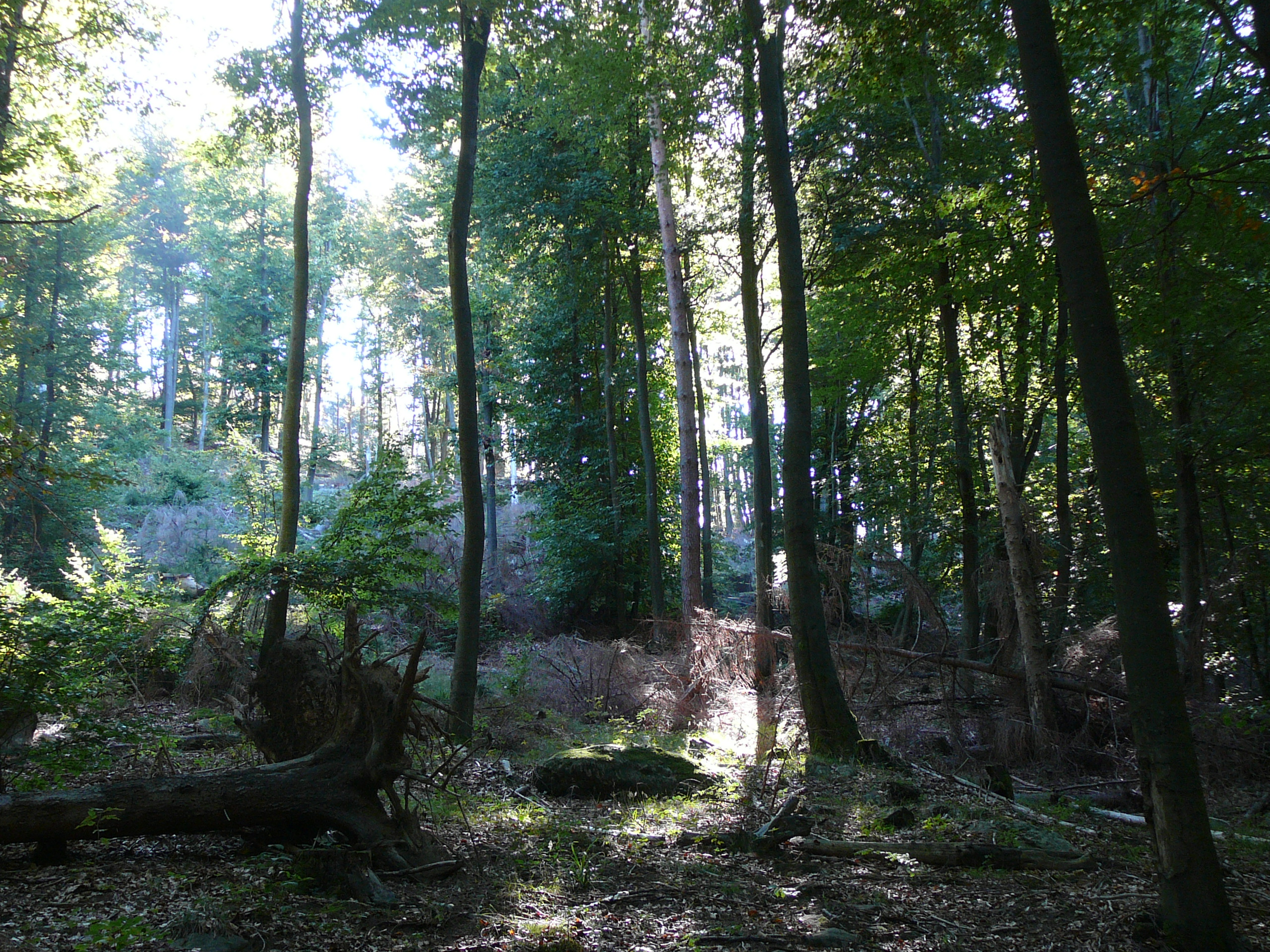
Kernzone Quellgebiet der Wieslauter

Der Naturpark Pfälzerwald erhielt 1992 von der UNESCO die Anerkennung als Biosphärenreservat, 1998 wurde er deutscher Teil des ersten grenzüberschreitenden Biosphärenreservates der UNESCO, nämlich des Biosphärenreservates Pfälzerwald-Vosges du Nord. Er war damit das zwölfte von (Stand 2009) 15 deutschen Biosphärenreservaten. Bei diesen handelt es sich um Flächen, denen eine besondere Bedeutung für den globalen Erhalt der biologischen Vielfalt zukommt und in denen ökologische Aspekte, nachhaltiges Wirtschaften, ferner Umweltbildung und Umweltforschung bestmöglich miteinander verknüpft werden.
Im Jahre 2007 erließ das Land Rheinland-Pfalz eine Rechtsverordnung, mit der die UNESCO-Leitlinien zur Gestaltung von Biosphärenreservaten speziell für den Naturpark Pfälzerwald umgesetzt werden sollen. Dabei steht ein Zonierungskonzept im Mittelpunkt, das drei Zonen mit unterschiedlichen Zielen und Schutzfunktionen vorsieht:
- Kernzonen
Dort soll ein „weitestgehend unbeeinflusster Ablauf der natürlichen Prozesse“, also ein vollständiger Schutz typischer Ökosysteme gewährleistet werden.
- Pflegezonen
In Pflegezonen stehen „naturschonende Wirtschaftsweisen“ im Vordergrund, die den Landschaftscharakter erhalten. Sie sollen die Kernzonen ergänzen und vernetzen.
- Entwicklungszonen
Das Hauptaugenmerk liegt dabei auf der Förderung von „modellhaften Projekten zur Nachhaltigkeit“, die z. B. die Weiterentwicklung von Konzepten eines sanften Tourismus oder die umweltschonende Herstellung regionaler Produkte einschließen können.

Die im Gesetz ebenfalls genannten Stillezonen sollen eine „Erholung in der Stille“ gewährleisten, sind aber kein Teil der UNESCO-Leitlinien für Biosphärenreservate. Das Konzept stammt vielmehr aus der alten Schutzgebietsverordnung für den Naturpark Pfälzerwald (1984) und überschneidet sich deshalb mit den drei anderen Zonen.
Kern-, Pflege- und Entwicklungszonen sind repräsentativ über das Gebiet des Biosphärenreservates verteilt. In diesem Zusammenhang wurden u. a. 16 Kernzonen festgelegt, die zusammen rund 2,3 Prozent der Fläche umfassen, wobei das Quellgebiet der Wieslauter mit seinen urwaldartigen Buchen-Eichen-Kiefern-Mischbeständen als größte Kernzone (2296 ha) des Biosphärenreservates besonders ins Auge fällt.

## Geologie
Der Pfälzerwald wird in erster Linie durch die Gesteinseinheit des Buntsandsteins und darunterliegenden Formationen des Zechsteins geprägt, wobei die tektonisch bedingte Lagerung dieser Gesteinsarten und ihre Erosion zur heutigen Oberflächengestalt des Mittelgebirges geführt haben.

### Entwicklungsgeschichte

#### Entstehung des Buntsandsteins
Im Erdzeitalter des Perm (vor etwa 296–251 Millionen Jahren) wurden im Gebiet des heutigen Pfälzerwaldes erste Sandsteinformationen von ungefähr 100 Metern Mächtigkeit abgelagert, wobei vor allem die Gesteinseinheiten des Rotliegend und des Zechsteins (etwa 256–251 Millionen Jahre) von Bedeutung sind. Zu Beginn der Germanischen Trias, d. h. von der Untertrias bis zum Beginn der Mitteltrias (vor etwa 251–243 Millionen Jahren) herrschte wüstenhaftes Klima, so dass durch weitere Sandablagerungen Gesteinsschichten von bis zu 500 Metern Mächtigkeit entstanden. Dabei kam es unter anderem durch Beimengung von Eisenoxid zu verschiedenartigen Färbungen des Gesteinspakets – deshalb Buntsandstein – und je nach Art und Bindung des Materials (tonig gebundener Sandstein im Gegensatz zu verkieseltem Quarzsandstein) zur Ausbildung von Gesteinsschichten unterschiedlicher Härte. Es entstanden die Untergruppen des unteren, mittleren und oberen Buntsandsteins. Diese Buntsandsteinformationen wurden in den sich anschließenden Abschnitten des Muschelkalks (vor 243–235 Millionen Jahren) und Keupers (vor 234–200 Millionen Jahren), ferner während der Jura- (vor 200–142 Millionen Jahren) und Kreidezeit (vor 142–65 Millionen Jahren) durch verschiedenartige Sedimente überdeckt.

#### Lagerung des Buntsandsteins

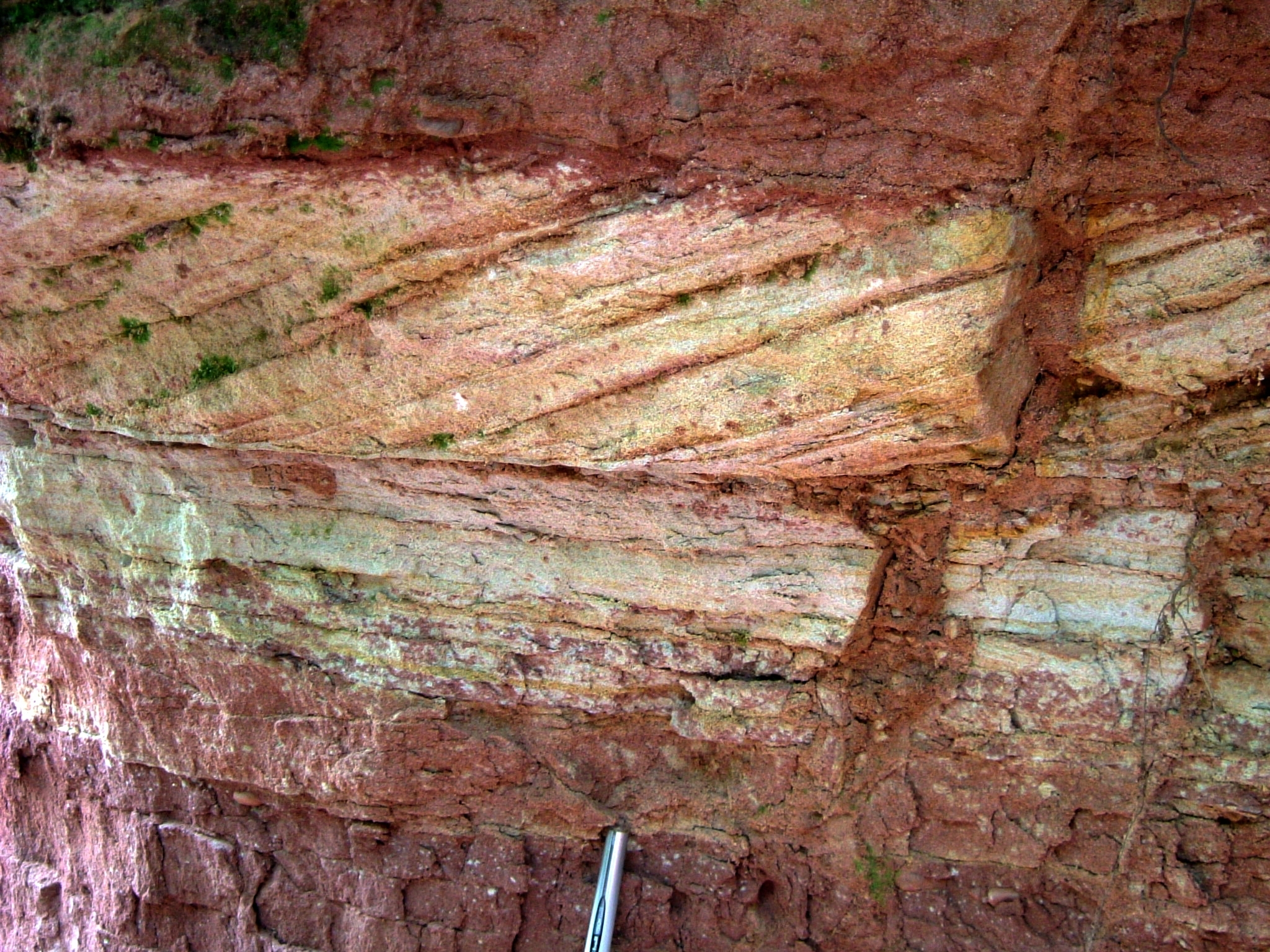
Schrägschichtung des Buntsandsteins am Fuße des Teufelstisches bei Hinterweidenthal

Zu Beginn der Erdneuzeit (Känozoikum) führte im Paläogen (vor 65–23,8 Millionen Jahren) die Entstehung der Alpen zu erheblichen Spannungen in der Erdkruste, die in ihrem nördlichen Vorland eine Aufwölbung von Erdmantel und Erdkruste verursachten. Im Scheitel dieser Wölbung kam es zu erheblichen Zugspannungen, so dass die Gesteinsschichten gedehnt wurden und vor etwa 35 Millionen Jahren tiefgreifende Brüche und Einsenkungen in der Erdkruste auftraten (passives Rifting). Dabei wurden gleichzeitig die Grabenränder der neu entstandenen Tiefebene angehoben, im Falle des Pfälzerwaldes um etwa 1000 Meter.
Diese Vorgänge, die auch heute noch anhalten, hatten und haben für das heutige Landschaftsbild des Mittelgebirges vier wichtige Auswirkungen:
- Abtragung von etwa 800 Metern Deckgebirge (Dogger, Lias, Keuper, Muschelkalk) und damit Freilegung des Buntsandsteins
- Schrägstellung der Buntsandsteinschichten
- Entwicklung von Schwellen und Mulden
- Zerbrechen des Buntsandsteins in einzelne Teilschollen; Entstehung von Verwerfungen

#### Entwicklung der heutigen Oberflächengestalt
Im späteren Paläogen (vor 34–23,8 Millionen Jahren) und Neogen (vor 23,8–2,8 Millionen Jahren) wie auch im Quartär (vor 2,8–0,01 Millionen Jahren) standen eher wieder Erosionsprozesse im Vordergrund, wobei vor allem die Verwitterungs- und Abtragungsprozesse während der verschiedenen Kalt- und Warmzeiten die heutige Oberflächengestalt des Pfälzerwaldes bestimmten. Charakteristisch sind hierbei ein tief eingeschnittenes Talsystem, vor allem in seinem Nord- und Mittelteil, vielfältige Bergformen und bizarre Felsformationen.

### Aufbau bzw. Gliederung

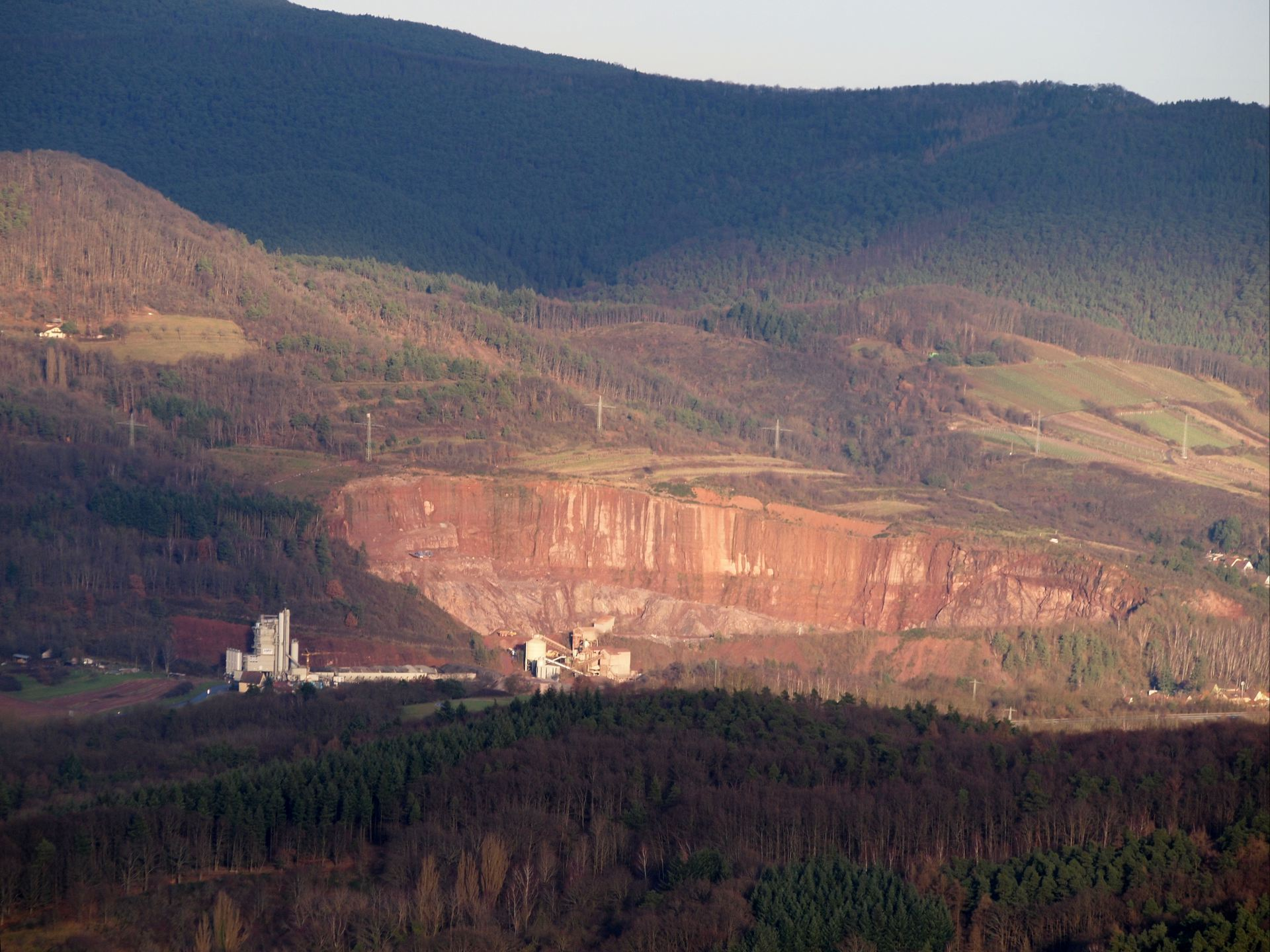
Gneissteinbruch bei Albersweiler

#### Gesteine des Grundgebirges
Gneise und Schiefer bilden den Gebirgssockel des heutigen Pfälzerwaldes, werden jedoch meist durch jüngere Gesteinsformationen überdeckt. Sie treten nur an wenigen Stellen des östlichen Gebirgsrandes an die Oberfläche.

#### Formationen des Rotliegend und Zechsteins
Diese Gesteinsschichten überdecken das Grundgebirge und bestehen neben Sandstein aus Schieferton und Mergel. Sie besitzen eine insgesamt weichere Konsistenz und bilden deshalb im Unteren Pfälzerwald (Stumpfwald) wie auch in seinem südöstlichen Teil breite Täler und größere Verebnungsflächen. Gegliedert werden die südpfälzischen Sandsteinformationen des Zechsteins in vier Schichten, die eine Mächtigkeit von insgesamt etwa 80 bis 100 Metern aufweisen.

#### Schichten des Buntsandsteins
Die Gesteinseinheit Buntsandstein wird in drei Schichten unterteilt:

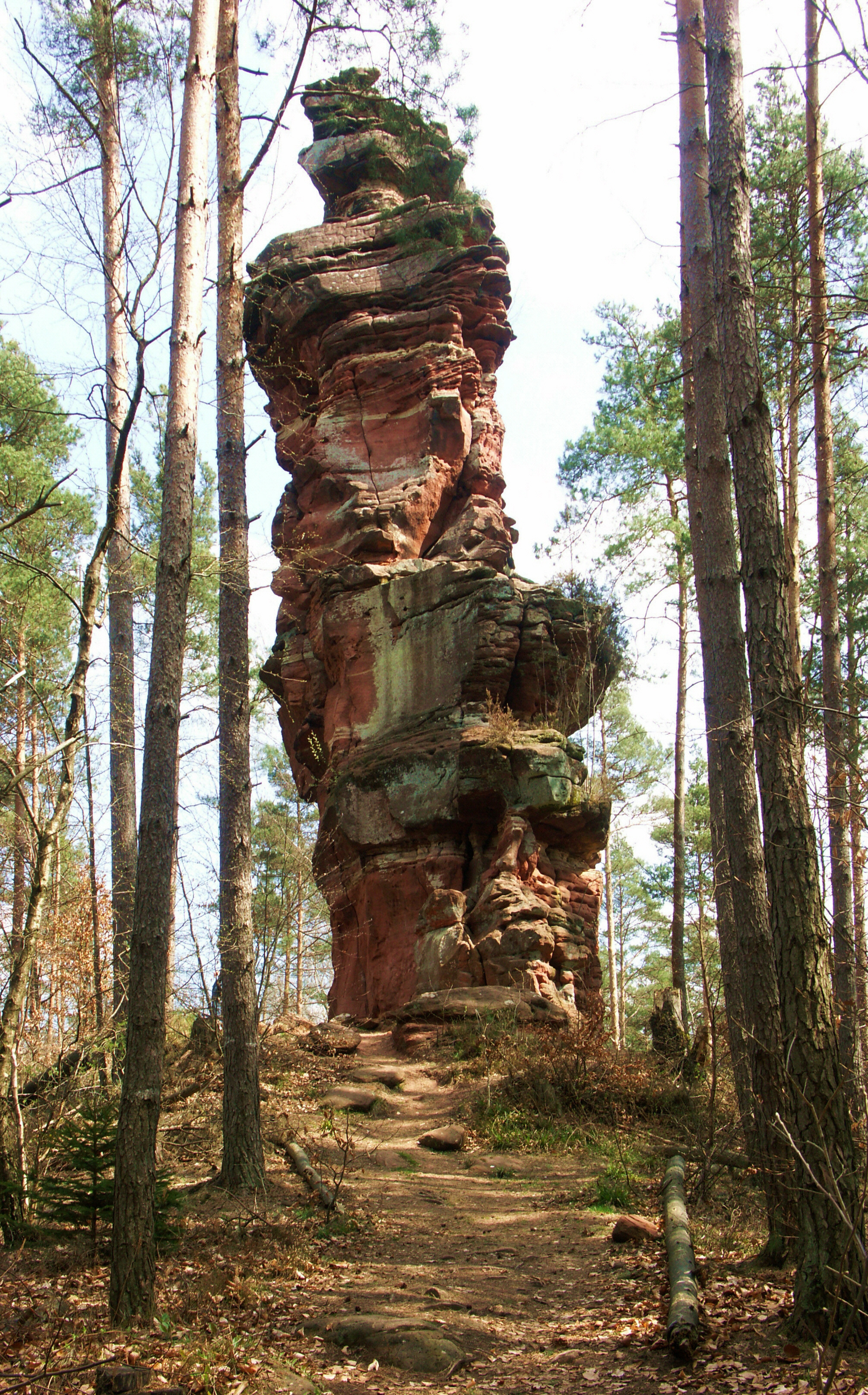
Trifelsschichten am Napoleonsfels bei Bruchweiler im Dahner Felsenland

- Unterer Buntsandstein
Er repräsentiert das typische Gestein des Pfälzerwaldes und überdeckt mit einer Mächtigkeit von 280 bis 380 Metern weite Teile des Mittelgebirges. Die Sandsteine enthalten viel Quarz und wenig Feldspat und Glimmer, so dass sie zu sandigen, nährstoffarmen Böden verwittern, die bis heute landwirtschaftlich kaum genutzt werden. Insgesamt unterscheidet man drei Teilschichten (Trifels-, Rehberg- und Schlossbergschichten), in denen verschiedene Felszonen von unterschiedlicher Mächtigkeit zusammengefasst sind.
- Mittlerer Buntsandstein
Auch hier können unterschiedliche Felszonen mit einer Mächtigkeit von etwa 80 bis 100 Metern identifiziert werden. Auffallend sind vor allem die Karlstalschichten, die häufig als verkieselte Felsblöcke an die Oberfläche treten, sowie die sich anschließende obere Felszone und Hauptkonglomerat, die ebenfalls aus verkieselten Grobsandsteinen und Geröll bestehen. Abgeschlossen wird diese Formation von der „violetten Grenzschicht“, die sich hauptsächlich aus glimmerreichen Feinsedimenten zusammensetzt.
- Oberer Buntsandstein
Zwischenschichten und Voltziensandstein bilden gemeinsam den oberen Buntsandstein mit einer Mächtigkeit von etwa hundert Metern. Im Unterschied zum unteren und mittleren Buntsandstein enthalten diese Schichten mehr Glimmer, Karbonate und Tonmineralien und verwittern deshalb zu nährstoffreicheren Böden, die auf Rodungsinseln im westlichen Pfälzerwald (Holzland) landwirtschaftlich genutzt werden.

## Oberflächengestalt (Geomorphologie)

### Landschaftscharakter
Verwitterung und Abtragung führten in den unterschiedlich harten Gesteinsschichten des Pfälzerwaldes zu einer vielfältigen Mittelgebirgslandschaft mit einem dichten, tief eingeschnittenen Talsystem und vielfältigen Bergformen. Dabei bilden die harten und widerstandsfähigeren Gesteine des unteren und mittleren Buntsandsteins ein Schichtstufenrelief, dessen Stufen vor allem im Norden und Osten das Landschaftsbild prägen, während im südöstlichen Pfälzerwald eher isoliert stehende Bergformen dominieren, die durch Verebnungsflächen getrennt sind.

Der Pfälzerwald als stark zertaltes Mittelgebirge mit vielfältigen Bergformen und dichter Bewaldung: Panoramablick vom Rehberg(-Turm) auf den Trifels Richtung Norden

### Berge und Felsen

#### Allgemeine Charakteristik

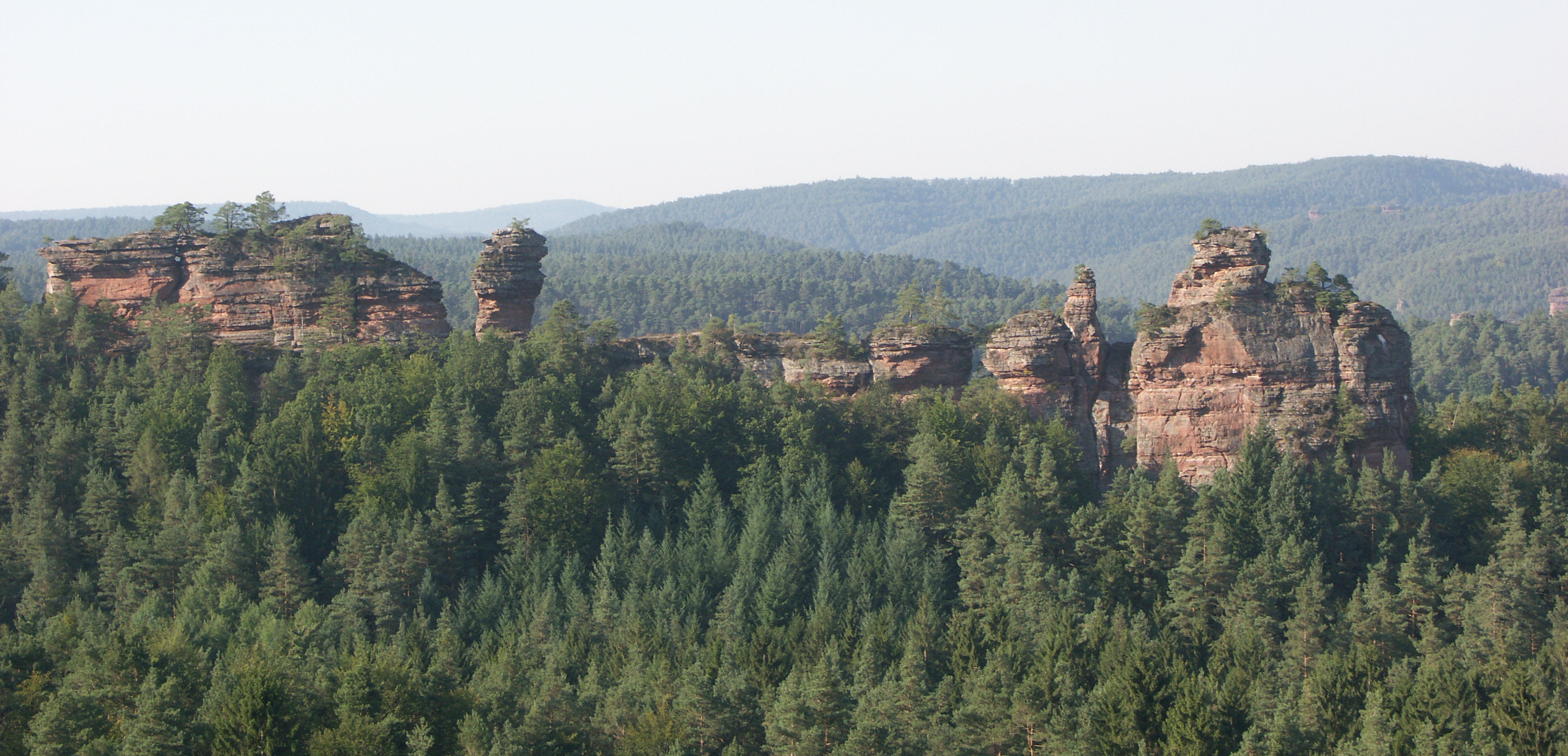
Beispiel für ein Felsriff: Lämmerfelsen bei Dahn

Im Buntsandsteingebirge ist je nach Gesteinsschicht eine Vielfalt unterschiedlicher Bergformen zu beobachten. Typisch für den Unteren und Mittleren Pfälzerwald sind hochaufragende Bergklötze und langgezogene trapezförmige Bergrücken mit häufig felsigem Gipfelbereich (z. B. Kesselberg, 661,8 m), während im westlichen Teil des Mittelgebirges hochflächenähnliche Bergformationen mit Rodungsflächen vorherrschen. Im südöstlichen Pfälzerwald prägen dagegen Sedimente des Rotliegend und des Zechsteins (Verebnungsflächen), ferner Teile besonders widerstandsfähiger Trifels- und Rehbergschichten (Kegelberge) das Landschaftsbild.
Dabei haben Verwitterung und Abtragung über Jahrmillionen je nach Härtegrad des Sandsteins eine Vielzahl bizarrer Felsformationen, z. B. Felstürme, Felswände, Felsmauern und Felsklötze, geschaffen. Durch kleinförmige Verwitterung unterschiedlich harter Schichten sind außerdem Felsöffnungen, Torfelsen und Tischfelsen (Teufelstisch) entstanden. An dem fast zwei Kilometer langen Felsenriff des Altschlossfelsens können darüber hinaus Felsspalten, Überhänge und Wabenverwitterung beobachtet werden. Felsenmeere und Blockfelder sind dagegen eher im Mittleren Pfälzerwald zu finden.

#### Genauere topografische Betrachtung

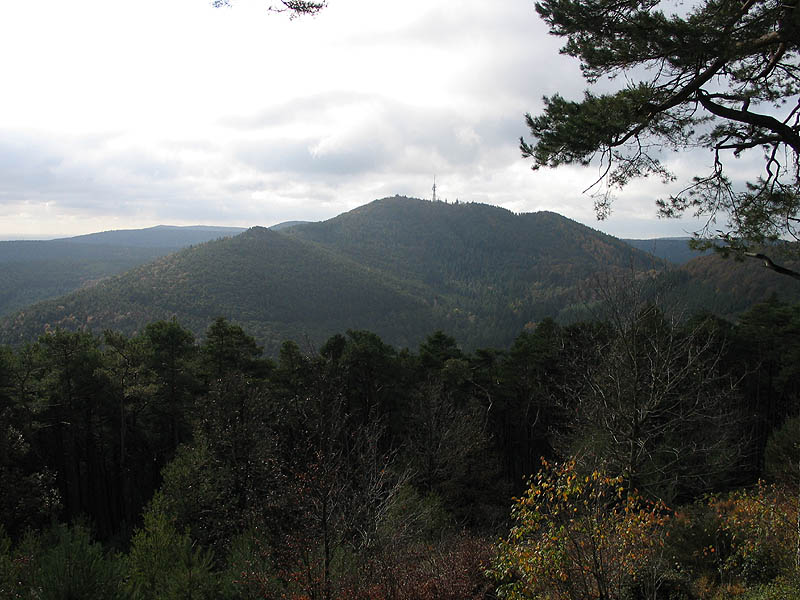
Die Kalmit, die höchste Erhebung des Pfälzerwaldes

In diesem Zusammenhang wird deutlich, dass sich vor allem im Mittleren Pfälzerwald, und zwar hauptsächlich in seinem östlichen Teil, auch die höchsten Erhebungen des Gebirges befinden.
Hier überschreiten in einem zusammenhängenden Höhenzug verschiedene Berge die 600-Meter-Marke, wobei sich die Große Kalmit mit 673,64 m ü. NHN auch gleichzeitig als höchster Punkt des gesamten Pfälzerwaldes präsentiert. Der Höhenzug setzt sich vom Steigerkopf (auch Schänzel) aus mit etwa 500 m Höhe westwärts fort bis zur Frankenweide um Eschkopf (609,9 m) und Weißenberg (609,9 m). Dieses Massiv erstreckt sich von Hochspeyer über Johanniskreuz bis Hauenstein. Dabei handelt es sich gerade im mittleren Bereich zwischen Johanniskreuz und Hermersbergerhof eher um ein Hochplateau, das von tief eingeschnittenen Tälern begrenzt wird. Auch dieses Hochplateau setzt sich nach Westen mit etwa 500 m Höhe fort und sinkt allmählich auf 400 m ab. Es wird durchschnitten von Schwarzbach und Moosalb. Gegen Südwesten verlaufen Höhenzüge zwischen den Tälern der Merzalbe und den Quellflüssen der Wieslauter. Es ist also möglich, ohne die Höhenschichtlinie von 450 m zu unterschreiten, von Neustadt an der Weinstraße bis Leimen oder Kaiserslautern-Mölschbach zu wandern.
Nördlich der Linie Hochspeyerbach/Speyerbach sind die höchsten Erhebungen der 570,8 m hohe Drachenfels und der Hintere Stoppelkopf (Stoppelkopf; 566,2 m). In dem nach Norden durch die Isenach und nach Osten durch die Deutsche Weinstraße gebildeten Dreieck befinden sich noch weitere Erhebungen über 500 m Höhe. Am markantesten sind der nördliche Neustadter Hausberg, das Weinbiet (554 m), sowie der Eckkopf (516 m) bei Deidesheim.
Nördlich der Isenach überschreitet lediglich der Rahnfels (516,5 m) die 500-m-Höhenlinie. Im weiteren Verlauf nach Norden nimmt die Höhe gegen 400 bis 300 m ab.

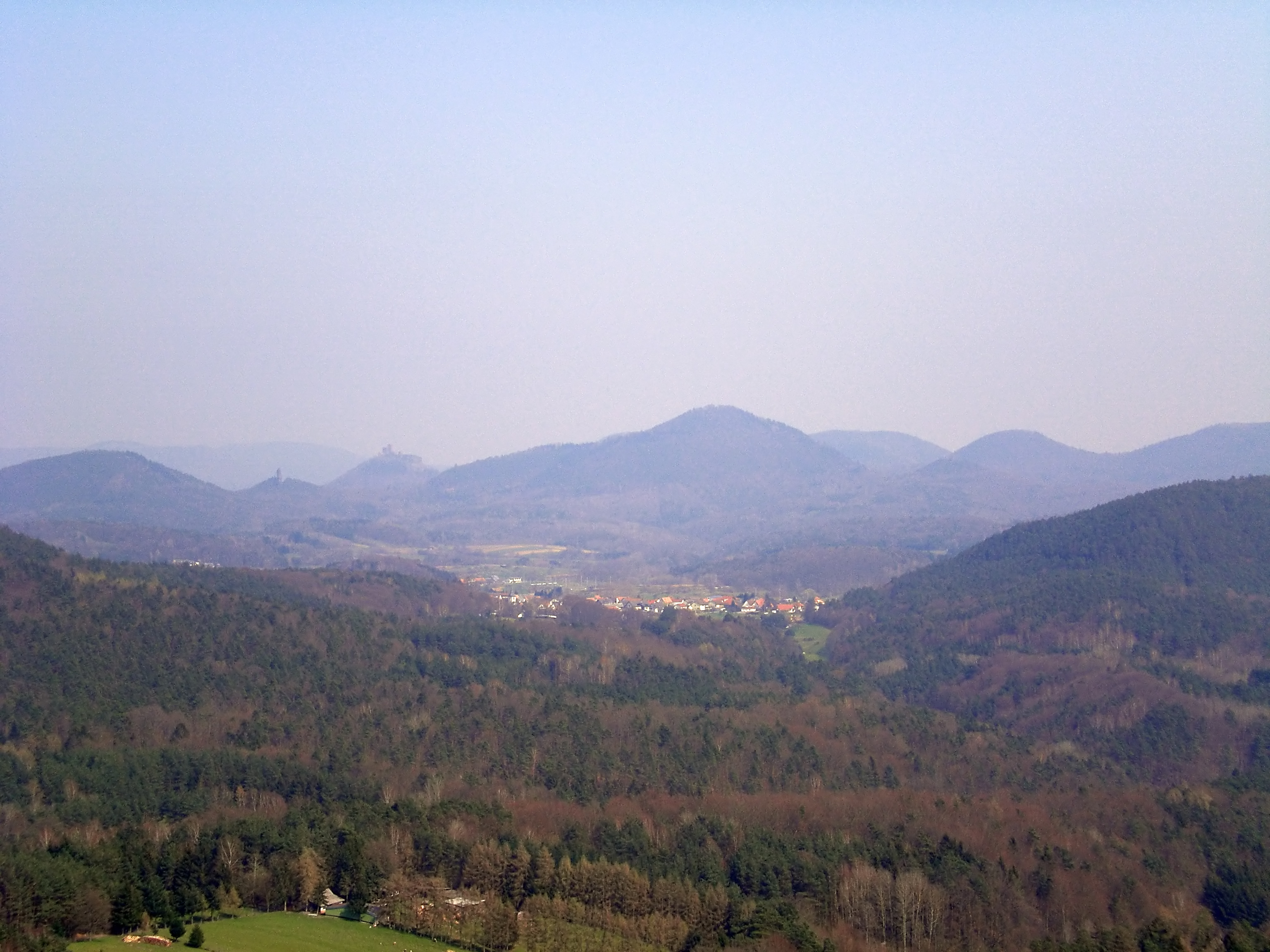
Typische Wasgaulandschaft mit Verebnungsflächen und Kegelbergen: Blick vom Lindelbrunn zum Rehberg (in Bildmitte)

Südlich der Queich sind wegen der etwas anderen geologischen Voraussetzungen (siehe Kapitel Landschaftscharakter) größere Verebnungsflächen und eher isoliert stehende Bergformen (Kegelberge) zu beobachten, die im Schnitt 450 m erreichen. Höchste Erhebungen im deutschen Teil des Wasgaus sind der Rehberg (576,8 m) bei Annweiler, der Burgberg der Ruine Wegelnburg (570,9 m) bei Nothweiler, gefolgt von der Hohen Derst (560,5 m) westlich von Bad Bergzabern und dem Großen Eyberg (513 m) südwestlich von Dahn. Hohe List (475,8 m) und Erlenkopf (472,1 m) bei Eppenbrunn sind die höchsten Erhebungen im Südwesten.

#### Tabellarische Übersicht
Die Kategorienstruktur der Liste orientiert sich am Konzept zur naturräumlichen Gliederung des Pfälzerwaldes. Dabei wurden die wesentlichen Erhebungen des Gebirges den entsprechenden Teillandschaften zugewiesen und jeweils der Höhe in Meter (m) über Normalhöhennull (NHN) nach geordnet. Bei Bergen von geringerem Bekanntheitsgrad bzw. ohne gesonderten Wikipedia-Artikel ist als Orientierungshilfe die jeweils nächstgelegene Gemeinde angegeben.
| Unterer bzw. Nördlicher Pfälzerwald              | Unterer bzw. Nördlicher Pfälzerwald                       | Mittlerer Pfälzerwald  | Mittlerer Pfälzerwald                                    | Mittlerer Pfälzerwald                              | Südlicher Pfälzerwald bzw. Wasgau, dt. Teil      | Südlicher Pfälzerwald bzw. Wasgau, dt. Teil                    |
| Stumpfwald                                       | Otterberger Wald                                          | Haardt                 | Frankenweide                                             | übrige Gebiete                                     | Wasgauer Felsenland                              | übrige Gebiete                                                 |
| ------------------------------------------------ | --------------------------------------------------------- | ---------------------- | -------------------------------------------------------- | -------------------------------------------------- | ------------------------------------------------ | -------------------------------------------------------------- |
| Leuchtenberg (491,5 m) (südlich von Carlsberg)   | Heidenkopf (419,6 m) (südlich von Heiligenmoschel)        | Kalmit (673,64 m)      | Mosisberg (ca. 610 m)                                    | Schafkopf (617,8 m)                                | Rehberg (576,8 m)                                | Hohe Derst (560,5 m) (westlich von Dörrenbach)                 |
| Steinkopf (484,0 m) (südlich von Carlsberg)      | Andreasberg (401,0 m) (südlich von Heiligenmoschel)       | Kesselberg (661,8 m)   | Weißenberg (609,9 m)                                     | Steigerkopf (Schänzel) (613,6 m)                   | Schlossberg (570,9 m)                            | Bobenthaler Knopf (533,9 m)                                    |
| Kieskautberg (460,6 m) (südlich von Carlsberg)   | Eulenkopf (399,6 m) (südwestlich von Potzbach)            | Roßberg (637,0 m)      | Eschkopf (608,3 m)                                       | Morschenberg (608,3 m) (westlich von Sankt Martin) | Hohenberg (551,9 m)                              | Schletterberg (ca. 523 m) (nördlich von Waldhambach)           |
| Heidenberg (446,2 m) (südöstlich von Alsenborn)  | Queitersberg (394,0 m)                                    | Hochberg (635,3 m)     | Hortenkopf (606,2 m)                                     | Rotsohlberg (607,1 m) (westlich von Sankt Martin)  | Föhrlenberg (533,1 m) (westlich von Leinsweiler) | Krummer Ellenbogen (514,7 m) (östlich von Niederschlettenbach) |
| Hohe Bühl (443,6 m) (westlich von Carlsberg)     | Backofen (389,2 m) (nordwestlich von Drehentalerhof)      | Hohe Loog (618,7 m)    | Schindhübel (ca. 571 m)                                  | Hermeskopf (581,3 m) (nördlich von Ramberg)        | Schlüsselfelsen (524,0 m) (östlich von Schönau)  | Großer Eyberg (513,0 m)                                        |
| Schorlenberg (402,0 m) (östlich von Alsenborn)   | Bruchberg (388,6 m) (nördlich von Otterberg)              | Blättersberg (613,2 m) | Bloskülb (570,2 m)                                       | Drachenfels (571 m)                                | Maimont (515,0 m) (südlich von Fischbach)        | Treutelsberg (503,7 m) (westlich von Klingenmünster)           |
| Bocksrück (400,6 m) (westlich von Sippersfeld)   | Gersweilerkopf (378,9 m) (östlich von Erlenbach)          | Teufelsberg (597,6 m)  | Blosenberg (558,9 m) (westlich von Hofstätten)           | Großer Adelberg (567,4 m) (nördlich von Annweiler) | Wetterberg (512,7 m) (westlich von Leinsweiler)  | Großer Mückenkopf (484,9 m) (nördlich von Fischbach)           |
| Eiskopf (397,0 m) (östlich von Alsenborn)        | Großer Ohligkopf (377,6 m) (östlich von Otterberg)        | Orensberg (581,2 m)    | Katzenkopf (553,3 m) (nördlich von Wilgartswiesen)       | Hinterer Stoppelkopf (566,2 m)                     | Kappelstein (498,0 m) (südlich von Nothweiler)   | Stäffelsberg (480,8 m) (westlich von Dörrenbach)               |
| Klauserkopf (384,0 m) (nördlich von Ramsen)      | Einsiedlerberg (370,0 m) (nordöstlich von Drehentalerhof) | Weinbiet (554,0 m)     | Staufelkopf (552,0 m) (nordwestlich von Wilgartswiesen)  | Almersberg (564,1 m) (nördlich von Rinnthal)       | Jüngstberg (491,1 m) (östlich von Wieslautern)   | Hohe List (475,8 m) (östlich von Eppenbrunn)                   |
| Pfrimmerberg (377,1 m) (östlich von Sippersfeld) | Sulzberg (368,9 m) (östlich von Erlenbach)                | Eckkopf (516,0 m)      | Spitze Boll (540,1 m) (südwestlich von Hermersbergerhof) | Rahnfels (516,5 m)                                 | Wolfshorn (476,7 m) (westlich von Schwanheim)    | Erlenkopf (472,1 m) (südlich von Eppenbrunn)                   |

### Täler und Gewässer

#### Allgemeine Charakteristik

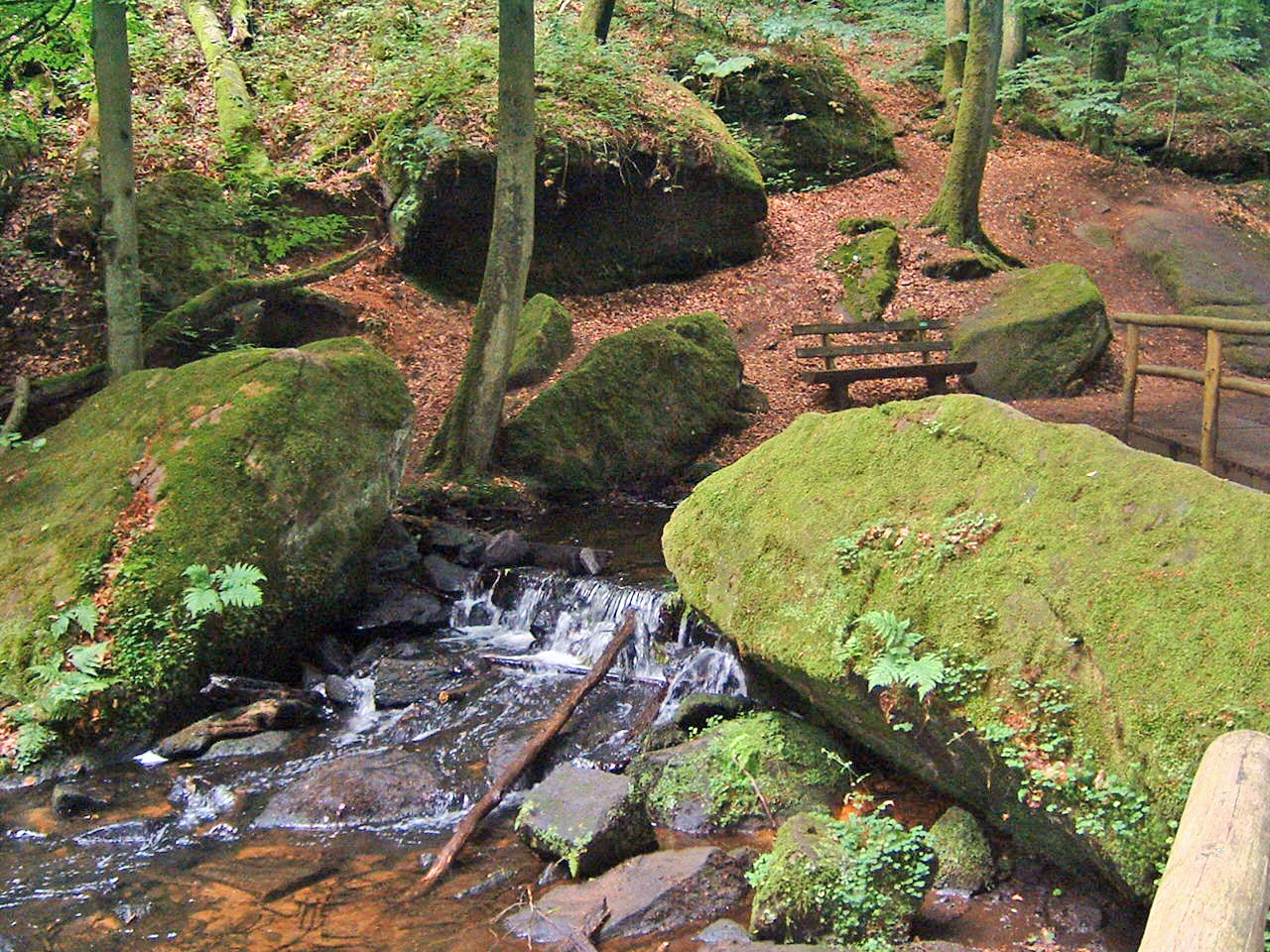
Wasserleitende und -speichernde Felszone der Karlstalschichten: Moosalb im Karlstal

Charakteristisch für den unteren und mittleren Buntsandstein sind tief in das Gesteinspaket eingeschnittene enge Kerbtäler mit schmaler Talsohle und steilen Seitenhängen. Sie sind die typische Talform im Mittleren Pfälzerwald, während in seinem südlichen und nördlichen Teil eher Kastentäler mit breiterer Talsohle überwiegen. Im südwestlichen Pfälzerwald sind sogenannte Woogtäler zu finden, in denen der Talboden besonders breit ist und die sich deshalb besonders gut zur Anlage von Teichen (= Wooge), Weihern und kleinen Seen eignen (vgl. unten).

#### Wasserhaushalt
Ein typisches Merkmal des Pfälzerwaldes ist sein Wasserreichtum, der zu einem differenzierten System von Bächen, kleinen Flüssen und Feuchtgebieten (vgl. unten) geführt hat. Dabei sind die durch Verwitterung entstandenen Sandböden sehr wasserdurchlässig, so dass Niederschlagswasser schnell in den Boden einsickern und als Grundwasser durch Klüfte und Spalten des Sandsteinpakets weitergeleitet werden kann („Kluftgrundwasserleitung“). Dieses Grundwasser wird anschließend in verschiedenen Felszonen, vor allem in den Trifelsschichten des unteren Buntsandsteins und in einer Felszone der Karlstalschichten (mittlerer Buntsandstein) gespeichert. Schichten tonig gebundener Sandsteine bilden Quellhorizonte, an denen es z. B. in Schichtquellen wieder an die Oberfläche abgegeben wird. Da der Sandstein sehr arm an löslichen Mineralen ist und das Grundwasser deshalb nur geringe Lösungsinhalte aufweist, liegt das Wasser im niedrigen Härtebereich (weich) und ist leicht sauer (niedriger pH-Wert).

#### Stillgewässer

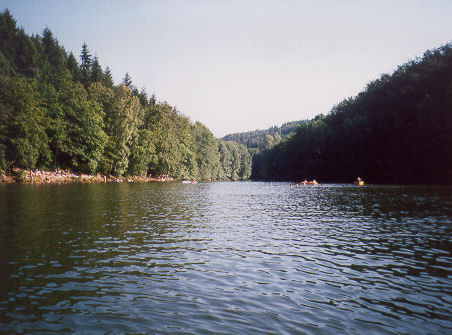
Stausee Eiswoog im Unteren Pfälzerwald

Die oben geschilderten Bedingungen führen auch zu einer Vielzahl von Feuchtgebieten, die häufig an Quellhorizonte gebunden sind und in denen das Grundwasser wieder an die Oberfläche tritt. Dabei sind Moore, Moorseen sowie kleine Seen, sogenannte Wooge, für den Pfälzerwald typisch, wobei allerdings die meisten Wooge nicht natürlichen Ursprungs sind. Sie wurden vielmehr künstlich durch Aufstauung von Bächen angelegt und dienten als Sammelplätze und Wasserspeicher für die Trift von Holz, als Mühl- oder Fischteiche. Flächenmäßig sind sämtliche Seen und Wooge im Pfälzerwald allerdings unbedeutend. Die bekanntesten sind der Gelterswoog am nordwestlichen Rand, der Clausensee im Südwesten und der Eiswoog im Nordosten.

#### Fließgewässer
Der Pfälzerwald wird von vier großen Entwässerungssystemen und darüber hinaus von kleineren Systemen oder einzelnen Bächen entwässert. Die vier großen Systeme sind der Speyerbach, die Queich, die Lauter (am Oberlauf Wieslauter) und der Schwarzbach. Während die ersten drei direkt zum Rhein fließen, strömt diesem das Wasser des Schwarzbachs auf indirektem Weg über Blies, Saar und Mosel zu. Kleinere Entwässerungssysteme sind z. B. der Saarbach oder die Isenach, die nur in geringen Umfang Zuflüsse haben. Die meisten kleinen Abflüsse, die den Pfälzerwald direkt in die Rheinebene entwässern, strömen über ausgedehnte Grabensysteme dem nächstgelegenen nördlichen Fluss zu. So nimmt der Speyerbach das Wasser des Hainbachs, des Modenbachs und des Krebsbachs auf.

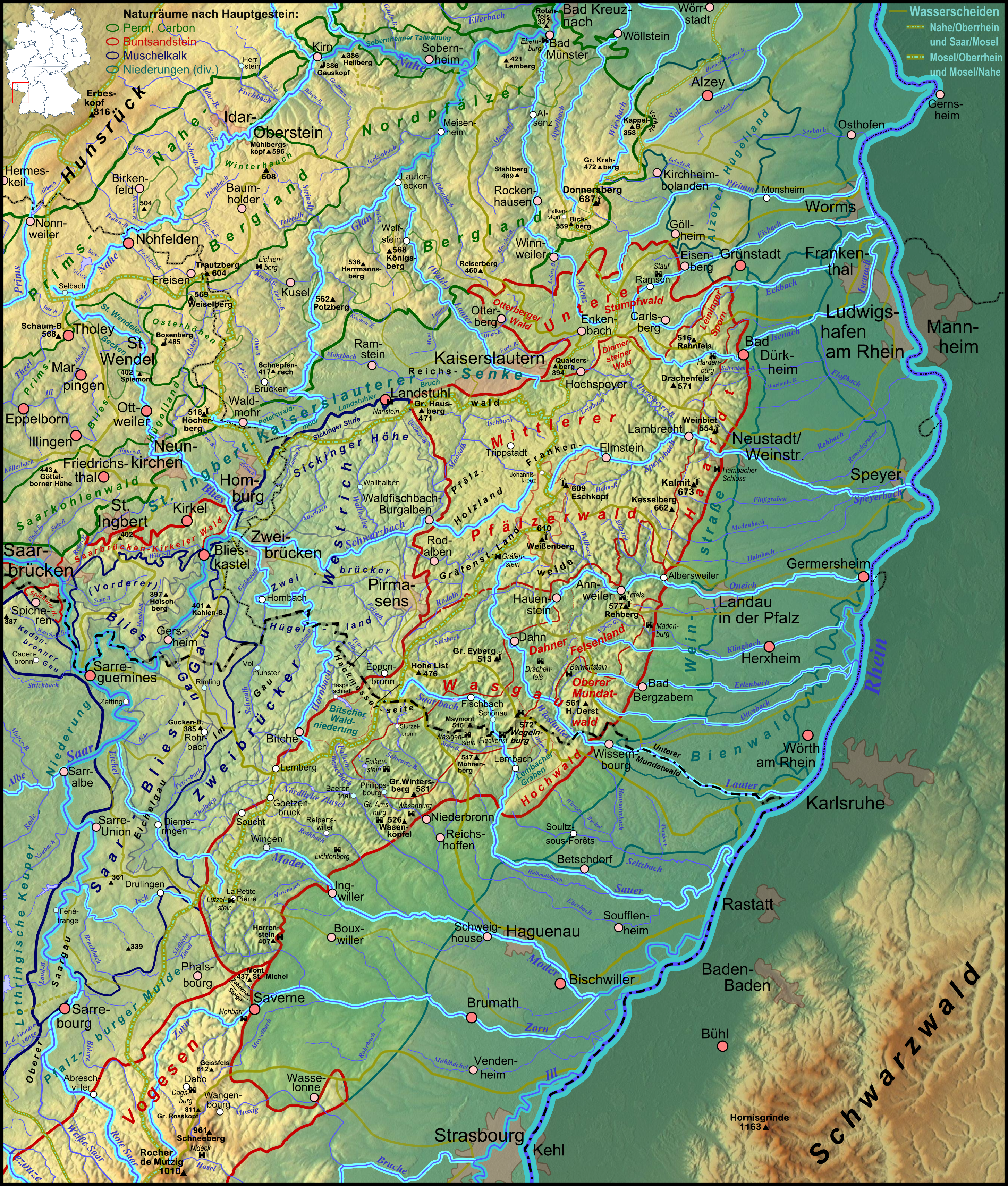
Die insgesamt elf Flussgebiete des Pfälzerwaldes mit den vier wichtigsten rund um das zentrale Plateau

Folgende Flusssysteme entwässern den Pfälzerwald im Uhrzeigersinn, beginnend im Westen (in Klammern die Gesamteinzugsgebiete):
- Schwarzbach (1151,5 km²)
  - Rodalb (116,2 km²)
  - Schwarzbach
  - Moosalb (188,2 km²)
- (Wald-)Lauter (275,6 km²)
- Alsenz (327,7 km²)
- Pfrimm (246,4 km²)
- Eisbach/Eckbach
  - Eisbach („Altbach“, 130,2 km²)
  - Eckbach (217,8 km²)
- Isenach (294,9 km²)
- Speyerbach (595,8 km²)
  - Hochspeyerbach (119,3 km²)
  - Speyerbach
  - Modenbach (84,1 km²)
- Queich (271,2 km²)
  - Wellbach (59,3 km²)
  - Queich
  - Eisbach (49,8 km²)
- Michelsbach/Otterbach
  - Klingbach (130,2 km²)
  - Erlenbach (109,1 km²)
  - Otterbach (119,2 km²)
- Lauter (382,3 km²)
  - Wieslauter
  - Salzbach (Lauter) (52,4 km²)
- Saarbach (805,5 km²)
- Moder (1720 km² – Flussgebiet reicht jenseitig bis unmittelbar an die Landesgrenze)

Das Flusssystem des Schwarzbaches ist das einzige im Pfälzerwald, das zur Mosel entwässert. Waldlauter und Alsenz entwässern zur Nahe (Lauter über Glan), alle nachfolgend aufgezählten Systeme entwässern, von Nord nach Süd geordnet, direkt zum Rhein.
Die Wasserscheide zwischen Rhein (Oberrhein) und Mosel (Mittelrhein) erreicht, von der Sickinger Höhe im Westen kommend, den Norden des Pfälzerwaldes unmittelbar westlich bis südlich der Kernstadt von Kaiserslautern und wendet sich von dort aus nach Südosten. Ab Johanniskreuz verläuft sie zunächst südwärts – Eschkopf und Mosisberg westlich passierend – und biegt dann im Bereich des Hortenkopfes nach Südwesten um; in dieser Richtung setzt sie sich über Burg Gräfenstein, Lemberg und Forsthaus Hohe List weiter fort, um schließlich beim Erlenkopf südöstlich von Eppenbrunn deutsches Staatsgebiet zu verlassen (siehe nebenstehende Karte). Sie wird durch verschiedene, miteinander zusammenhängende Höhenrücken gebildet (Kammwasserscheide) und trennt das Flusssystem des Schwarzbaches von allen anderen hier genannten Entwässerungssystemen.

### Besonderheiten

#### Haardtsandstein

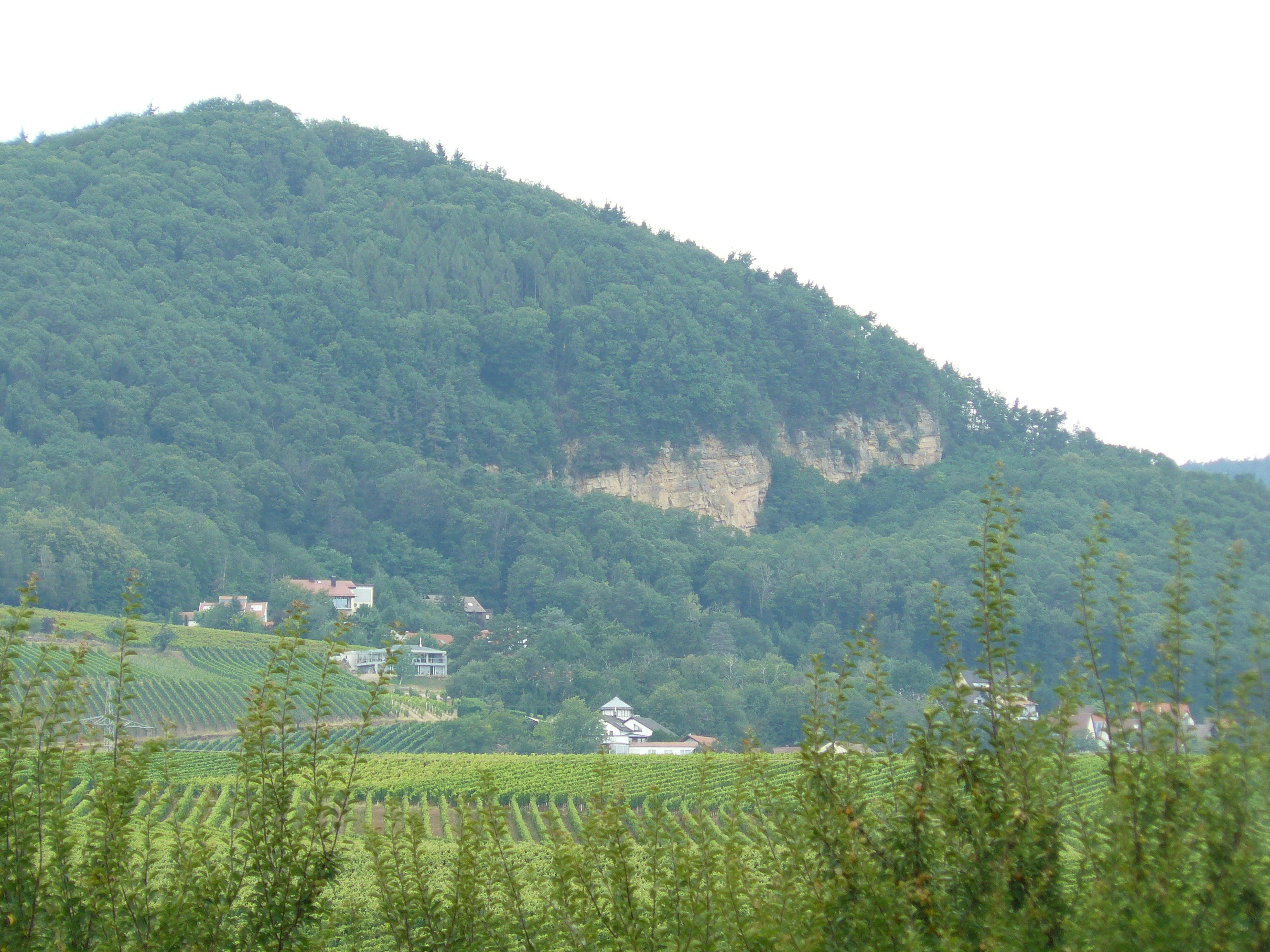
Ehemaliger Steinbruch bei Frankweiler an Ringelsberg

Am östlichen Gebirgsrand ist in einigen Regionen hellgelber, gebleichter Sandstein zu finden, der früher bei Bad Bergzabern, Frankweiler und Hambach in großen Steinbrüchen abgebaut wurde oder wie bei Leistadt und Haardt an der Weinstraße noch abgebaut wird. Durch heiße Lösungen, die in der Bruchzone zwischen Pfälzerwald und Rheingraben aufstiegen, wurde das rötliche Eisenoxid weggeführt und dadurch der Sandstein entfärbt.

#### Frühere vulkanische Aktivitäten am Pechsteinkopf
Vor 53 Millionen Jahren kam es im Bereich des späteren Oberrheingrabens zu Spannungen in Erdkruste und -mantel (siehe auch Lagerung des Buntsandsteins), so dass entlang von Bruchspalten Magma nach oben steigen und austreten konnte. In einer ersten explosiven Phase bildete sich ein Sprengtrichter, der sich mit vulkanischen Lockermassen füllte. Anschließend drang in einer zweiten Phase Magma in ruhiger und nicht explosiver Form nach oben, so dass sich im Förderschlot des Vulkans dunkle, aufrecht oder schräg stehende Basaltsäulen bildeten. Diese Gesteinsablagerungen können heute auf dem Gelände eines stillgelegten Hartsteinbruchs anschaulich nachvollzogen werden.

## Klima

### Allgemein
Großräumig betrachtet liegt der Pfälzerwald wie das übrige Mitteleuropa in der gemäßigten Klimazone im Übergangsgebiet zwischen atlantischem und kontinentalem Klimatyp, wobei diese allgemeinen Bedingungen durch regionale orographische Gegebenheiten (Landschaftsformen) stark beeinflusst und verändert werden. Dabei ist die Nord-Süd-Exposition des linksrheinischen Gebirges von besonderer Bedeutung. Es bildet die erste größere Barriere für aus Westen heranziehende Frontensysteme, so dass mit Ausnahme des östlichen Gebirgsrandes atlantische Einflüsse überwiegen. Entsprechend zeigen sich im Vergleich mit anderen Regionen der Pfalz erhebliche Unterschiede in Bezug auf Niederschläge, Temperatur, Wind und andere meteorologische Parameter.

### Niederschlag
| Station          | Jahresniederschlag |
| ---------------- | ------------------ |
| Bad Dürkheim     | 573 mm             |
| Grünstadt        | 528 mm             |
| Hermersbergerhof | 1095 mm            |
| Johanniskreuz    | 1004 mm            |
| Fh. Taubensuhl   | 1125 mm            |
| Leimen           | 1071 mm            |
| Lemberg          | 898 mm             |

Luveffekte im westlichen und zentralen Pfälzerwald begünstigen das Aufsteigen feuchter, mäßig warmer atlantischer Luftmassen, so dass sich vermehrt Wolken bilden und es verstärkt zu Niederschlägen kommt. Laut Klimastatistik des Deutschen Wetterdienstes werden in diesem Bereich Niederschlagsmengen von etwa 800 bis 1000 mm, in höheren Gebirgslagen zwischen Weißenberg, Eschkopf und Forsthaus Taubensuhl sogar bis zu 1100 mm registriert. Am östlichen Gebirgsrand herrscht dagegen eine Leesituation mit Absinkbewegungen, die eine Erwärmung der Luft und damit eine Wolkenreduktion mit längerer Sonnenscheindauer bewirken. Diese Föhneffekte sind besonders stark in einem Streifen zu beobachten, der sich von Neustadt an der Weinstraße über die nördliche Vorderpfalz mit Bad Dürkheim und Grünstadt bis in das südliche Rheinhessen erstreckt; dort werden nur Niederschlagsmengen von 500 bis 600 mm gemessen, während der Pfälzerwald fast doppelt so viel Niederschlag erhält. Große Teile der Vorderpfalz sind daher beim großflächigen Gemüseanbau auf Beregnung mit Rheinwasser angewiesen.

### Temperatur
Geht man von den Temperaturverhältnissen des Mittelgebirges aus, so wird der Pfälzerwald dem gemäßigt-kühlen Klimatyp zugeordnet. Legt man den Klimaatlas von Rheinland-Pfalz zugrunde, so liegen die Jahresdurchschnittstemperaturen in mittleren Berglagen bei 8 °C, in höchsten Lagen bei 7 °C und am Ostrand des Gebirges bei 9–10 °C. Die ozeanische Prägung wird auch in der relativ geringen Jahresschwankung der Lufttemperatur deutlich, die nur 16–17 °C beträgt. In mittleren und höheren Lagen des Gebirges umfasst die Vegetationsperiode 200 bis 220 Tage, während die Weinstraßenregion auf 240 bis 250 Tage kommt. Entsprechend beginnt der Vollfrühling (Beginn der Apfelblüte) in der Rheinebene schon zwischen dem 15. und 20. April, in den höheren Regionen des Pfälzerwaldes dagegen erst mit dem 15. bis 20. Mai, also vier Wochen später. Die Region Vorderpfalz ist eine der wärmsten Gegenden in Deutschland; hier reifen Mandeln, Feigen, Oliven und sogar Kiwis und Zitronen.

### Wind

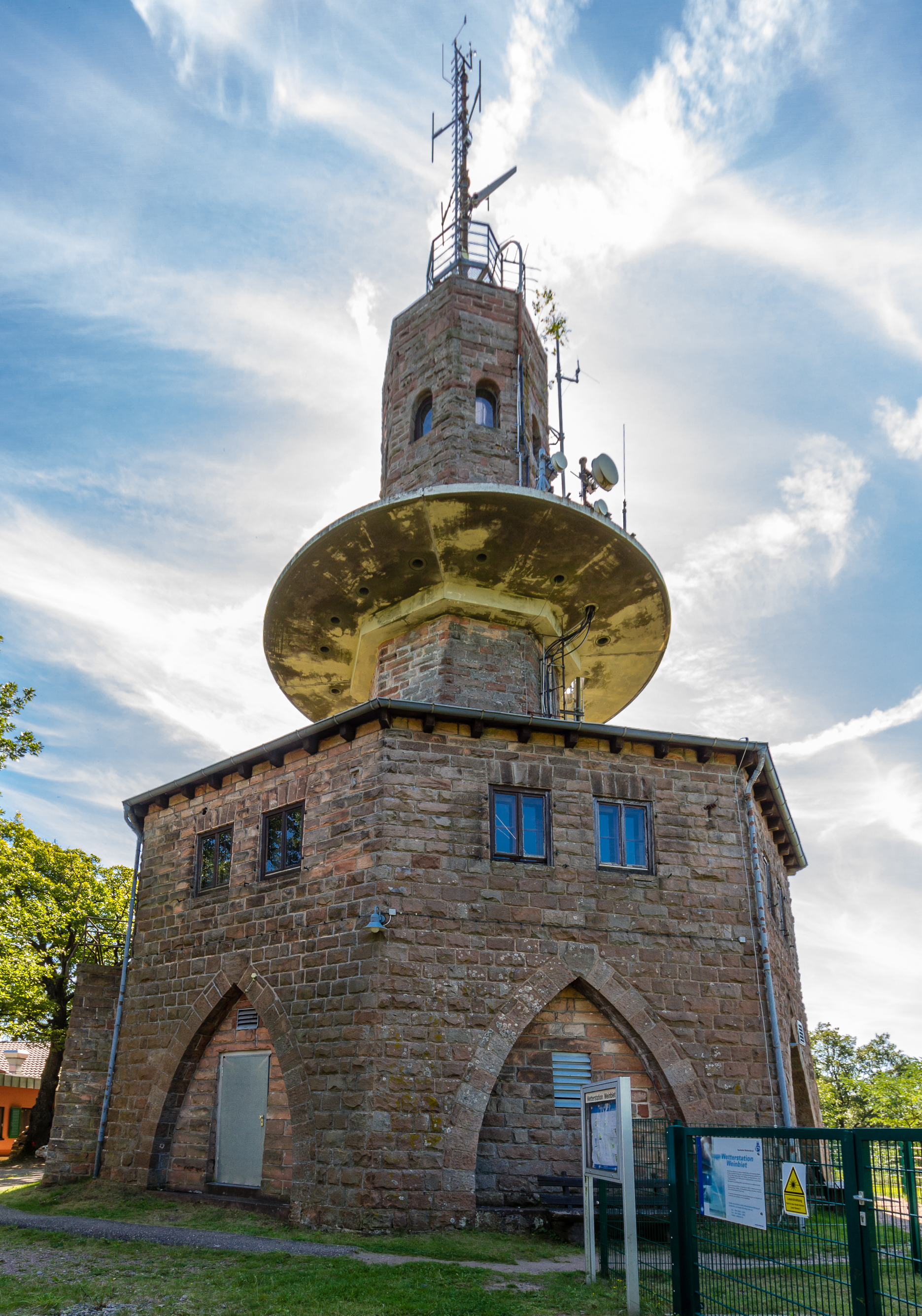
Weinbietturm mit Wetterstation des Deutschen Wetterdienstes

Die Dominanz atlantischer Einflüsse spiegelt sich auch in speziellen Windverhältnissen wider, die für das linksrheinische Gebirge typisch sind. So muss wesentlich häufiger als in anderen, weiter östlich gelegenen und eher kontinental beeinflussten Mittelgebirgen mit durchschnittlich stärkerem und über längere Zeit anhaltendem Wind gerechnet werden, wobei Windrichtungen aus West und Südwest mit einer Häufigkeit von jeweils ungefähr 25 % überwiegen. Besonders gut lässt sich dieser Sachverhalt auch durch Messungen veranschaulichen, die für spezielle Sturm- oder Orkanwetterlagen vorliegen und in denen für freie Berglagen des Pfälzerwaldes regelmäßig überdurchschnittlich hohe Windgeschwindigkeiten registriert werden. So steht z. B. das Weinbiet trotz seiner relativ geringen Höhe von 554 m in einer vergleichenden Statistik der größten Sturmereignisse des letzten Jahrzehnts, die der private Wetterdienst Meteomedia erstellte, durchgängig auf dem zweiten, dritten, ja teilweise sogar auf dem ersten Platz der Rangskala höchster Windgeschwindigkeiten in Deutschland.

### Bioklimatische Aspekte
Aus bioklimatischer Sicht kann das Klima des Pfälzerwaldes für untere und mittlere Lagen als Schonklima und für die höchsten Regionen als mäßiges Reizklima eingestuft werden. Das Gebirge zeichnet sich durch geringe thermische Belastung und hohe Luftreinheit aus, so dass ihm eine erhebliche Bedeutung als Erholungs- und Urlaubsregion zukommt.

## Biologie

### Vegetation
Für den Pfälzerwald ist, wie in seinem Namen schon herausgestellt, der Wald das alles beherrschende Landschaftselement, wobei sein Anteil an der Gesamtfläche 82 Prozent und in seinem mittleren Teil sogar 90 Prozent beträgt.

#### Waldgeschichte

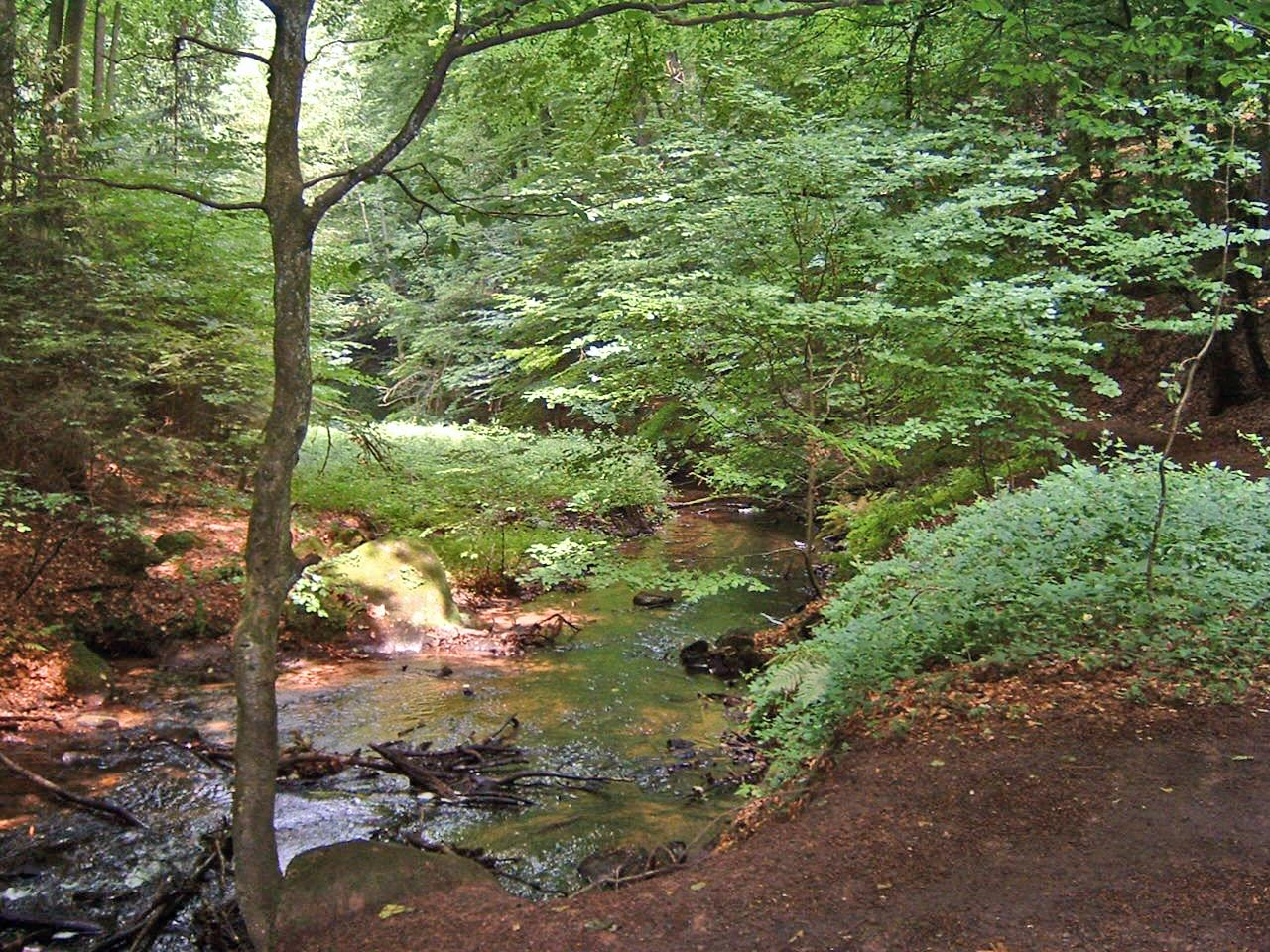
Urwaldartige Buchenbestände im Karlstal

Am Ende der letzten Eiszeit vor etwa 10.000 Jahren war das Gebiet des Pfälzerwaldes von tundrenartiger Vegetation bedeckt, in der sich bei allmählicher Erwärmung zunächst genügsame Baumarten wie Kiefern und Birken ausbreiten konnten („Kiefern-Birkenzeit“), denen bei sich weiter verbessernden Klimabedingungen Hasel, Eichen und Linden („Hasel- und Eichenzeit“) folgten. Ab dem dritten Jahrtausend entwickelte sich ein eher atlantisch geprägter Klimatyp, in dem es kühler und feuchter wurde, so dass nun die Buche das Waldbild bestimmte. Es entstanden die für die heutige Vegetationsperiode typischen Eichen- und Buchenmischwälder, in denen die Kiefer auf besonders ungünstige, sehr trockene oder nasse Standorte zurückgedrängt wurde, aber nach wie vor als Teil der natürlichen Waldgesellschaft erhalten blieb.
Dieses ökologische Gleichgewicht wurde jedoch durch die im Mittelalter einsetzende Kolonisation und Urbarmachung des Waldes nachhaltig gestört. Brandrodung, Streunutzung und ungehemmte Ausbeutung des Waldes zur Rohstoff- und Energiegewinnung führten schrittweise zur Verwüstung vieler Wälder, die im 17. und 18. Jahrhundert ihren Höhepunkt erreichte (siehe auch Siedlungsgeschichte). Diese Situation machte die Einrichtung einer geregelten Forstwirtschaft dringend erforderlich, die nicht nur die Nutzung, sondern vor allem auch die Pflege des Waldes in den Vordergrund rückte. So wurden im 18. und 19. Jahrhundert verwüstete Waldflächen vor allem mit anspruchslosen, schnellwachsenden Kiefern wieder aufgeforstet, denen, ebenfalls im 19. Jahrhundert, andere, nicht bodenständige Nadelhölzer wie Fichte, Lärche, Weymouthkiefer (Strobe) und Douglasie folgten. Im Pfälzerwald entstand ein forstwirtschaftlich ausgerichteter Mischwald, bei dem das Nadelholz etwa zwei Drittel der vorher mit Buchen und Eichen bestandenen Waldflächen einnahm. Erst den in den letzten Jahrzehnten verstärkt einsetzenden Bemühungen, größere Waldgebiete in einen naturnahen Mischwald umzugestalten, ist wieder ein ausgewogeneres Verhältnis zwischen Laub- und Nadelhölzern von jeweils etwa 50 % zu verdanken (siehe nebenstehende Tabelle).

#### Zusammensetzung des Baumbestandes
| Hauptbaumarten in Prozent | 1959 | 2008 | Trend |
| ------------------------- | ---- | ---- | ----- |
| Kiefer                    | 44   | 34   | –     |
| Buche                     | 28   | 35   | +     |
| Fichte                    | 11   | 9    | –     |
| Eiche                     | 7    | 9    | +     |
| Lärche                    | 4    | 3    | –     |
| Douglasie                 | 2    | 6    | +     |
| Edelkastanie              | 1    | 1    | =     |
| Weißtanne                 | 1    | 1    | =     |

Die Buche ist nicht nur waldgeschichtlich, sondern auch aktuell im Pfälzerwald mit einem Anteil von 35 Prozent die am häufigsten vorkommende Baumart. Mit Ausnahme des östlichen Gebirgsrandes Haardt ist sie in der sauren Umgebung der Buntsandsteinböden weit verbreitet und bevorzugt schattige Hänge, Hochlagen und Mulden. Häufig bildet sie gemeinsam mit Nadelhölzern wie vor allem der Kiefer abwechslungsreiche Mischwaldbestände, ist jedoch besonders im zentralen Pfälzerwald auch in reiner Form als Hainsimsen-Buchenwald zu finden. Sie lässt dort großflächige „Buchendome“ entstehen, die von vielen Besuchern als eindrucksvolle Besonderheit des Pfälzerwaldes empfunden werden.
Neben der Buche ist vor allem die Eiche ein „Charakterbaum“ des Pfälzerwaldes, wobei es sich  hauptsächlich um Trauben- und weniger um Stieleichen handelt. Als Hauptbaumart ist sie in größeren, zum Teil jahrhundertealten Beständen in den Regionen um Johanniskreuz, Eschkopf und Weißenberg und weiter südlich zwischen Fischbach und Eppenbrunn anzutreffen, wobei sie neben den Hochflächen des Mittleren Pfälzerwaldes wärmebegünstigte Hanglagen (West- bis Südosthänge) bevorzugt. Aber auch im übrigen Pfälzerwald kommt sie immer wieder vor und bildet meist gemeinsam mit Buchen oft sehr naturnahe, urtümliche Mischwaldbestände (Naturwaldzellen), die als Kernzonen des Biosphärenreservates Pfälzerwald-Nordvogesen besonders geschützt werden (siehe auch Kapitel Biosphärenreservat). Darüber hinaus kommt den Eichen des Pfälzerwaldes aus forstwirtschaftlicher Sicht ein besonders hoher Stellenwert zu, da aus ihnen Furnierholz von weltweit einzigartiger Qualität erzeugt wird.

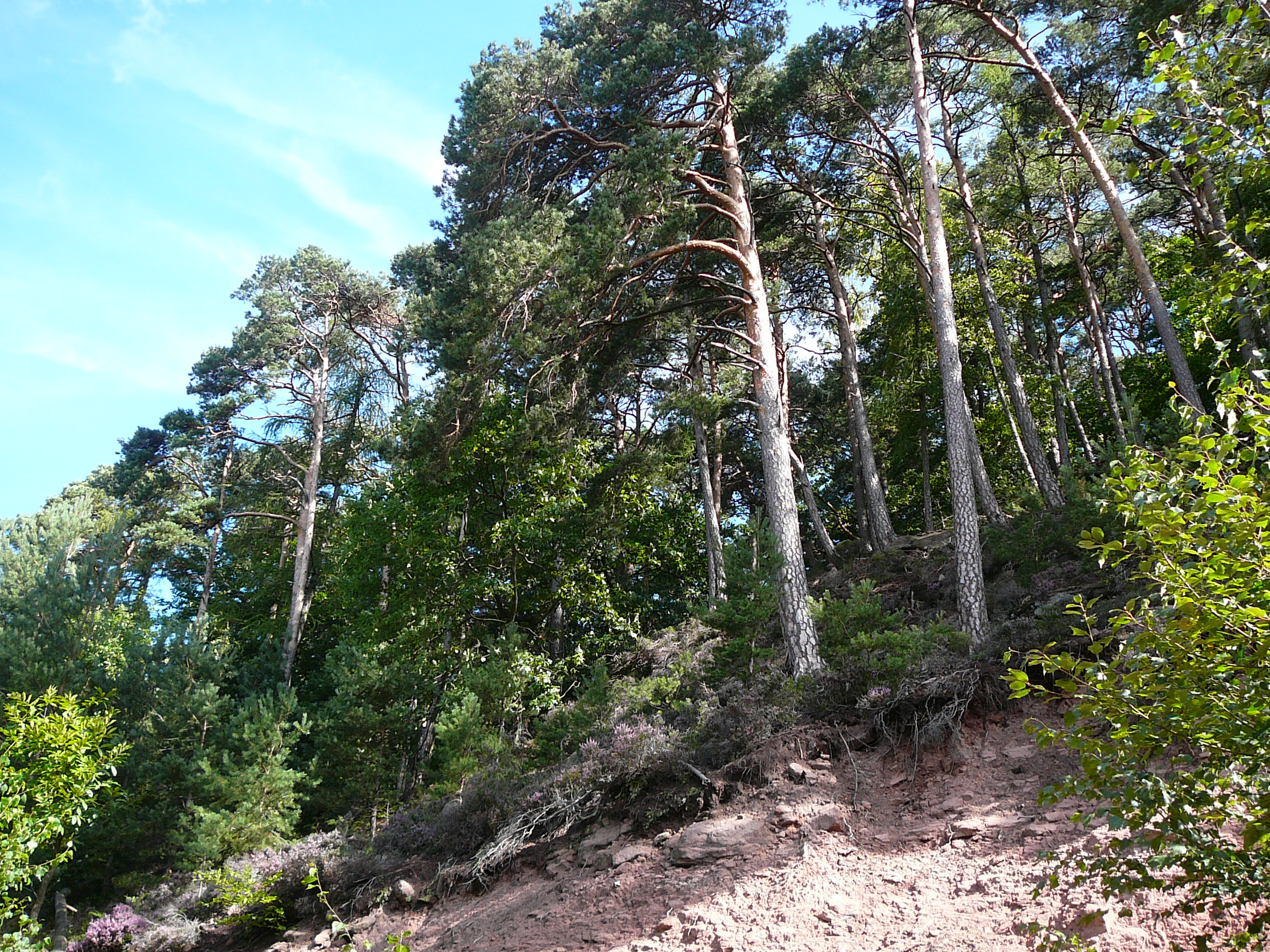
Fast 200-jähriger Kiefernbestand am Nordwesthang des Rehbergs

Trotz des Rückgangs ihres Anteils am Gesamtbaumbestand von 44 auf 34 % im Jahre 2008 ist die Kiefer nach wie vor eine beherrschende Baumart des Mittelgebirges. Dies gilt aufgrund des waldgeschichtlichen Hintergrundes vor allem für den Wuchsbezirk Haardt, in dem sie mit 60 bis 70 % Anteil das Waldbild stark dominiert. Sie hat ihren Standort als angestammtem Platz besonders an trockenen und sonnigen Hanglagen (Südhängen). Wie Eiche und Buche ist sie bodenständiges (autochthones) Mitglied der Waldgemeinschaft, wobei im Rahmen der Wiederbewaldung verwüsteter Flächen (siehe Waldgeschichte) hauptsächlich Kiefernarten aus anderen Regionen eingeführt wurden, die sich mit den autochthonen Formen vermischten. Bei Waldleiningen im Mittleren Pfälzerwald und auf den Torfböden bei Bitsch (frz. Bitche) im französischen Teil des Biosphärenreservates haben sich „Relikt-Kiefernwälder“ erhalten, an denen man den Charakter eines ursprünglichen Kiefernwaldes anschaulich erkennen kann.
Eine Sonderrolle kommt in diesem Zusammenhang auch der Weißtanne zu, die zwar, auf den gesamten Pfälzerwald bezogen, nur einen Flächenanteil von 1 Prozent einnimmt, in seinem südlichen Teil jedoch mit 7 Prozent wesentlich häufiger vertreten ist. Sie tritt in vielen Beständen mit Buchen, Kiefern und anderen Baumarten als Mischbaumart auf und bestimmt oft das Waldbild. Da es sich um die nördlichsten Ausläufer der großen Buchen-Tannenwälder handelt, die für die Vogesen typisch sind, wird auch die feuchtigkeitsliebende Weißtanne von einigen Autoren zu den autochthonen Baumarten des Pfälzerwaldes gezählt. Bacheschenwälder und die selteneren Erlenbruchwälder, die vor allem in Tallagen und Feuchtgebieten anzutreffen sind, verweisen ebenfalls auf die für den Pfälzerwald typische atlantische Klimakomponente (siehe auch Kapitel Klima) und gleichermaßen ursprüngliche Vertreter der Waldgesellschaft.
Dagegen gehören Fichten, Douglasien, Lärchen, Weymouthskiefern nicht zu den bodenständigen Arten des Waldgebirges. Fichten bevorzugen vor allem kühle, schattige Standorte und sind deshalb häufig in Talsohlen, Mulden und unteren Hängen zu finden, während die Douglasie aufgrund ihrer hohen Anpassungsfähigkeit mittlerweile an sehr unterschiedlichen Standorten heimisch geworden ist. Auch die Edelkastanie ist ursprünglich keine autochthone Baumart, wurde aber schon von den Römern im Gebiet der heutigen Pfalz eingebürgert. Da sie ein ähnlich mildes Klima (siehe auch Unterkapitel Temperatur) wie die Weinrebe bevorzugt, ist sie vor allem am östlichen Rand des Pfälzerwaldes, der Haardt, in reinen oder nahezu reinen Beständen zu finden und erreicht dort einen Anteil von 4 Prozent der Waldfläche.

#### Weitere Florenelemente (Beispiele)

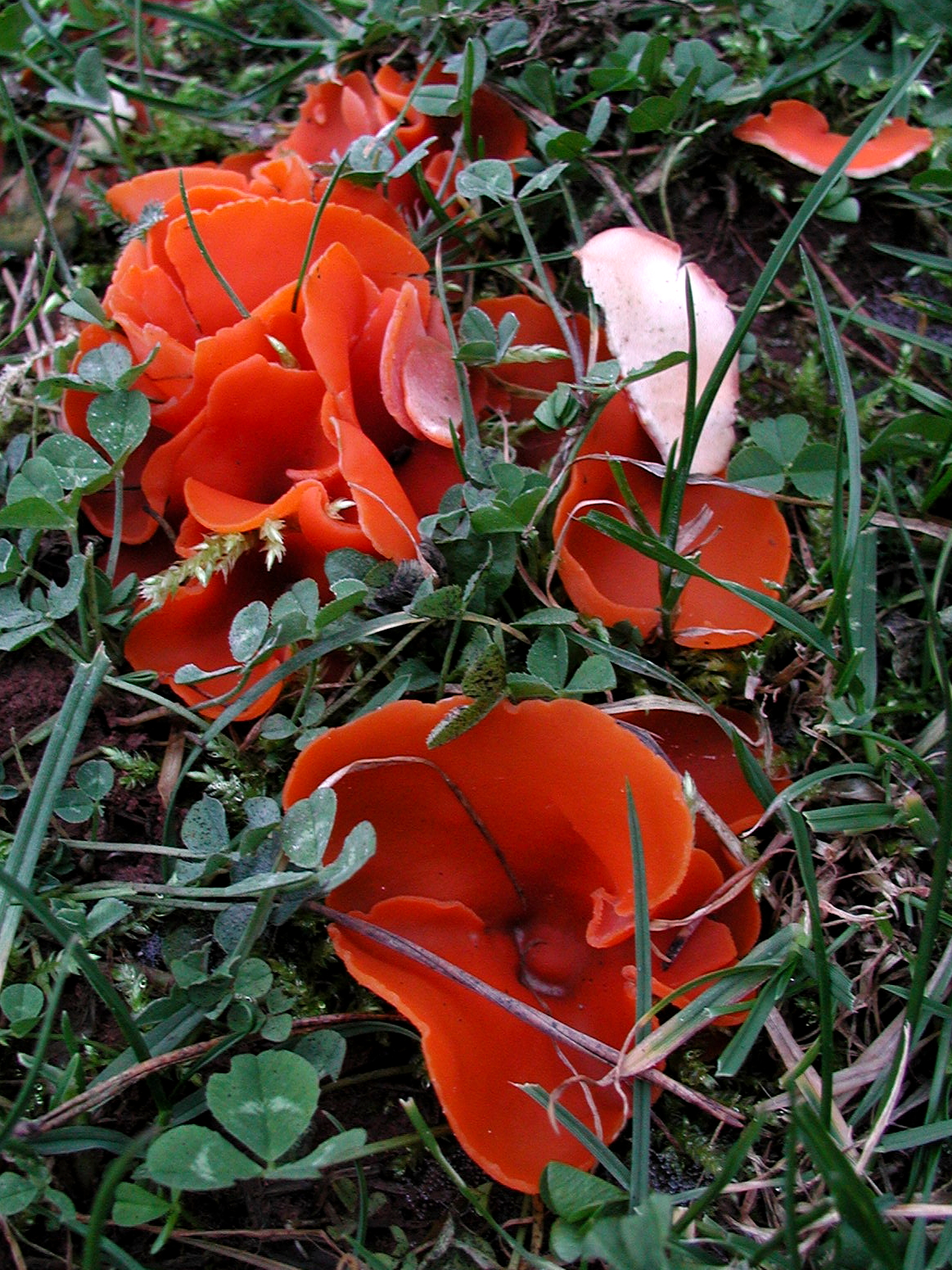
Orangebecherling auf einer Lichtung im Pfälzerwald

Im artenarmen Eichen-, Buchen- und Kiefernwald besteht die Bodenflora hauptsächlich aus bodensäureliebenden (azidophilen) Arten. Beispiele sind die Wald-Hainsimse, die weiße Hainsimse, die Pillen-Segge und die Draht-Schmiele. Charakteristisch sind auch verschiedene Farnarten wie Rippenfarn, Berglappenfarn und Königsfarn, die schattig temperierte, feuchte Standorte bevorzugen. Eine weitere Auffälligkeit des Buntsandsteingebirges ist sein Pilz- und Beerenreichtum, wobei vor allem Heidelbeeren große Flächen einnehmen und an geeigneten Standorten auch Preiselbeeren zu finden sind.
Daneben wachsen an Wegrändern und Lichtungen im trockenen Sandboden neben der Besenheide u. a. auch Deutscher Ginster und Besenginster und als Besonderheit die Lanzettblättrige Glockenblume, während an zahlreichen Bächen und Feuchtgebieten häufig säureliebende Sumpfpflanzen wie Drachenwurz (Sumpfcalla), Sumpf-Blutauge, Fieberklee und das Knöterichblättrige Laichkraut beobachtet werden können, die in anderen Gebieten Deutschlands nur noch selten vorkommen. Darüber hinaus dokumentieren Schilf, Sumpf-Weidenröschen, Sumpfdotterblumen und Mädesüß, an trockeneren Stellen auch Grau- und Ohr-Weide sowie der Faulbaum die Vielfalt der bachbegleitenden Sumpfwiesen.

### Fauna
Die großen Mischwälder des Mittelgebirges mit ihren verschiedenen Pflanzengesellschaften bilden den ökologischen Rahmen, in dem sich eine vielfältige Tierwelt entwickeln konnte. Besonders ins Auge fallen dabei zunächst die großen Säugetiere, die wie in anderen Mittelgebirgen durch Paarhufer z. B. durch Rehe, Rothirsche und Wildschweine vertreten sind. Auch Fuchs, Dachs, Iltis, Wiesel und vor allem die in ihrem Bestand bedrohten Säugetierarten wie Fledermäuse, Baummarder, Europäische Wildkatze und Luchs sind im Pfälzerwald beheimatet.
Dies gilt auch für eine Reihe seltener Vögel, von denen z. B. Wiedehopf, Eisvogel, Steinschmätzer, ferner Schwarzspecht, Braun- und Schwarzkehlchen zu nennen sind. Während der streng geschützte Wanderfalke seit einigen Jahrzehnten wieder im Felsenland des Wasgaus heimisch geworden ist, scheinen Hasel- und Auerhuhn im Gebiet des Pfälzerwaldes auch weiterhin ausgestorben zu sein. Typisch sind im Herbst und Winter nordische Berg- und Buchfinken, die dort überwintern und den Wald in Scharen bevölkern. Sie wurden früher bei der „Böhämmerjagd“ nachts mit Blasrohren gejagt, bis das Naturschutzgesetz des Jahres 1936 diesem „Volkssport“ ein Ende setzte.

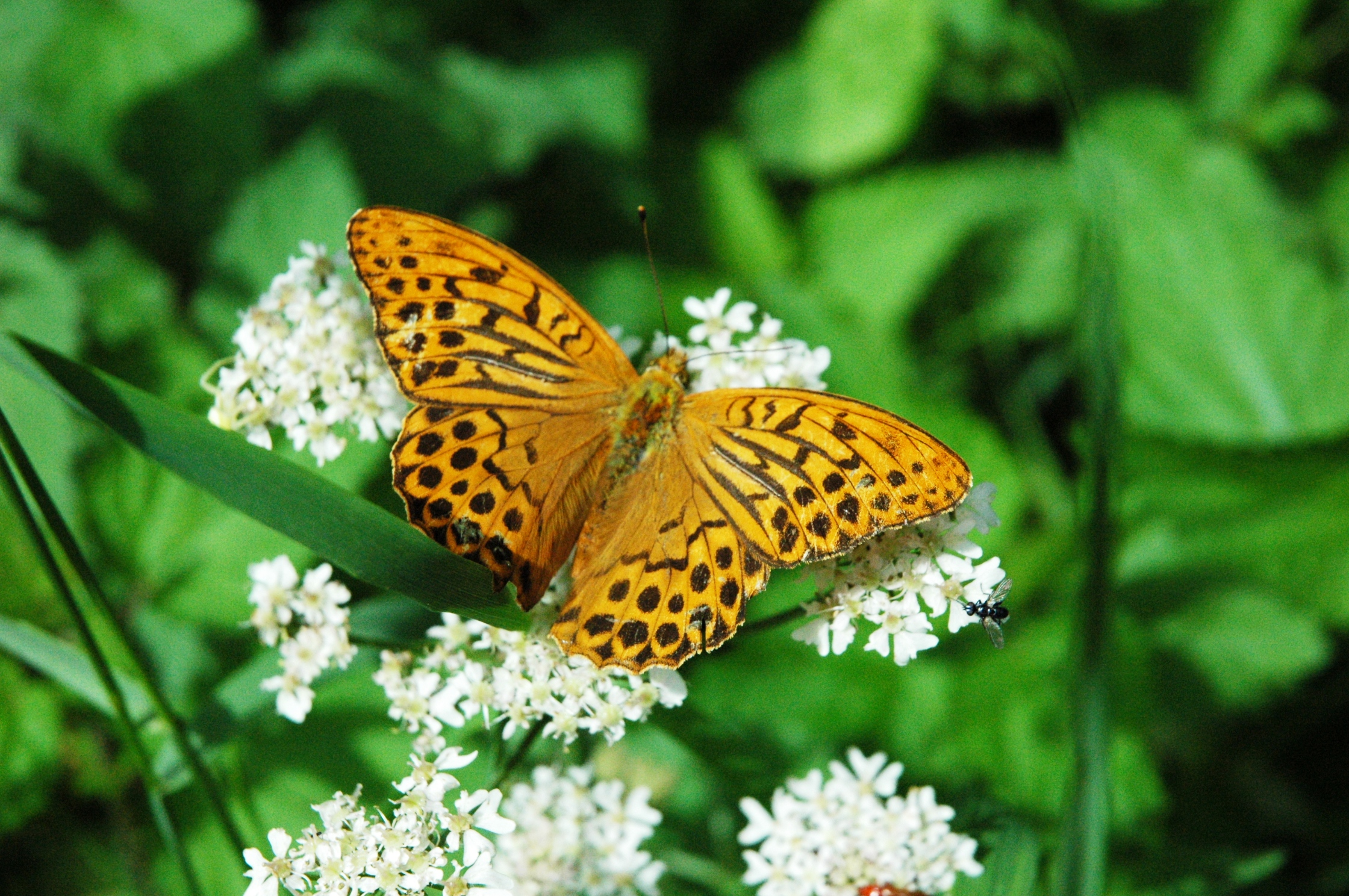
Der Kaisermantel, der größte mitteleuropäische Perlmuttfalter

Neben der reichhaltigen Amphibien- und Reptilienfauna und einer Vielzahl von Käfern, Schmetterlingen und anderen Insekten fallen vor allem die Hügelnester der Waldameisen ins Auge, von denen es im Pfälzerwald gleich mehrere Arten gibt. Eine Besonderheit ist dabei die im Wasgau und im Bereich des Hermersberger Hofs vorkommende Kerbameise, die in Deutschland nur noch an sehr wenigen Stellen überlebt hat. Auch die Große und die Gefleckte Ameisenjungfer, beide hochgradig gefährdet, sind im Buntsandstein (Rehbergschichten) regelmäßig zu beobachten. Ihre Larven bauen als Ameisenlöwen im Sand Fangtrichter; hineingefallene Beute saugen sie mit ihren zangenartigen Mundwerkzeugen aus.
Aufgrund der sehr dünnen Besiedelung und der Filterfunktion des Buntsandsteins haben viele Quellen und Bäche des Gebirges ihre natürliche Wasserqualität behalten, so dass sie von verschiedenen Fischarten besiedelt werden. Beispiele sind die Bachforelle, das Bachneunauge und in ruhigeren Gewässern auch die Elritze, der Steinbeißer und die Bachschmerle. In größeren Wiesenbächen finden außerdem Äsche, Barsch, Hecht, Quappe und verschiedene Weißfische geeignete Lebensbedingungen. Auch Libellen, z. B. die Zweigestreifte Quelljungfer und die sonst seltene Speer-Azurjungfer können an Bächen und Teichen häufig beobachtet werden.

## Infrastruktur

### Besiedelung
Knapp 1800 der 3105 km² des grenzüberschreitenden, dünn besiedelten Biosphärenreservates liegen auf deutschem Gebiet. 1999 lebten darin auf nur 5 Prozent der Gesamtfläche 237.000 Einwohner, was einer durchschnittlichen Bevölkerungsdichte von 76 Einwohnern pro km² entspricht (siehe auch Siedlungsgeschichte). Viele deutsche Regionen sind wesentlich dichter besiedelt, denn die Bevölkerungsdichte für ganz Deutschland liegt bei 231 Personen pro km².
Das Waldgebiet zeichnet sich durch einen in Europa einzigartigen großflächigen, nicht durch Siedlungen, Rodungen oder breitere Trassen unterbrochenen Bewuchs aus. Die meisten Ortschaften liegen im Südosten. Im weitaus größeren übrigen Bereich des Waldes gibt es nur wenige Orte, vor allem im Einzugsgebiet des Speyerbaches/Hochspeyerbaches. Die drei größten Orte im Pfälzerwald, Lambrecht, Annweiler und Dahn haben weniger als 10.000 Einwohner. Im Umkreis des Pfälzerwaldes liegen die Städte (im Uhrzeigersinn) Eisenberg, Grünstadt, Bad Dürkheim, Neustadt an der Weinstraße, Edenkoben, Landau, Bad Bergzabern, Wissembourg (Weißenburg), Pirmasens, Rodalben und Kaiserslautern.

### Verkehr

#### Historische Wege

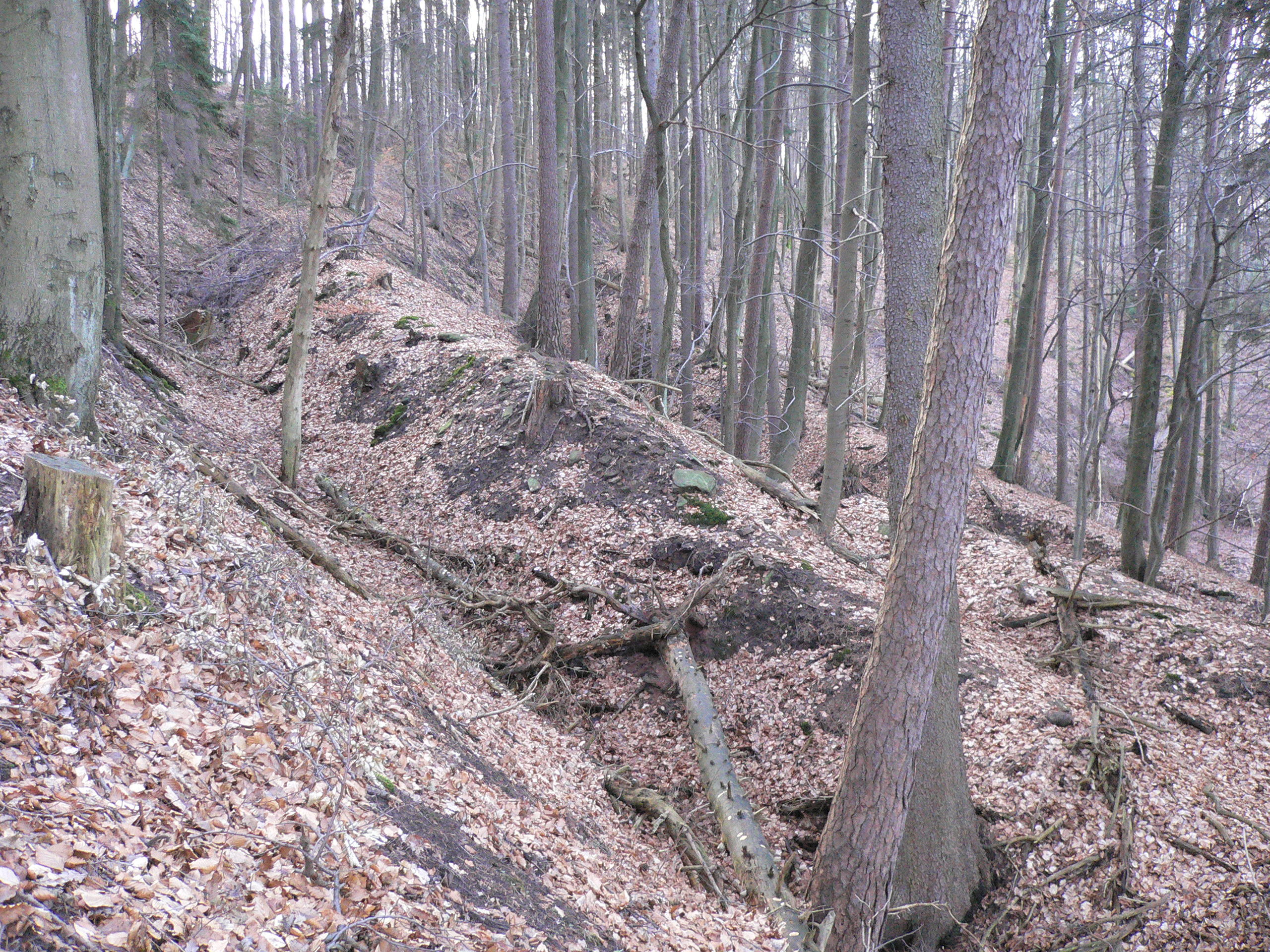
Verfallene Hohlwege, östlich Lambertskreuz

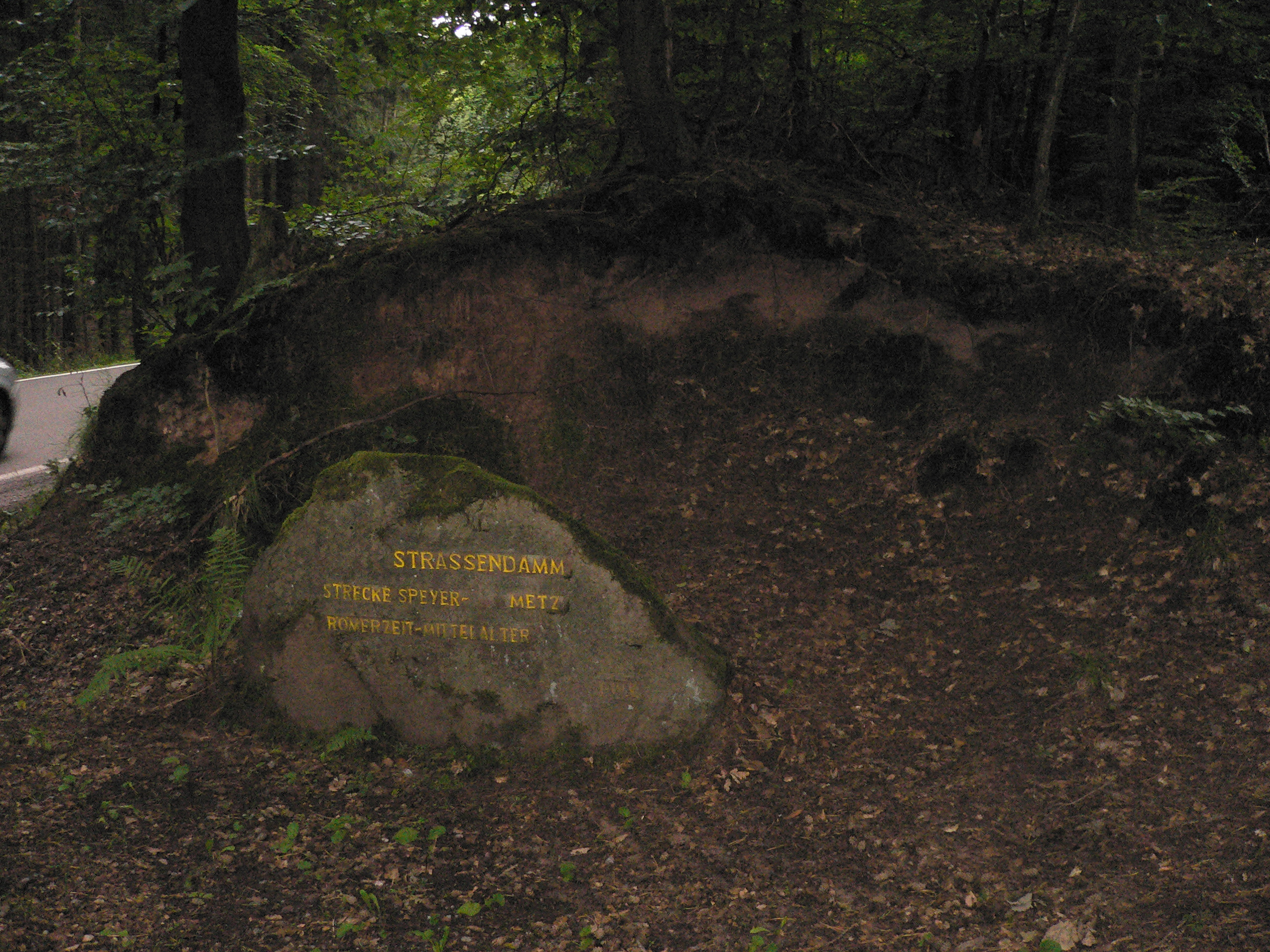
Damm der Römerstraße Speyer–Metz, Nähe Totenkopfhütte

Die Römer legten während ihrer Herrschaft einige gut ausgebaute Ost-West-Verbindungen durch den Pfälzerwald an, deren Trassen mancherorts noch erkennbar sind, z. B. als Straßendamm. Ein Beispiel sind die Fragmente der Römerstraße Speyer–Metz bei der Totenkopf-Hütte an der Totenkopfstraße im Kalmit-Massiv.
Um die engen, sumpfigen Täler zu umgehen, wurden die Wege meist auf den längeren trockenen Wasserscheiden angelegt, entweder auf dem Kamm oder hangparallel und die lokalen Zubringer auf den kürzeren Wasserscheiden.
Die mit Eisenreifen beschlagenen Räder der schweren hölzernen Transportwagen gruben sich im Verlaufe der Zeit in den weichen Buntsandstein ein und hinterließen tief eingeschnittene Hohlwege in den Bergflanken des Pfälzer Waldes. Sie sind insbesondere als Aufstiege zu den Hochwegen (Kammwegen) heute noch vielerorts zu erkennen.
Eine ehemals bedeutende Ost-West-Querverbindung im nördlichen Bereich, vorbei am Queitersberg auf der Wasserscheide zwischen Eisbach/Alsenz im Norden und Eckbach/Isenach/Hochspeyerbach im Süden, verband Worms mit Kaiserslautern. Sie wurde jahrhundertelang als Handelsstraße genutzt, bis in den 1930er Jahren nahezu parallel nördlich die A 6 gebaut wurde. Die alte Trasse ist im Pfälzerwald noch streckenweise als Forstweg erhalten. Im Mittleren Pfälzerwald nutzte eine weitere historische Wegverbindung die große Wasserscheide zwischen dem Speyerbach im Norden, der Queich im Süden und dem Schwarzbach im Westen. Markante Stationen an dieser Trasse, in die auch die Römerstraße Speyer–Metz einmündete, sind die Forsthäuser Heldenstein und Taubensuhl sowie der Weiler Johanniskreuz; heute dient sie als Forststraße.

#### Straßen
Der Pfälzerwald wird von verhältnismäßig wenigen breiteren Verkehrsstraßen durchschnitten. Lediglich den äußersten Norden tangiert die Autobahn 6 (Saarbrücken–Mannheim, West-Ost-Richtung). In gleicher Richtung direkt durch den Pfälzerwald verlaufen im Süden die Bundesstraße 10 (Pirmasens–Landau), die von überregionaler Bedeutung ist, und etwa mittig die Bundesstraßen 37 (Kaiserslautern–Bad Dürkheim) und 39 (Frankenstein–Neustadt an der Weinstraße). Auch nur regionale Bedeutung besitzen die Bundesstraßen 427 (Hinterweidenthal–Bad Bergzabern) und die 48 (Enkenbach-Alsenborn–Bad Bergzabern).
Mit dem lange geplanten Lückenschluss der Autobahn 8 zwischen Pirmasens und Karlsruhe durch das Dahner Tal ist wegen des angelaufenen Ausbaus der B 10 zukünftig nicht mehr zu rechnen.

#### Eisenbahnstrecken

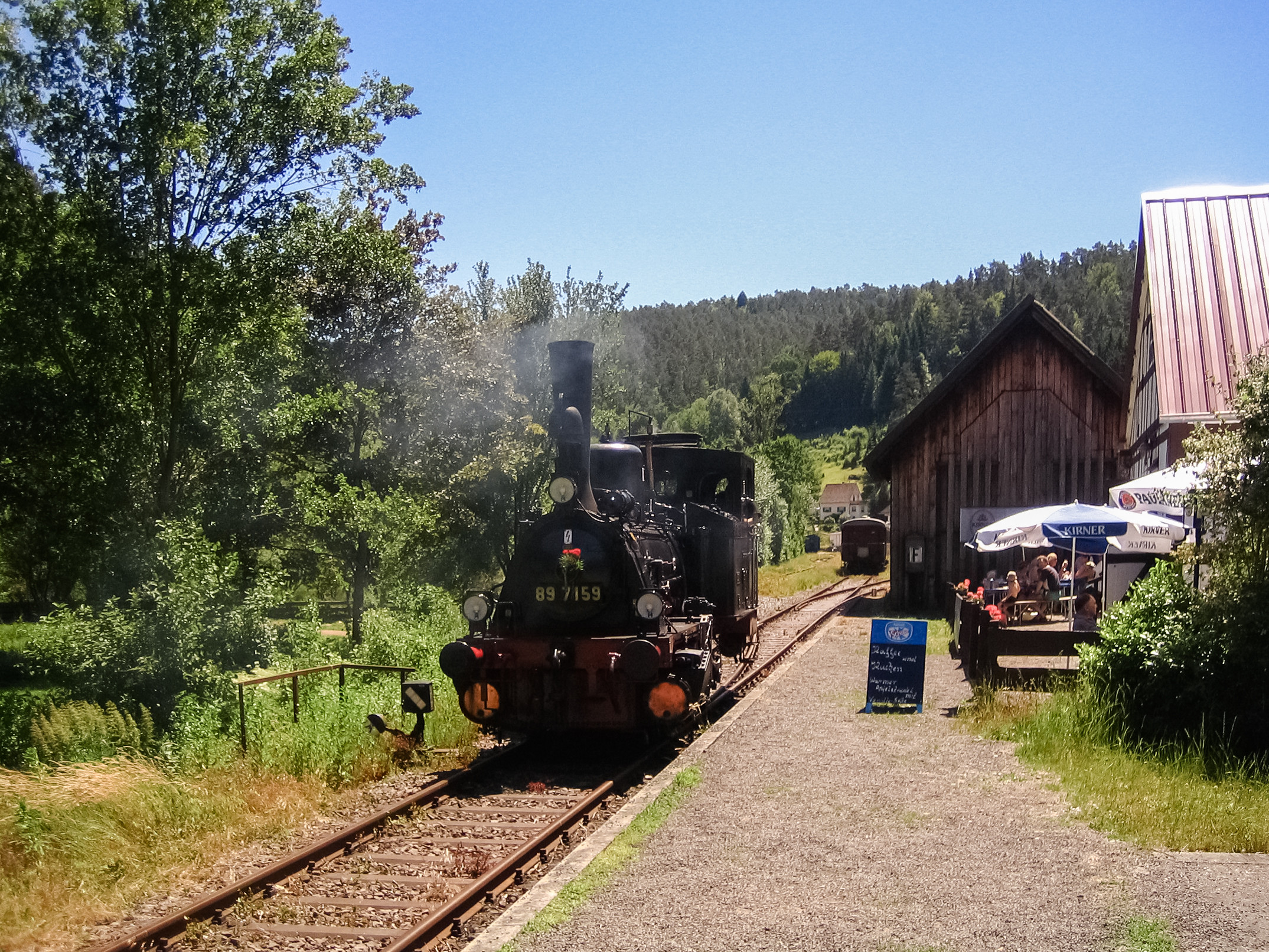
Dampflok des Kuckucksbähnels

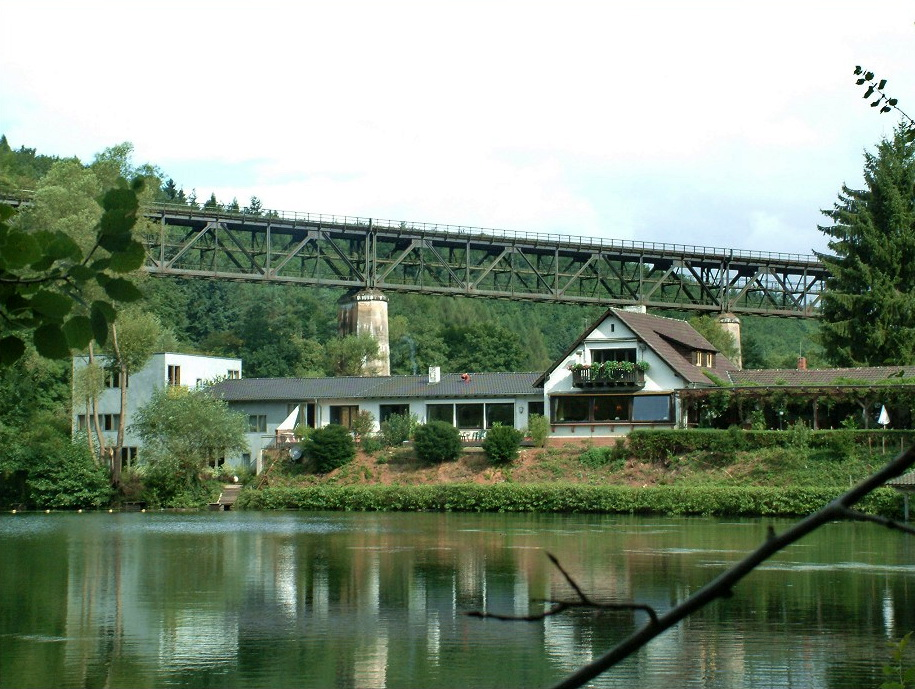
Eistalviadukt an der Eistalbahn, längste Eisenbahnbrücke in der Pfalz

Der Pfälzerwald wird durch mehrere Eisenbahnstrecken erschlossen. Die wichtigste ist die Bahnstrecke Mannheim–Saarbrücken, die aus der im Zeitraum von 1847 bis 1849 eröffneten Pfälzischen Ludwigsbahn hervorging. Die seit 1964 elektrifizierte Strecke ist zugleich die einzige, auf der bis heute Fernverkehr stattfindet. Die Bahnstrecke Landau–Rohrbach – im östlichen, durch den Pfälzerwald führenden und in den Jahren 1874 und 1875 eröffneten Streckenabschnitt oft als „Queichtalbahn“ bezeichnet – sowie die 1913 vollendete Biebermühlbahn Kaiserslautern–Pirmasens büßten dagegen ihre Bedeutung im Güter- und Fernverkehr mittlerweile ein und dienen inzwischen ausschließlich dem Personennahverkehr. Den nordwestlichen Rand streifen seit 1870 die Alsenztalbahn Hochspeyer–Bad Münster sowie seit 1875 die Bahnstrecke Kaiserslautern–Enkenbach, die beide früher ebenfalls Fernverkehr aufwiesen. Der äußerste Ostrand des Pfälzerwaldes wird seit 1855 durch die Bahnstrecke Neustadt–Wissembourg sowie die von 1865 bis 1873 errichtete Pfälzische Nordbahn Neustadt–Monsheim erschlossen.
Das seit 1909 verkehrende Kuckucksbähnel, das in Lambrecht von der Magistrale Mannheim–Saarbrücken abzweigt, wurde hauptsächlich zur Erschließung des Elmsteiner Tals wegen der dort verbreiteten Holzproduktion benötigt. Der Personenverkehr spielte angesichts der dünnen Besiedlung stets eine sehr untergeordnete Rolle, so dass er bereits 1960 aufgegeben wurde. Knapp zwei Jahrzehnte später wurde auch der Güterverkehr eingestellt. 1984 wurde das Kuckucksbähnel als Museumsbahn wieder eröffnet.
Die Eistalbahn wurde 1876 zwischen Grünstadt und Eisenberg eröffnet und 1932 bis nach Enkenbach verlängert. Von ihr zweigte von 1894 bis 1987 die Bahnstrecke Ebertsheim–Hettenleidelheim ab, deren Bedeutung sich im Wesentlichen auf den Güterverkehr beschränkte. Der Personenverkehr wurde auf ersterer 1976 eingestellt, auf dem Abschnitt Grünstadt–Eiswoog im Zeitraum von 1994 bis 2001 jedoch schrittweise reaktiviert, während ein Gutachten für den Abschnitt Eiswoog–Enkenbach negativ ausfiel. Der entlang der Strecke befindliche Eistalviadukt ist die längste Eisenbahnbrücke in der Pfalz. Ebenfalls ihren Ausgangspunkt in Grünstadt nahm ab 1903 eine Stichstrecke nach Altleiningen, die bis 2005 verkehrte, ab 1969 jedoch ausschließlich bis nach Drahtzug führte.
Von der Queichtalbahn zweigt im Bahnhof Hinterweidenthal Ost die seit 1911 existierende Wieslauterbahn ab, die über Dahn nach Bundenthal-Rumbach ab; sie verkehrt ausschließlich mittwochs sowie an Wochenenden und Feiertagen und hatte ihre größte Bedeutung stets im Ausflugsverkehr. Am Endpunkt Bundenthal-Rumbach bestand von 1921 bis 1930 Anschluss an die Wasgauwaldbahn, eine schmalspurige Bahn, die bis nach Ludwigswinkel führte, und die überwiegend dem französischen Militär diente.

#### Luftverkehr
Der Luftraum über dem Pfälzerwald wird von Flugzeugen oft für Treibstoffschnellablass genutzt. Eine Online-Petition der Initiative Pro Pfälzerwald zu diesem Thema verzeichnete bis zum 24. September 2018 über 75.000 Unterschriften.

## Sehenswürdigkeiten
Obwohl der Pfälzerwald noch immer dünn besiedelt ist und viele kaum berührte Flächen aufweist, besitzt er doch ein reiches landschaftliches, geschichtliches und kulturelles Erbe, das sich in einer Vielzahl von Sehenswürdigkeiten widerspiegelt, von denen hier nur eine kleine Auswahl aufgeführt werden kann.

### Burgen und Schlösser

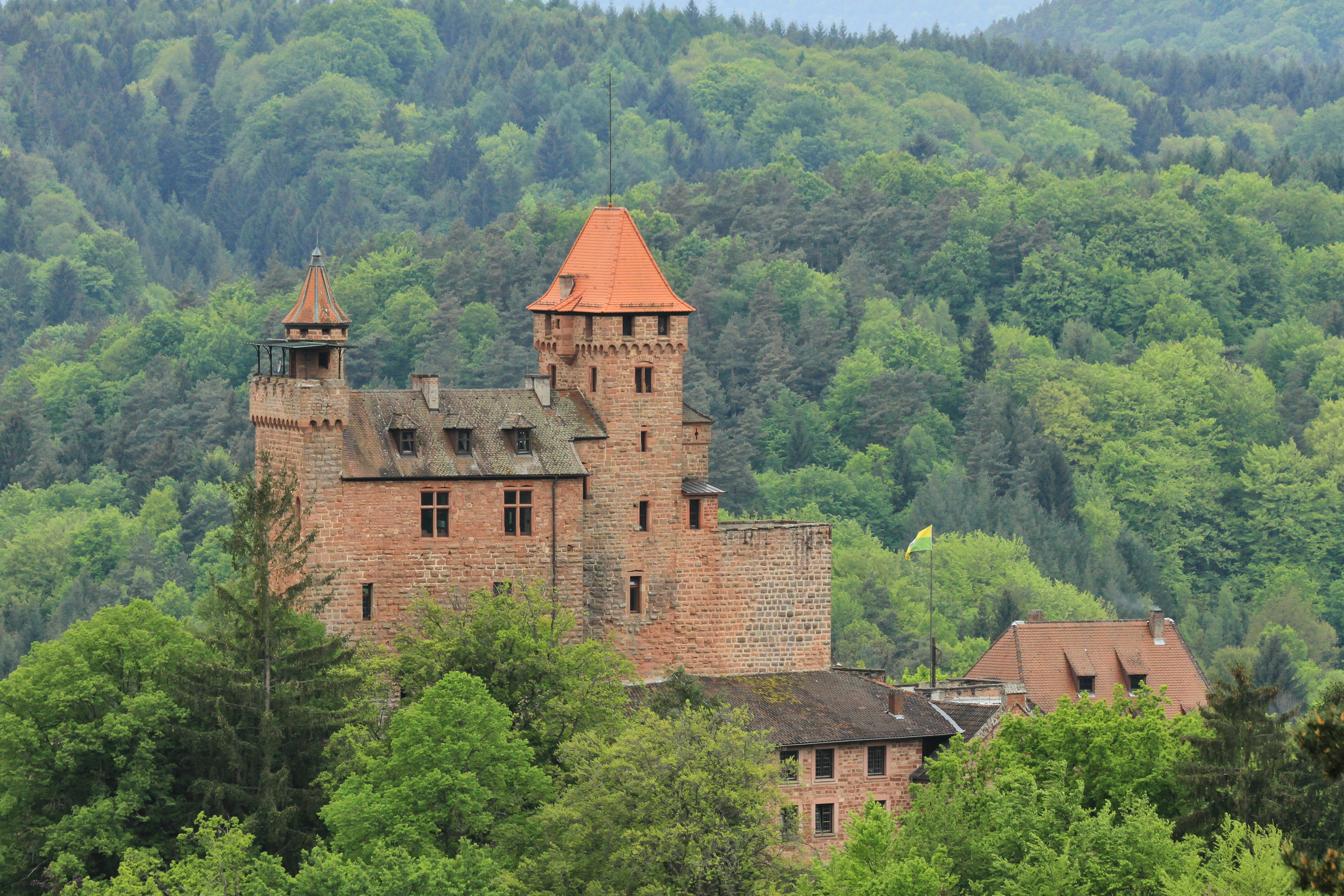
Bewohnte Felsenburg Berwartstein im Wasgau

Der Pfälzerwald zeichnet sich durch eine Vielzahl von Burgen und Schlössern aus. Erwähnenswert ist hierbei die Reichsburg Trifels bei Annweiler, auf der Ende des 12. Jahrhunderts der englische König Richard Löwenherz gefangen gehalten wurde; in der Folge entstand die Blondelsage. Am Ostrand des Pfälzerwaldes befindet sich über dem gleichnamigen Stadtteil von Neustadt an der Weinstraße das Hambacher Schloss, das 1832 Schauplatz des Hambacher Festes war und seither als Symbol für Demokratie gilt. Einige Kilometer weiter südlich bei Edenkoben steht seit der Mitte des 19. Jahrhunderts die Villa Ludwigshöhe, die als Sommerresidenz des bayerischen Königs Ludwig I. diente.
Die Burg Berwartstein bei Erlenbach gehörte einst dem Ritter Hans von Trotha, der in regionalen Sagen Hans Trapp genannt wird, und ist als einzige in der Pfalz noch heute bewohnt. Den Felsenburgen zuzuordnen sind die Burg Drachenfels bei Busenberg, an welcher der rebellische Ritter Franz von Sickingen einen Ganerbenanteil besaß, sowie die Falken- und die Wilgartaburg bei Wilgartswiesen.
Über den nordöstlichen Pfälzerwald herrschten die Leininger; markante Bauwerke dieses Adelsgeschlechts waren dort die Burgen Alt- und Neuleiningen bei Grünstadt sowie die Hardenburg bei Bad Dürkheim. Weitere Burgen im Pfälzerwald, die den Leiningern gehörten, waren die Burg Gräfenstein bei Merzalben im westlichen Teil des Gebirges sowie die Burg Erfenstein im Elmsteiner Tal.
Eine besondere Burgenformation ist die Dahner Burgengruppe bei der gleichnamigen Stadt. Sie besteht aus den Burgen Altdahn, Grafendahn und Tanstein, die zu verschiedenen Zeiten, aber direkt nebeneinander auf einem Bergrücken errichtet wurden.
Das Burgeninformationszentrum auf der Burg Lemberg vermittelt dem Besucher nicht nur vielfältige Detailinformationen über Geschichte, Architektur und Leben auf einer mittelalterlichen Burg, sondern gibt darüber hinaus auch einen umfassenden Überblick über die anderen Felsenburgen der heutigen Grenzregion.

### Natur

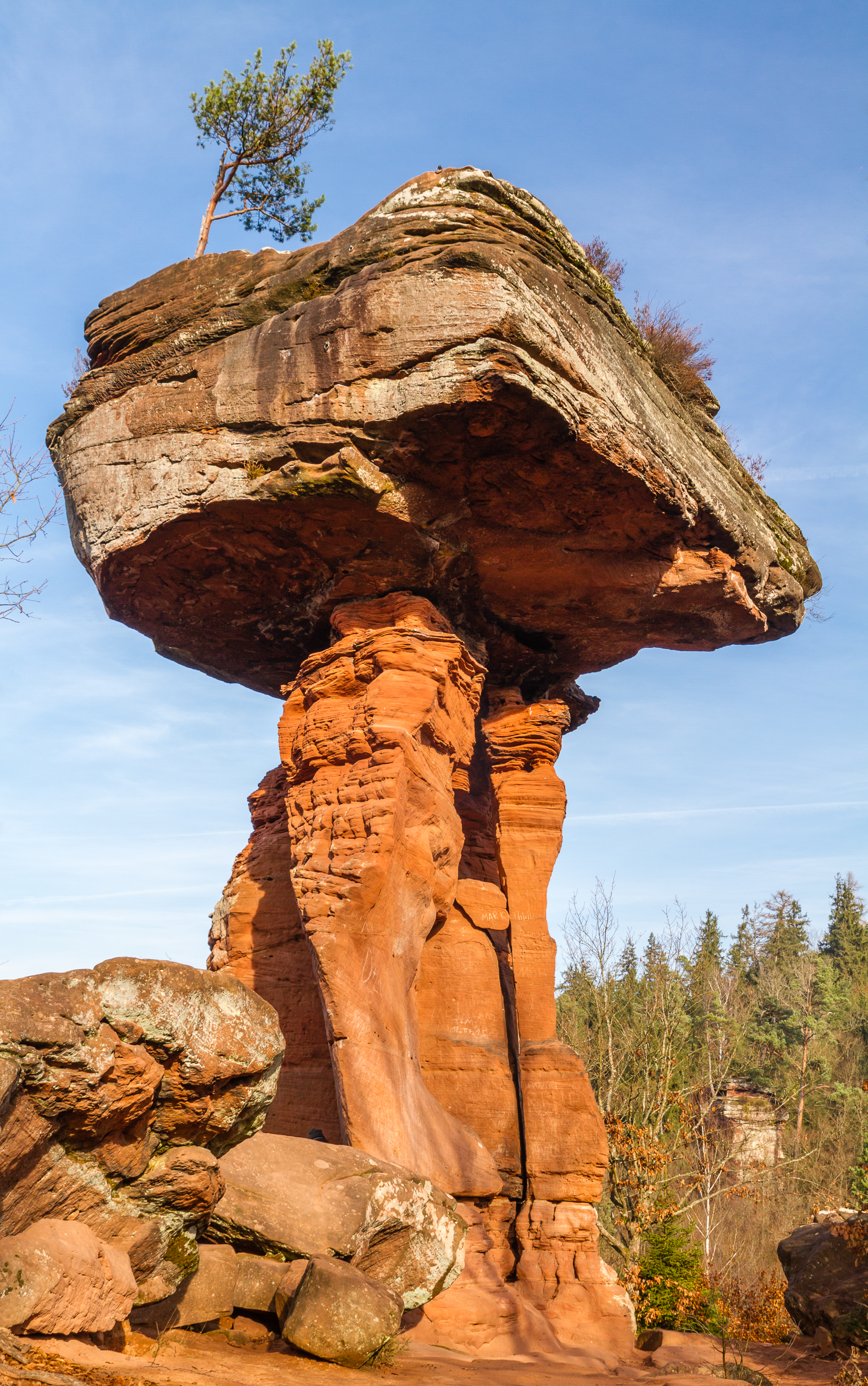
Teufelstisch

Das Karlstal, das im Oberlauf der Moosalb bei Trippstadt gelegen ist, sticht durch sein naturbelassenes, urwaldartiges Erscheinungsbild heraus. Der Trippstadter Ortsteil Johanniskreuz gilt als Mittelpunkt des Pfälzerwaldes und war früher ein Kurort. Berühmt sind vor allem die 200–300 Jahre alten Eichen- und Buchenmischwälder, die den kleinen Weiler umgeben und autochthonen Charakter zeigen (siehe auch Kapitel Zusammensetzung des Baumbestandes). Sie werden schon seit langem im Sinne des Nachhaltigkeitsprinzips schonend bewirtschaftet und sind besonders für ihre wertvollen Furniereichenbestände bekannt. Es versteht sich deshalb fast von selbst, dass in Johanniskreuz seit 2005 auch das Haus der Nachhaltigkeit besteht (vgl. Informationszentren und Museen)
Weitere urwaldähnliche „Naturwaldzellen“ sind ferner im Quellgebiet der Wieslauter unterhalb des Weißenberges in einer der Kernzonen des Biosphärenreservates sowie im Grenzgebiet zwischen Eppenbrunn, Stürzelbronn, Fischbach und Obersteinbach zu finden.
Charakteristisch für die abwechslungsreiche Landschaft des südlichen Pfälzerwaldes sind u. a. über 200 verschiedenartige Felsformationen (siehe auch Kapitel Geologie und Kapitel Oberflächengestalt), an denen der Besucher nicht nur einen guten Einblick in ihre geologischen Voraussetzungen erhält, sondern auch die besondere Anpassungsfähigkeit der „Sandsteinfels-Vegetation“, die vor allem aus Krüppelexemplaren der Waldkiefer, Besenheide und anspruchslosen Gräsern besteht, sehen kann. Eine weitere Besonderheit dieses Biotops sind Wanderfalken, die in einer Reihe von Felsen ihre Nistplätze haben und unter strengem Naturschutz stehen (Zugangsbeschränkungen für Kletterer und Wanderer).
Bekannte Felsformationen sind im Dahner Felsenland der Teufelstisch bei Hinterweidenthal, der Jungfernsprung, der Hochstein und die beiden Felstürme Braut und Bräutigam, die alle in der direkten Umgebung von Dahn liegen. Für die Region um Annweiler und Gossersweiler können u. a. der Asselstein, ferner der Luger Friedrichsfels, der Hundsfels und der Rödelstein bei Vorderweidenthal genannt werden. Ein bedeutendes Naturdenkmal ist auch der Altschlossfelsen auf dem Brechenberg bei Eppenbrunn in der Südwestecke des Pfälzerwaldes nahe der deutsch-französischen Grenze. Es handelt sich dabei mit ungefähr zwei Kilometern Länge um das größte Felsriff des Pfälzerwaldes, an dem die für den Buntsandstein typischen Erosions- und Verwitterungsprozesse (z. B. Wabenverwitterung) deutlich werden.
Um auch dem Wanderer diese Felsenlandschaft nahezubringen, wurden in den letzten Jahren eine Reihe themenbezogener Wanderwege eingerichtet, von denen der Rodalber Felsenwanderweg, der Dahner Felsenpfad, die Sandhasentour um Trulben, der Busenberger Holzschuhpfad und der Hauensteiner Schusterpfad stellvertretend erwähnt werden sollen (siehe Kap. Wandern). Während die meisten Felsen Kletterern vorbehalten bleiben, können bestimmte Felsenriffe auch erwandert (z. B. Puhlstein, Heidenpfeiler, Krappenfels und Rötzenstein) oder mit Hilfe von Steiganlagen bei entsprechender Vorsicht bestiegen werden (z. B. der Hühnerstein bei Hauenstein).

### Informationszentren und Museen

#### Informationszentren

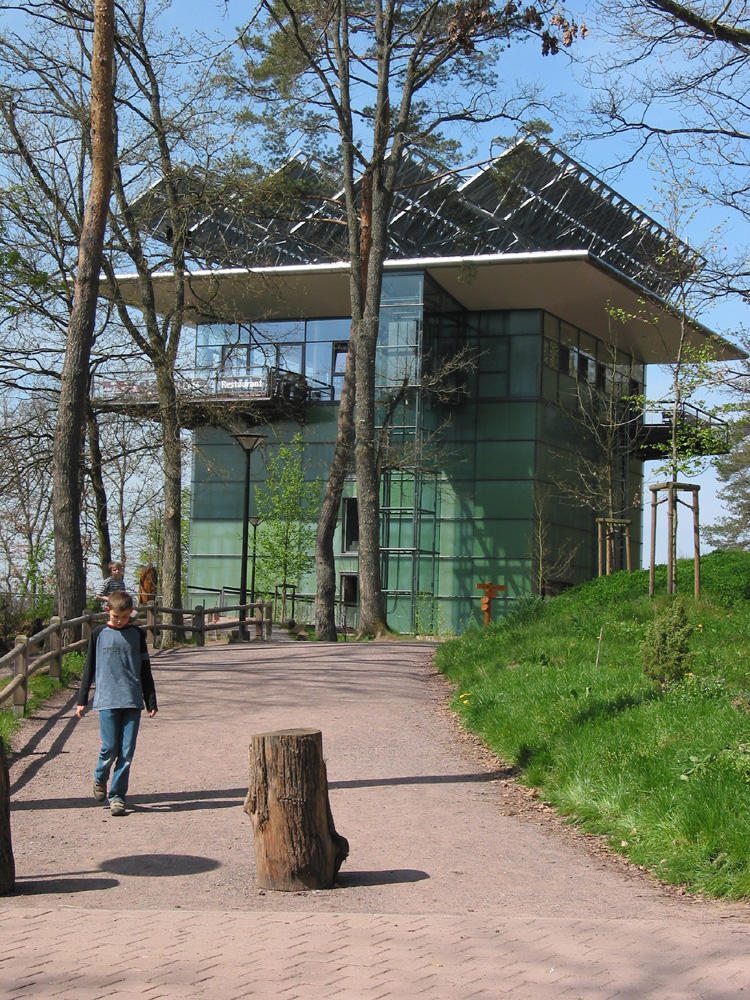
Biosphärenhaus bei Fischbach

Das Biosphärenreservat beinhaltet drei Informationszentren mit unterschiedlichen Schwerpunktsetzungen, in denen man sich über Geologie, Klima, Fauna und Flora, ferner auch über Geschichte und Kultur des Buntsandsteingebirges mithilfe von Ausstellungen aber auch verschiedenartiger Veranstaltungen informieren kann. Dabei stehen ökologische Zusammenhänge, für die der Besucher sensibilisiert werden soll, im Vordergrund. Auf deutscher Seite sind dies das Haus der Nachhaltigkeit in Johanniskreuz (siehe auch Kapitel Natur) und das Biosphärenhaus bei Fischbach im Wasgau (seit 2023 geschlossen), wobei letzteres neben einer Multimediaausstellung auch einen Baumwipfelpfad, außerdem einen Wasser- und Biosphären-Erlebnisweg bot.

#### Museen
Aus der Vielzahl von Museen, die allein in der Pfalz zu finden sind (vgl. genauer die Übersicht des Museumsverbandes Rheinland-Pfalz) kann im Rahmen dieses Kapitels natürlich nur eine kleine Auswahl derjenigen Einrichtungen kurz vorgestellt werden, die einen direkten oder indirekten Bezug zum Pfälzerwald aufweisen.
Zu nennen wäre hier als erstes das Pfalzmuseum für Naturkunde–POLLICHIA-Museum in Bad Dürkheim, das in verschiedenen Dauerausstellungen und Sammlungen über Geologie, Flora und Fauna der Pfalz (z. B. Tiere des Waldes, heimische Pilze, Mineralien usw.) und weitere spezielle Naturschutzthemen informiert, wobei vor allem der ökologische Gedanke im Vordergrund steht. In diesem Zusammenhang wird dem Besucher auch das Biosphärenreservat Pfälzerwald-Vosges du Nord in einer umfangreichen Dauerausstellung präsentiert und dabei die besonderen Merkmale dieses Buntsandsteingebirges sehr anschaulich herausgearbeitet.
Das Historische Museum der Pfalz in Speyer thematisiert aufgrund seiner Schwerpunktsetzung die Region des heutigen Pfälzerwalds zwar nicht als eigenständigen Ausstellungsbereich, die spezifisch pfälzische Perspektive des Museums führt jedoch fast zwangsläufig immer wieder zu besonderen historischen Querverbindungen, in denen die politischen und sozialgeschichtlichen Veränderungen der Region veranschaulicht werden. Beispiele sind die Salierausstellung im Jahre 2011 (Burg Trifels als Mittelpunkt des Salierreiches), das Weinmuseum mit seiner Kulturgeschichte des Weines und die Familien Mitmachausstellung „Burg Drachenfels“, in der das Leben auf einer mittelalterlichen Felsenburg im Wasgau nachvollzogen werden kann.
Das Dynamikum in Pirmasens ist das erste Wissenschaftsmuseum („Science Center“) in Rheinland-Pfalz. Im Gebäude der ehemaligen Schuhfabrik Rheinberger wurde im April 2008 ein „interaktives Mitmachmuseum“ eingerichtet, in dem unter dem Leitmotiv „Bewegung“ an 150 interaktiven Experimentierstationen grundlegende physikalische, mathematische und biologische Gesetzmäßigkeiten erfahren werden können. Das Museum richtet sich insbesondere an jüngere Besucher, die für naturwissenschaftliche Zusammenhänge sensibilisiert werden sollen.
Die „Max Slevogt Gemäldegalerie“ der Villa Ludwigshöhe enthält unter anderem Gemälde des impressionistischen Meisters, in denen sich der Farbenreichtum der südpfälzischen Landschaft widerspiegelt, der beispielsweise vom Slevogthof Neukastel oberhalb von Leinsweiler zu erleben ist. Einen besonders guten Überblick über Felsen und Felsenburgen des pfälzischen und elsässischen Wasgaus vermitteln auch die „Impressionen“ des Malers Emil Knöringer, der über die Landschaftsmalerei die Vielfalt der Buntsandsteinlandschaft künstlerisch zu überhöhen sucht.

### Industriedenkmäler

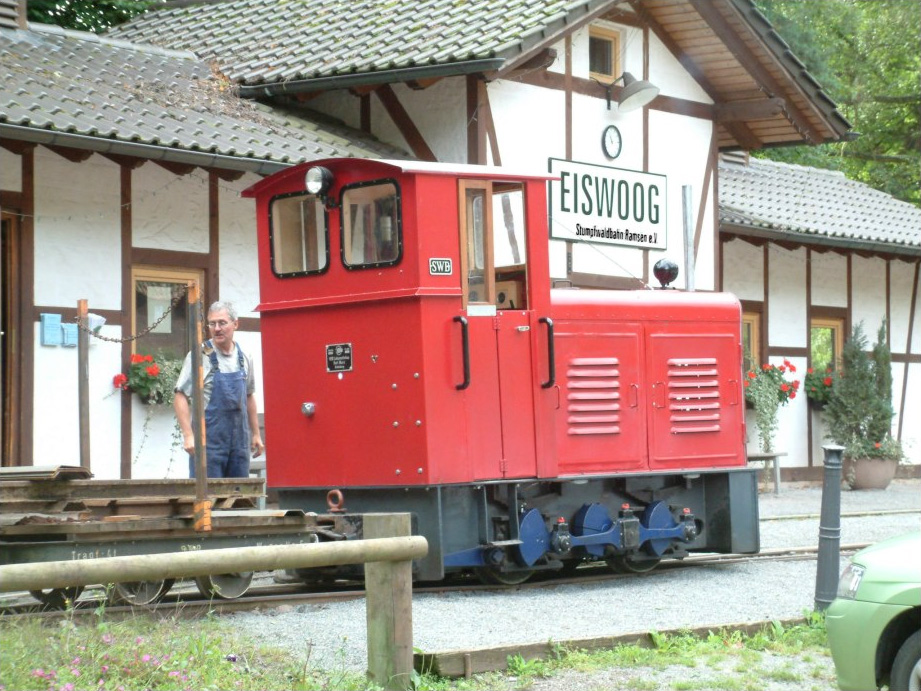
Diesellok der Stumpfwaldbahn

Industriedenkmäler sind z. B. die Stumpfwaldbahn bei Ramsen, eine seit 1996 existierende Museumsfeldbahn, sowie das Kuckucksbähnel (vgl. auch Abschnitt Verkehr), das seit 1984 als historischer Dampfzug von März bis Oktober an Wochenenden zwischen Neustadt an der Weinstraße und Elmstein verkehrt. Darüber hinaus erhält der Besucher im Eisenbahnmuseum der Pfalz in Neustadt an der Weinstraße anhand vieler Exponate einen guten Überblick über fast 150 Jahre (pfälzische) Eisenbahngeschichte.
Das Deutsche Schuhmuseum in Hauenstein dokumentiert die im Raum Pirmasens früher sehr verbreitete Schuhherstellung und stellt diese in einen größeren industrie- und sozialgeschichtlichen Zusammenhang. Im Gebäude einer ehemaligen Schuhfabrik können alte Maschinen und weitere Fertigungstechniken besichtigt und die Veränderung der Schuhproduktion anschaulich erlebt werden (vgl. auch Siedlungsgeschichte).
Interessante Einblicke in alte Berufe, die im Pfälzerwald früher zu finden waren, vermittelt u. a. das Bürstenbindermuseum in Ramberg; es verdeutlicht anhand vielfältiger Exponate die industrielle und soziale Entwicklung, die das Ramberger Tal im Laufe der letzten Jahrhunderte genommen hat.

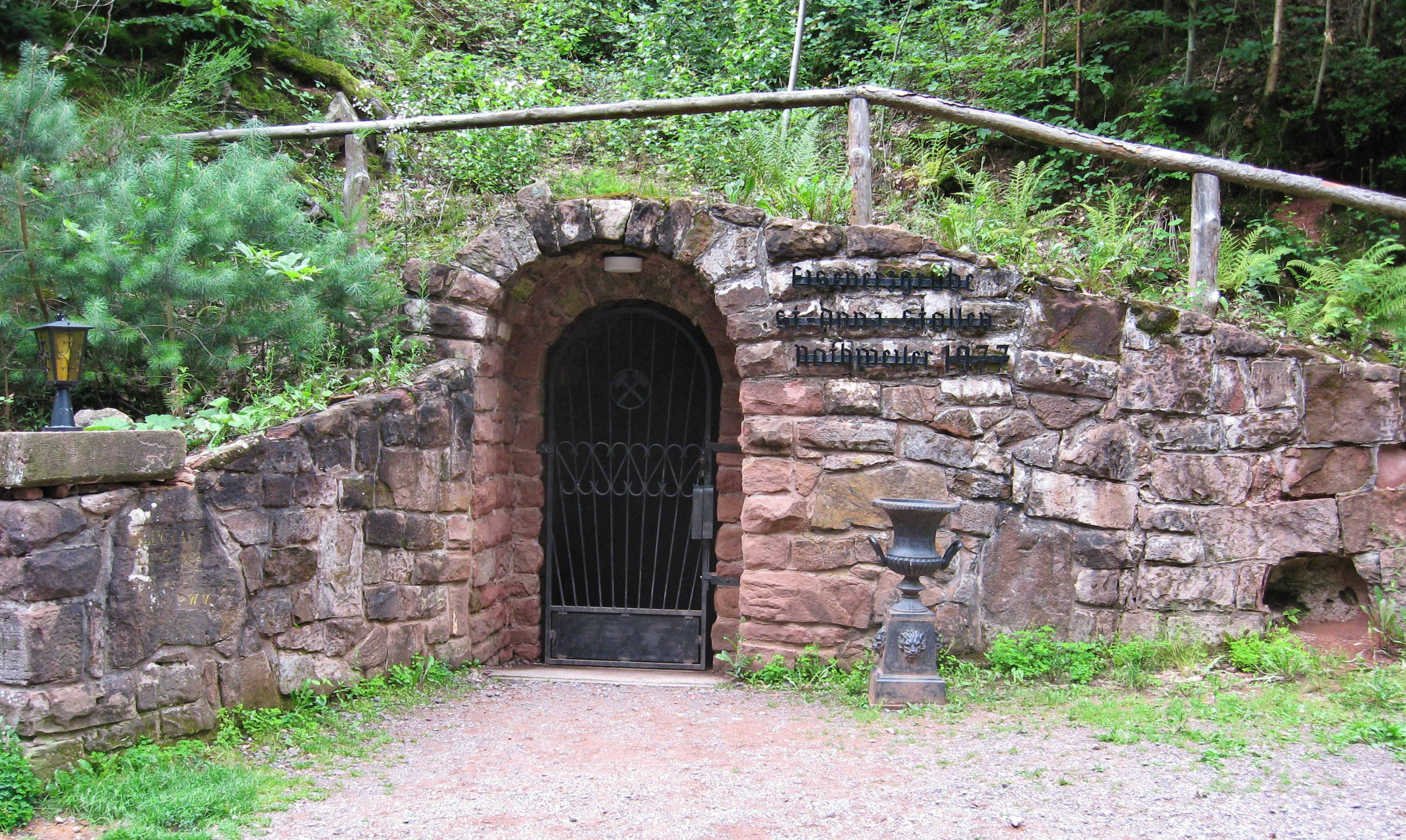
St.-Anna-Stollen in Nothweiler

In der Erzgrube St.-Anna-Stollen in Nothweiler bekommen Besucher bei einer Führung wichtige bergbauliche Tätigkeiten und, damit zusammenhängend, die extremen Arbeitsbedingungen vergangener Jahrhunderte vor Augen geführt. Diese Informationen können anschließend im Infozentrum des Besucherbergwerkes weiter vertieft werden.

### Erlebnisparks
Im weitläufigen Gelände des Wild- und Wanderparks Südliche Weinstraße finden sich über 400 Tiere aus 15 europäischen Arten; verschiedene Angebote für Kinder vervollständigen das Angebot. Eine vergleichbare Einrichtung ist der Kurpfalz-Park bei Wachenheim im Mittleren Pfälzerwald.

### Bergbahnen
Die Rietburgbahn bei Edenkoben führt als Sessellift zur namensgebenden Rietburg, von wo sich eine gute Aussicht auf die Rheinebene bietet.
Die Bad Dürkheimer Gondelbahn verkehrte von 1973 bis 1981 von der Stadt hinauf zum Teufelsstein. Ihre Wiederinbetriebnahme wurde um den Jahreswechsel 2017/2018 endgültig zu den Akten gelegt.

## Wandern
Der Pfälzerwald hat sich dank seiner landschaftlichen Besonderheiten, seines kulturellen Erbes und einer in erster Linie vom Pfälzerwald-Verein geschaffenen Infrastruktur schon seit Beginn des letzten Jahrhunderts zu einer stark frequentierten Wanderregion entwickelt. Hier gibt es mehr als 100 bewirtschaftete Wanderhütten und ähnliche Einrichtungen, die vom Pfälzerwald-Verein und von den Naturfreunden in ehrenamtlicher Arbeit betrieben werden. Die Wanderstützpunkte sind oft nur zu Fuß erreichbar und vorwiegend an Wochenenden geöffnet.

### Wanderwege

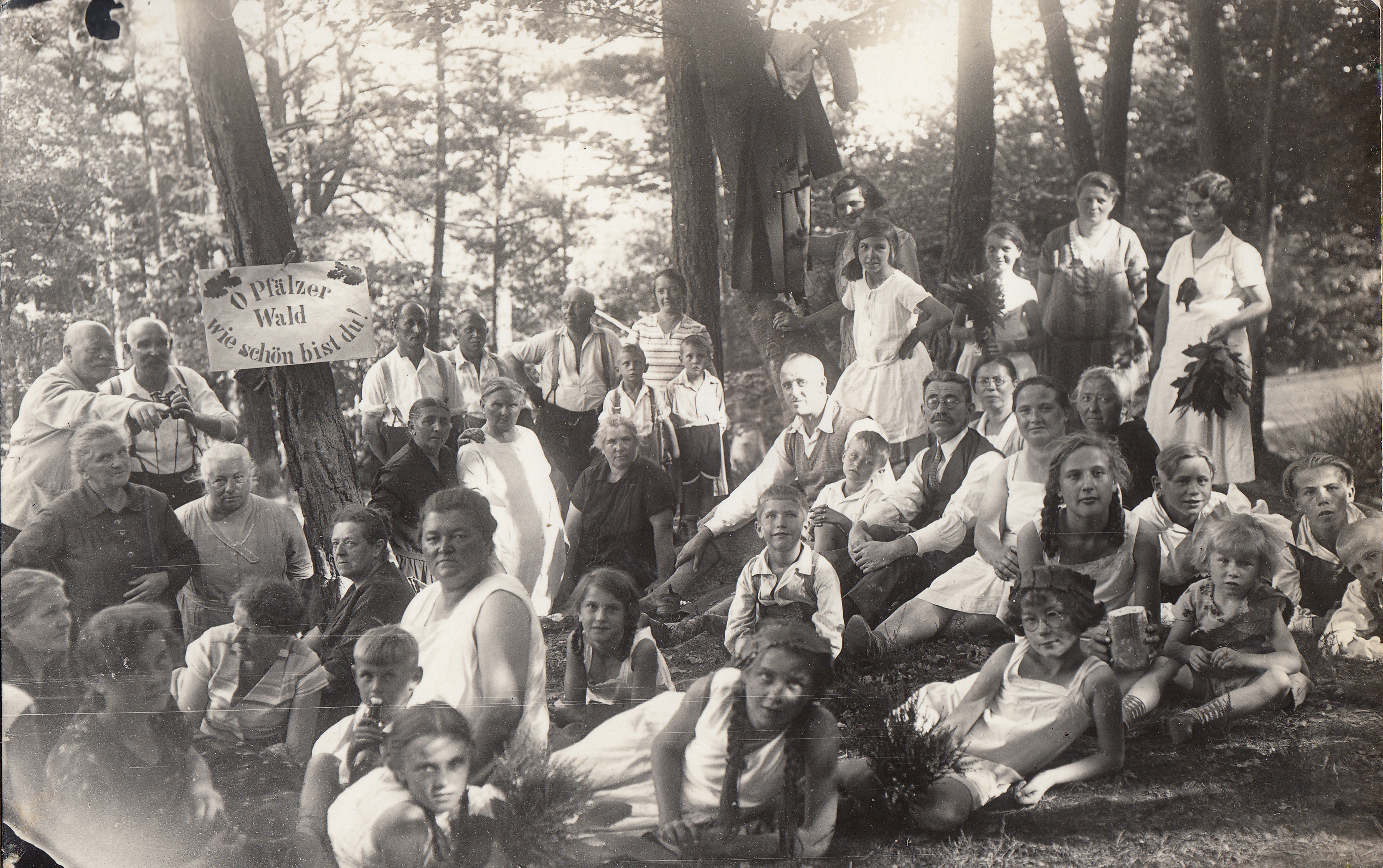
Wandergruppe im Pfälzerwald im Jahr 1933

Das Mittelgebirge ist von einem dichten Netz markierter Wanderwege von mehr als 12.000 km Länge durchzogen, das zum größten Teil vom Pfälzerwald-Verein in ehrenamtlicher Arbeit angelegt wurde und von diesem kontinuierlich gepflegt wird. Zu nennen sind hier auch einige bedeutende internationale und nationale Fern- und Weitwanderwege, die den Pfälzerwald an das europäische und nationale Fernwanderwegenetz anbinden.
Bekannte Beispiele sind u. a. der Pfälzer Jakobsweg (Markierung „Muschel auf blauem Grund“), der Fernwanderweg Pirmasens–Belfort (Markierung „gelber Balken“) oder der Fernwanderweg Franken-Hessen-Kurpfalz (Markierung „rotes Kreuz“). Ergänzt und erweitert werden diese Hauptwanderrouten durch eine Vielzahl regionaler Wanderwege von unterschiedlicher Länge (Ziel- und Rundwanderwege), wobei themenbezogene Wanderwege (z. B. Waldlehrpfade), Felsenwanderwege (z. B. der „Rodalber Felsenwanderweg“), Gewässerwanderwege (z. B. der „Brunnenweg“ bei Heltersberg u. ä.) und die seit einigen Jahren vom Tourismusverband Pfalz initiierten Premium- oder Prädikatswanderwege (z. B. „Pfälzer Waldpfad“ oder „Felsenland Sagenweg“ usw.) ein besonders intensives Wandererlebnis versprechen. Auch grenzüberschreitende Wanderungen sind im Buntsandsteingebirge problemlos möglich, da Pfälzerwald-Verein und Vogesenclub (franz. „Club Vosgien“) seit ihrer Gründung vor über 100 Jahren fast identische Markierungssysteme verwenden (z. B. Punkte, Balken, Kreuze, Rauten von unterschiedlicher Farbgebung) und in der Grenzregion ein dichtes gemeinsames Wegenetz entwickelt haben. Dabei wird von beiden Wandervereinen darauf geachtet, dass die Wegeführung nicht auf „Waldautobahnen“, sondern wenn möglich auf schmalen Pfaden und Steigen erfolgt.

### Aussichtspunkte (Auswahl)
Aufgrund seiner reich gegliederten Oberflächengestalt bietet der Pfälzerwald eine Vielzahl verschiedenartiger Aussichtsmöglichkeiten:

#### Aussichtstürme

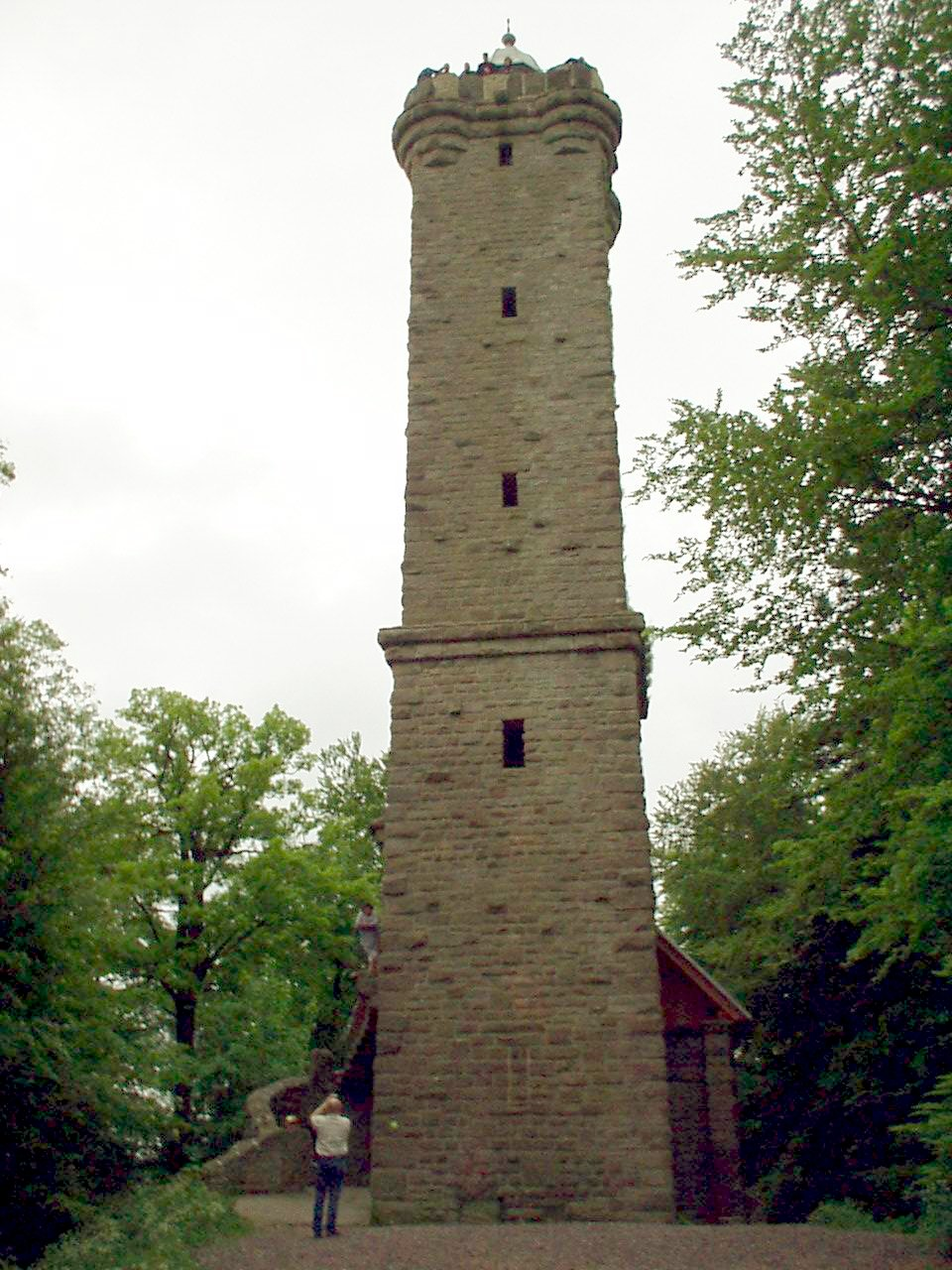
Luitpoldturm auf dem Weißenberg

Für den nordöstlichen Teil des Gebirges sind z. B. folgende Ziele zu nennen: Eckkopfturm (bei Deidesheim), Bismarckturm (bei Bad Dürkheim) und der Aussichtsturm auf dem Weinbiet. Der Betrachter erhält von hier einen umfassenden Rundblick, der vor allem nach Norden und Osten bis hin zum Odenwald reicht.
Stellvertretend für den mittleren und südlichen Gebirgsrand stehen beispielsweise der Turm auf dem Steigerkopf (Schänzel), der Rehberg mit seinem Turm bei Annweiler und der Stäffelsbergturm bei Dörrenbach. Dabei ist vor allem die Bergpyramide des Rehbergs für ihr umfassendes Panorama bekannt (siehe entsprechendes Bild im Abschnitt Oberflächengestalt). Repräsentativ für den zentralen Pfälzerwald sind u. a. der Schindhübelturm bei Iggelbach, der Eschkopfturm und vor allem der Luitpoldturm beim Hermersbergerhof, der die wohl umfassendste Panoramasicht des Pfälzerwaldes liefert. Nach genauen geometrischen Untersuchungen durch Lang sind von hier über 350 Berggipfel zu sehen.

#### Felsen
Am bekanntesten sind der Drachenfels zwischen Isenach- und Speyerbachtal und vor allem der Orensfels bei Albersweiler, von dem man einen hervorragenden Blick über den südöstlichen Wasgau und die Region der südlichen Weinstraße hat. Auf dem Kirschfelsen (Nähe Annweiler Forsthaus) ist eine Sitzkonstruktion installiert, auf welcher der Betrachter wie im Theater eine „Naturoper“ genießen kann. Alpine Gefühle lassen z. B. die Buhlsteine bei Busenberg wie auch der Hühnerstein bei Hauenstein aufkommen, die durch Geländer und Leitern zugänglich gemacht und bei entsprechender Vorsicht bestiegen werden können.

#### Burgen
Während die Rietburg oberhalb von Rhodt eher als „Aussichtsbalkon“ über die Rheinebene dient, kann von den Felsenburgen des Wasgaus, z. B. von der „Burgdreifaltigkeit“ Trifels, Anebos und Scharfenberg bei Annweiler wie auch vom Lindelbrunn bei Vorderweidenthal, die Vielfalt des pfälzischen Buntsandsteingebirges erlebt werden. Ein 360°-Panorama des deutschen und französischen Wasgaus vermittelt die Wegelnburg, die höchste Burgruine der Pfalz, bei Schönau. Von der Burg Gräfenstein bei Merzalben erhält man einen guten Einblick in eine der Kernzonen des Biosphärenreservates im westlichen Pfälzerwald (siehe auch Abschnitt Burgen und Schlösser).

Landschaftsbild des Pfälzerwaldes rund um die Burg Lindelbrunn
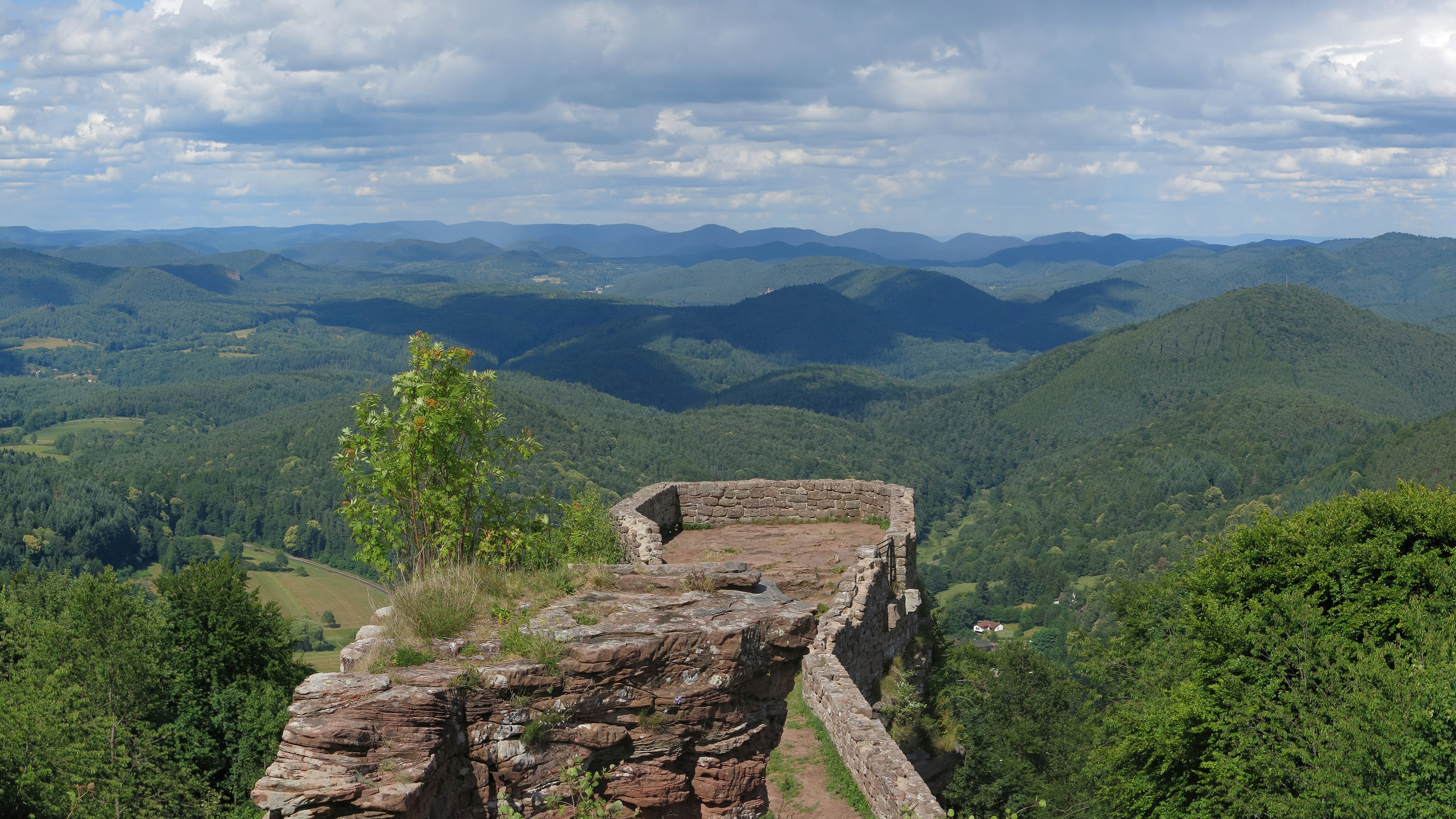
Aussicht von der Wegelnburg über den Pfälzerwald

## Film
- Wildes Deutschland. Der Pfälzerwald. Dokumentarfilm, Deutschland, 2012, 43 Min., Buch, Regie und Kamera: Klaus Weißmann, Tobias Mennle, Rolf Sziringer, Produktion: NDR Naturfilm, SWR, arte, Erstsendung: 22. Mai 2012 bei arte, Inhaltsangabe: Wildes Deutschland (1) – Der Pfälzerwald (Memento vom 11. Oktober 2012 im Internet Archive) mit online-Video.